# Lista över Europas största klockor
| I denna artikel     |
| används tonnamnen   |
| B♭ och H.           |
| Se olika skrivsätt. |

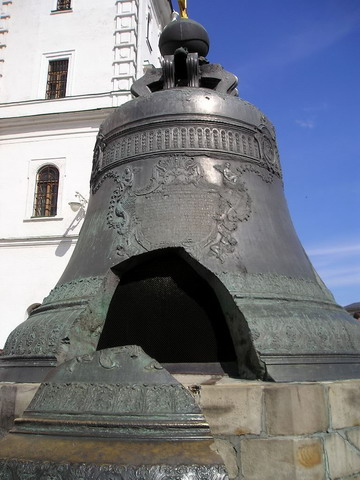
Tsarklockan (Tsar Kolokol) i Moskva.

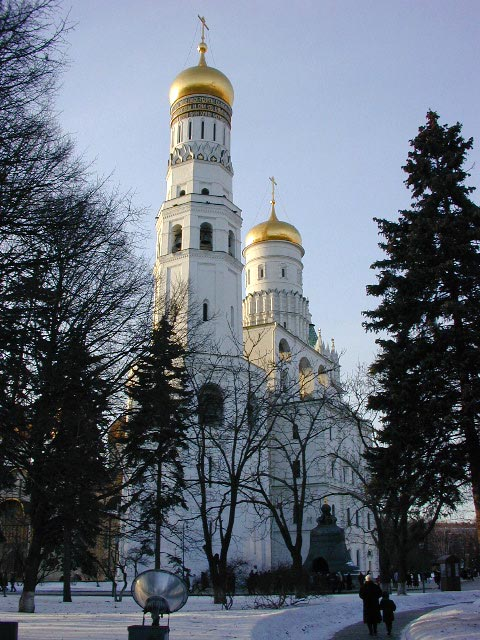
Tsarklockan vid klocktornet Ivan den store mitt i Kreml i Moskva. Klockan är fullt synlig på denna bild nedanför det lägre tornet till höger

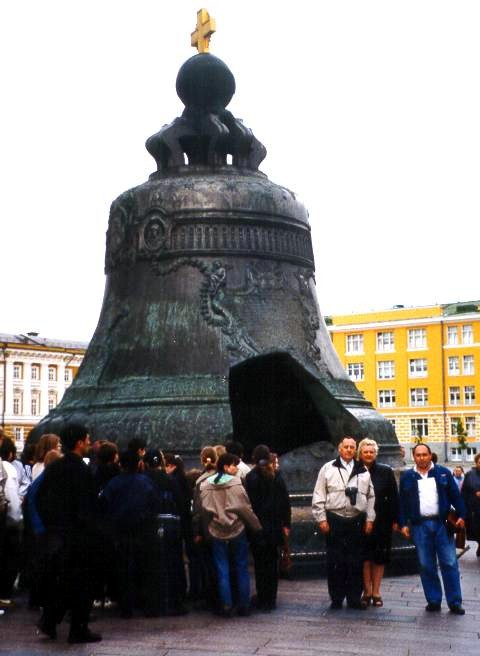
Tsarklockan med människor framför

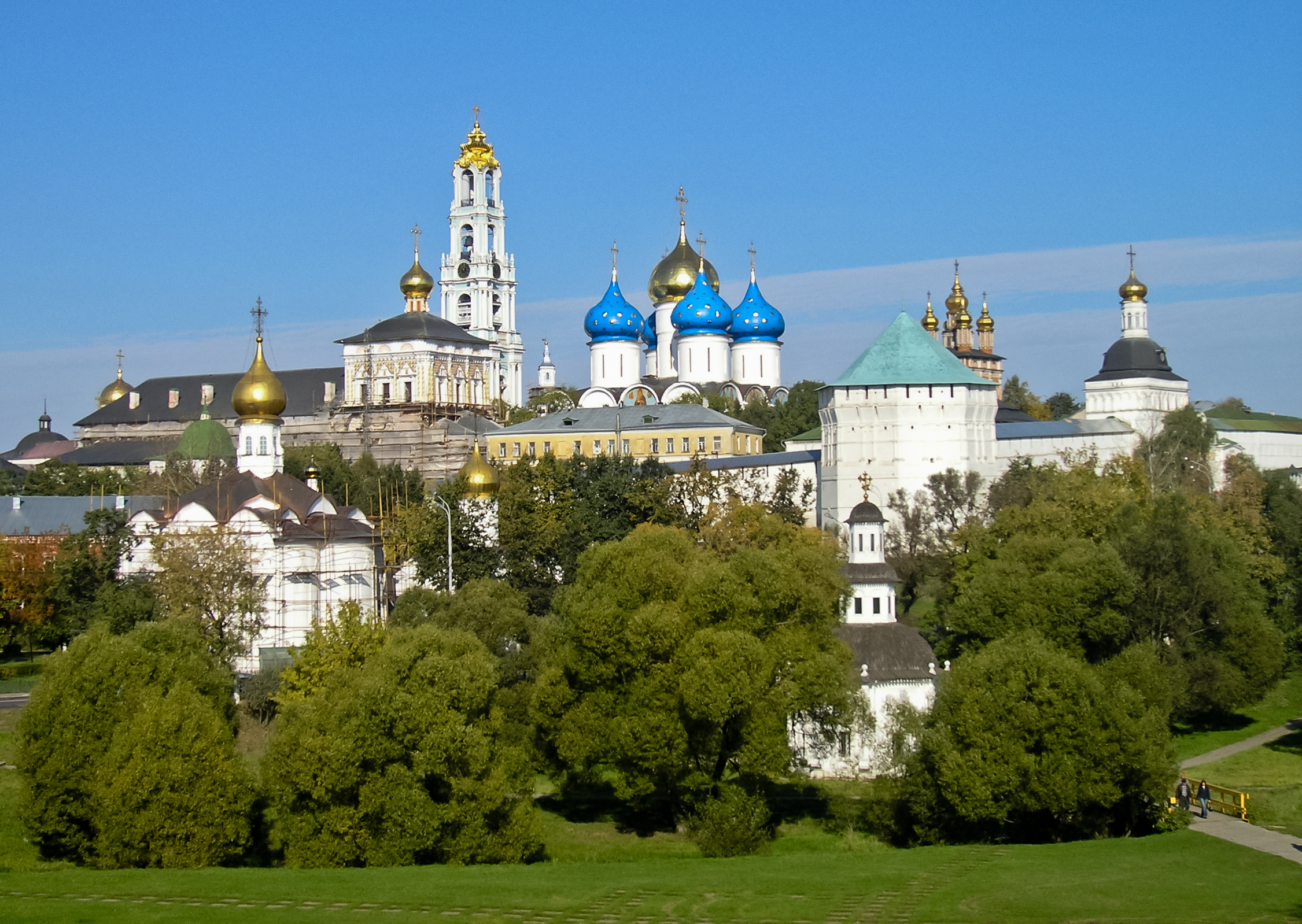
Treenighetens och Sankt Sergius lavra

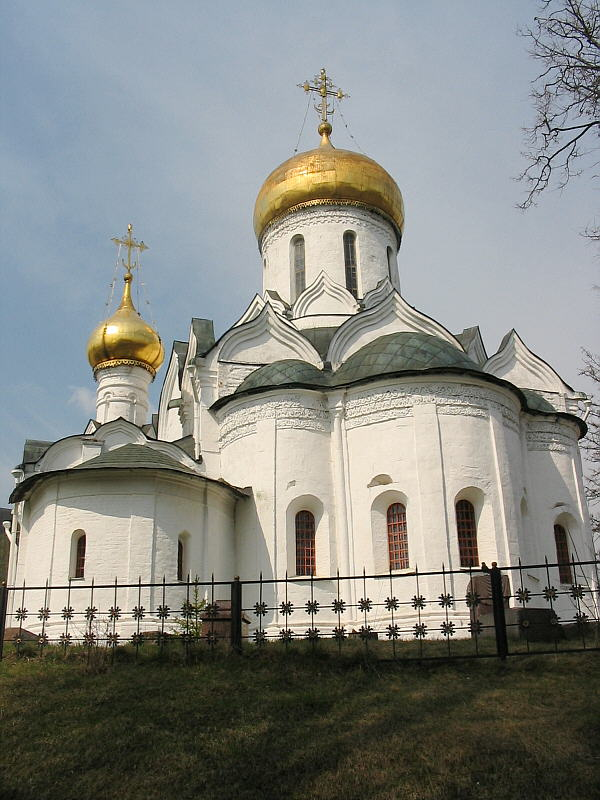
En kyrka i klostret i Zvenigorod

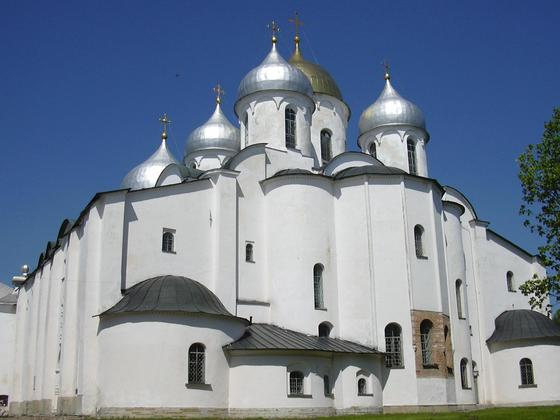
Sofiakatedralen i Novogorods kreml

Denna artikel är en lista över Europas största klockor som väger minst fem ton. De flesta av dessa klockor är kyrkklockor. För klockor uppdelade efter land, se de största klockorna land för land i Europa. I dessa listtabeller ingår delvis klockor som väger mindre än fem ton.
Även klockor som tidigare fungerat och som inte längre existerar, är förstörda eller skadade är med i listan. Namnen på dessa klockor är kursiverade.

## Lista över de största klockorna i Europa

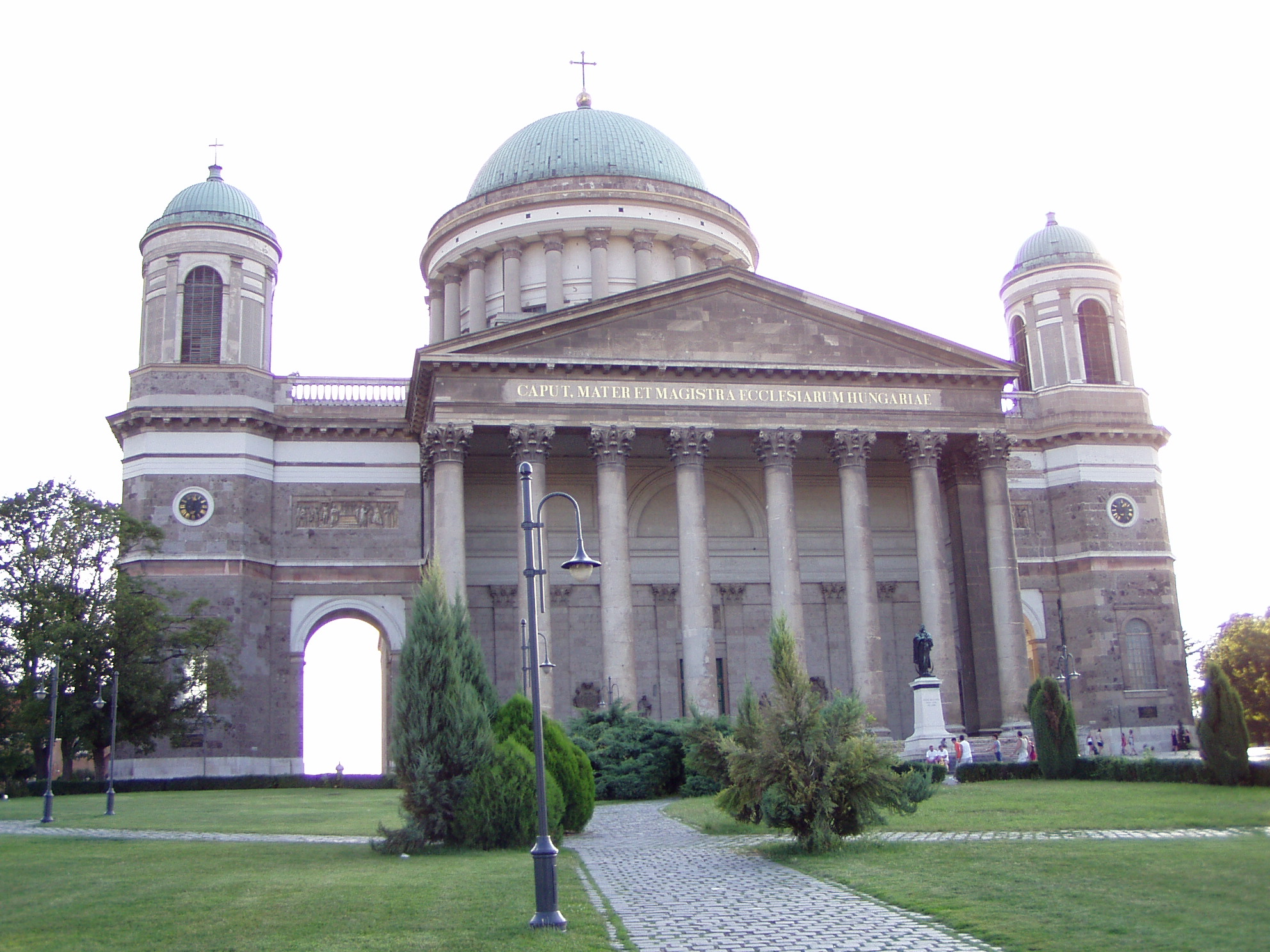
Katedralen i Esztergom

1. Tsarklockan i Kreml i Moskva väger ca 196,6 ton (196 567 kg, omräknat från uppgiften 433 356  skålpund) och är idag den största klockan som ännu finns kvar.[1] Den är dock defekt sedan den sprack i en eldsvåda strax efter gjutningen och står sedan 1800-talet på en plattform vid klocktornet Ivan Velikij mitt i Kreml och har en största diameter nertill på 6,82 meter och göts 1735. Den kan även kallas ”Tsar Kolokol III” eftersom den är den tredje tsarklockan i Kreml i kronologisk ordning.[2][3]
2. Tsarklockan, nuvarande Tsarklockans företrädare (se ovan) vägde 128 ton[4] eller 130 ton och förstördes vid en brand 1701. Dess klockmetall ingår i den nuvarande Tsar kolokol, eftersom den göts om efter branden.[5]
3. "Tsarskij Kolokol" eller ”Tsar” (inte Tsarklockan) i klocktornet i klostret Treenighetens och Sankt Sergius lavra i Sergijev Posad (5,5 mil nordöst om Moskva), väger 72 ton[6][7] eller 71,9 ton (71 935,2 kg = 158 590 skålpund).[1] Den göts i Sankt Petersburg 2003.[6] Två andra stora klockor, ”Evangelisten” på 32,2 ton och ”Pervenets” på 24,49 ton, gjutna i Moskva, finns också i tornet (se nedan).[6][7] Dess föregångare var något lättare och vägde 65,5 ton,[1] 65 ton[6] eller över 60 ton[8] och listas här nedan. Den förstördes och smältes ner 1930.[1][6]
4. "Tsarskij Kolokol" eller ”Tsar” (inte Tsarklockan) var en gång (1748) världens sjunde största klocka med sina 65,5 ton (65 522,33 kg = 144 452 skålpund)(om varierande viktuppgifter, se förrförra punkten). Den smältes ner 1930 och kallades i västerländska källor ibland för "Trotzkoi", vilket har att göra med att den hängde i Treenighetens och Sankt Sergius lavra.[1] En efterföljare göts 2003 (se ovan).
5. ”Velikij Uspenskij Kolokol” ‘Stora Uspenskij-klockan’[1] eller ”Uspenskij”, ’Himmelsfärd’, syftar på Marie Himmelsfärd och är den fjärde klockan i kronologisk ordning i Kreml i Moskva som har fungerat som tsarklocka, det vill säga som extra stor storklocka och ”basklocka” (blagovest) i Kreml istället för Tsar Kolokol. Den väger 65 ton[7] eller 65,5 ton (65 522,33 kg = 144 452 skålpund)[1] och göts 1817.[1][7] ”Marie Himmelsfärd” är också namnet på den angränsande största katedralen i Kreml: Marie Himmelfärdskatedralen eller Uspenskijkatedralen (på ryska: Sobor Uspenskij). Himmelsfärdsklockan hänger i den stora klockans torn i Kreml och detta torn är det lägre klocktornet som står bredvid det höga klocktornet Ivan Velikij mitt i Kreml.[7]
6. En stor klocka med namnet ”den mest sonorusa  (”högt ljudande, välklingande”) klockan” finns i Savvino-Storozjevskij-klostret i Zvenigorod. Den väger 35 ton, är 3,65 meter i diameter och 3,7 meter hög. Den göts omkring år 2002 av företaget Vera LLC i staden Voronezj (före klockan Tsarskij Kolokol ovan), för att ersätta den gamla ungefär lika stora klockan (se nedan), som göts 1667, men som gick sönder (sprack) när den tappades av tyskarna 1941. Klockan består av 19,25% tenn och 81,75% koppar, utan extra orena tillsatser. Dess slagton är b♭ och kläppen är 3 meter och väger omkring 1 ton. Tjugo ingjutna ikoner pryder klockan.[1][9]
7. ”Den mest sonorusa (”högt ljudande, välklingande”) klockan” var tidigare en stor klocka i Savvino-Storozjevskij-klostret i Zvenigorod. Den vägde 34,8 ton (34 820,93 kg 76 767 skålpund). Den göts 1667, men gick sönder (sprack) när den tappades vid en flytt av klockan som tyskarna företog 1941. De hade tänkt gömma klockan i Moskvafloden för att senare kunna göra bruk av metallen. Resterna av den finns idag i Zvenigorod. En ungefär lika tung (något tyngre, se ovan) klocka göts omkring år 2001 för att ersätta den gamla. Klockorna i Zvenigorod (som betyder ”klockringningsstaden”) fungerade som varningsklockor i orostider och sägs under tystare tider förr sades kunna höras omkring 18 mil bland annat bort åt Moskva. ”Högt ljudande” var då en viktig egenskap.[1][9]
8. En stor klocka i Jurevs kloster i närheten av Novgorod väger 34,4 ton (34 399,089 kg = 75 837 skålpund).[1]
9. En stor klocka i ärkebiskopspalatset i Kazanskijs kloster, i Tambov, väger 32,76 ton (32 761,167 kg = 72 226 skålpund).[10]
10. Den näst största klockan ”Evangelisten” i Treenighetens och Sankt Sergius lavra i staden Sergijev Posad väger 35,5 short tons (se mer om klostrets största klockor ovan) och göts i Moskva 2002.[6] Omräknat till metersystemet blir det 32,2 ton. Enligt en annan webbplats väger den 31,5 metriska ton.[9]
11. En stor klocka i Kirillo-Belozerskijs kloster, i Vologda oblast, väger 32,76 ton (32 761,167 kg = 72 226 skålpund).[10]
12. "Reut" i Kreml i Moskva, väger 32,76 ton (32 761,167 kg = 72 226 skålpund). Den göts 1622.[10]
13. "Sysoj", i Kreml i Rostov (Rostov Velikij ”Stora Rostov”), väger 32,76 ton (32 761,167 kg = 72 226 skålpund). Den göts 1689.[10]
14. Storklockan i Isakskatedralen i Sankt Petersburg väger 30,5 ton (30 477,33 kg = 67 191 skålpund). Den göts vid mitten av 1800-talet.[1]
15. "Godunov"-klockan i Treenighetens och Sankt Sergius lavra, Sergijev Posad, väger cirka 30,3 ton (30 304,06 kg = cirka 66 809 skålpund) Den göts år 1600.[1]
16. "Torzhestvennyj"-klockan vägde 27,1 ton (27 101,694 kg = 59,749 skålpund) och hängdes 1878 upp i det sydvästra tornet i Frälsarkatedralen i Moskva. Den tidigare Frälsarkatedralen revs 1931 (återuppbyggdes under 1990-talet) och "Torzhestvennyj"-klockan förstördes troligen i samband med rivningen.[1]
17. En stor klocka i Novgorods kreml väger 26,44 ton (26 438,088 kg = 58 286 skålpund) och göts 1659.[1]
18. Den förstörda Kaiserglocke (”Kejsarklockan”) i Kölnerdomen vägde cirka 27,8 ton, hade diametern 3,42 meter och slagtonen ciss+90. Den göts 1874 av Andreas Hamm av 22 franska kanoner som använts vid slaget vid Sedan 1870. Den förstördes 1918 genom att metallen åter göts om till krigsvapen. När sedan klockan göts om igen (se nedan under ”Sankt Petersglocke”) såg man till att fragment av den gamla klockan kom med i den nya klockan. Den var länge den genom tiderna största klockan som ringdes genom att hela klockan svängdes och är ännu den största klockan som svängdes på rak klockstock, vilket gjorde den svårare att ringa för hand (krävde ett tjugotal ringare). – Se vidare i artikeln Kaiserglocke.[7][11][12]
19. En stor klocka i Kreml i Moskva väger 25,99 ton (25 990,846 kg = 57 300 skålpund) och göts 1878.[1]

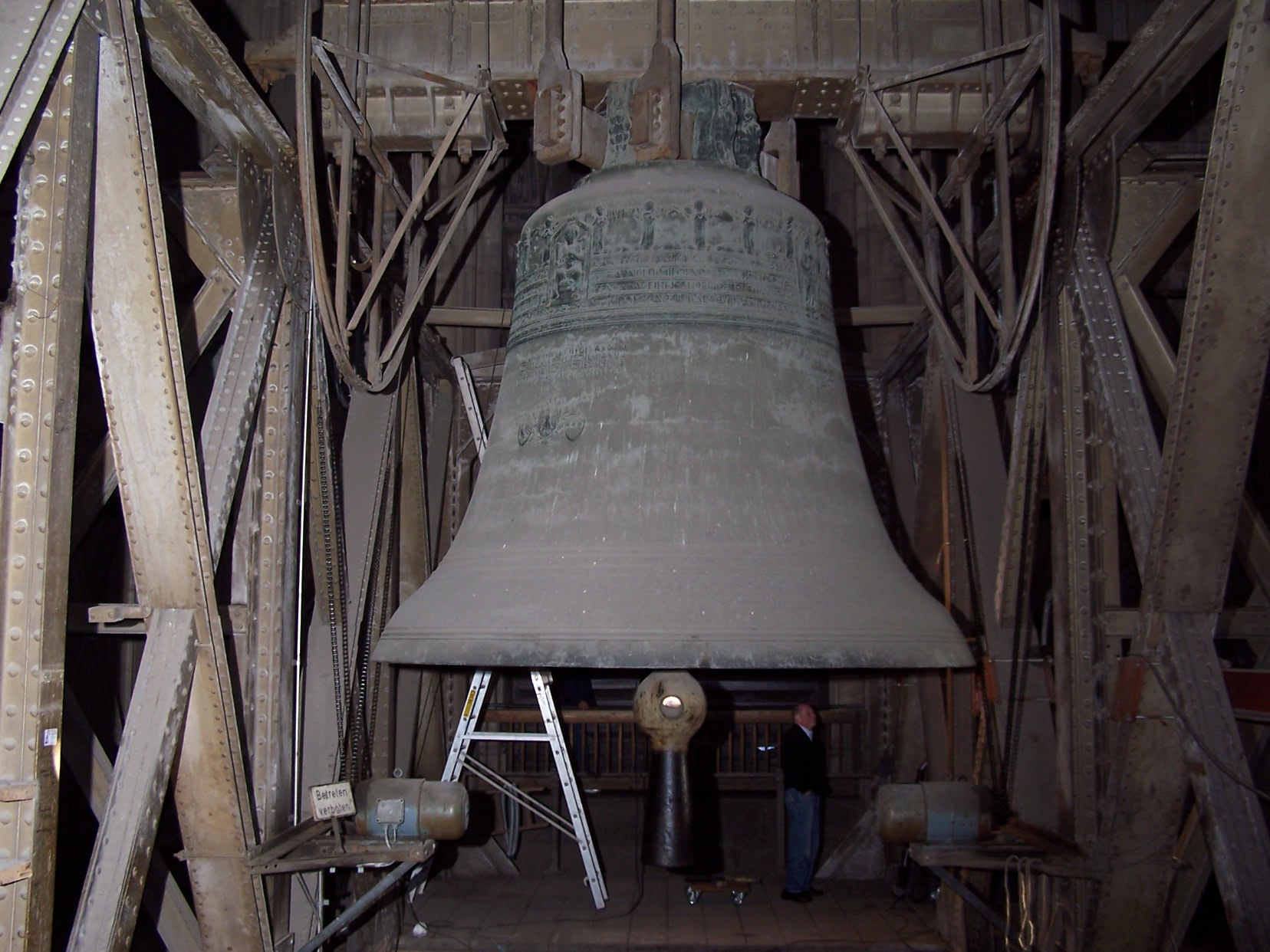
Sankt Petersglocke i Kölnerdomen på 24 ton. En man står under klockan som jämförelse

20. Sankt Petersglocke i Kölnerdomen på 24 ton. En man står under klockan som jämförelseDen fjärde största klockan ”Pervenets” i Treenighetens och Sankt Sergius lavra i staden Sergijev Posad väger 27 short tons. Omräknat till metersystemet blir det 24 493,988 kg, vilket är cirka 24,49 ton. Den göts i Moskva 2002.[6] Uppgifter om två större klockor i samma kloster finns ovan.
21. ”Sankt Petersglocke” eller ”Petersglocke”, i Kölnerdomen väger 24,2 ton och har tonen c. Den göts av Heinrich Ulrich i Apolda 1923, i och ersatte den tidigare klockan (Kaiserglocke, se förra punkten) från 1874. Klockans diameter är 3,22 meter och dess höjd är 4,4 meter (inklusive klockans krona).[1][12][13][14]. Den är den största klockan bland sydtornets sammanlagt åtta klockor, två av dessa finns också listade här nedan. Se vidare i artikeln Sankt Petersglocke.
22. ”Maria Dolens” eller ”Campana dei Caduti” på Miravellekullen nära minnesmärket Castel Dante i Rovereto, Italien, väger 22,6 ton (22 639 kg) och har slagtonen h°. Den är idag den största klockan i Italien och göts om sist 1964 av Paolo Capanni från Castelnuovo nei Monti i Emilia-Romagna. Dess diameter är sedan dess är 3,21 meter, medan höjden är 3,36 meter. Kläppen väger 600 kg och dess upphängning med ringningsanordning med mera väger 10 300 kg. Först göts den 1924 av Luigi Colbachini från Trento av kanoner från 19 nationer använda i första världskriget och vägde då 11,5 ton med diametern 2,5 meter. Den göts om 1939 av Luigi Cavadini e Figli och vägde därefter 17 ton med diametern 3 meter. Den sprack 1960 och göts då om och fick sin nuvarande vikt. Den välsignades 31 oktober 1965 vid Peterskyrkan i Rom.[12][15]
23. Gamla klockan ”die Pummerin” i Stefansdomen i Wien vägde 22,5 ton och hade en diameter på 3,16 meter och slagtonen h°. Den göts 1711 av Johannes Achamer med turkiska kanoner som material (se vidare i artikeln Pummerin).
24. Nya ”die Pummerin” (om den gamla se ovan) i Stephansdomen i Wien är den största klockan i Österrike och väger 20,13 ton och har en diameter på 3,14 meter. Den har slagtonen c0 +4/16 och göts av Karl Geisz från Sankt Florian 1951 och ersatte då Gamla die Pummerin (se ovan). En ännu äldre legandarisk klocka göts 1558 och vägde 10,4 ton. När den sistnämnda göts, var den nya die Pummerin den tredje största kyrkklockan i världen. Nya Pummerin rings i på en rad stora helgdagar med mera och hänger ensam i det lägre norra tornet, medan elva klockor hänger i det karaktäristiskt höga södra tornet (och några andra också i andra torn). Den största av dessa väger 5,7 ton, hänger i sydtornet och listas ganska långt ner på denna lista.[1][12][16]

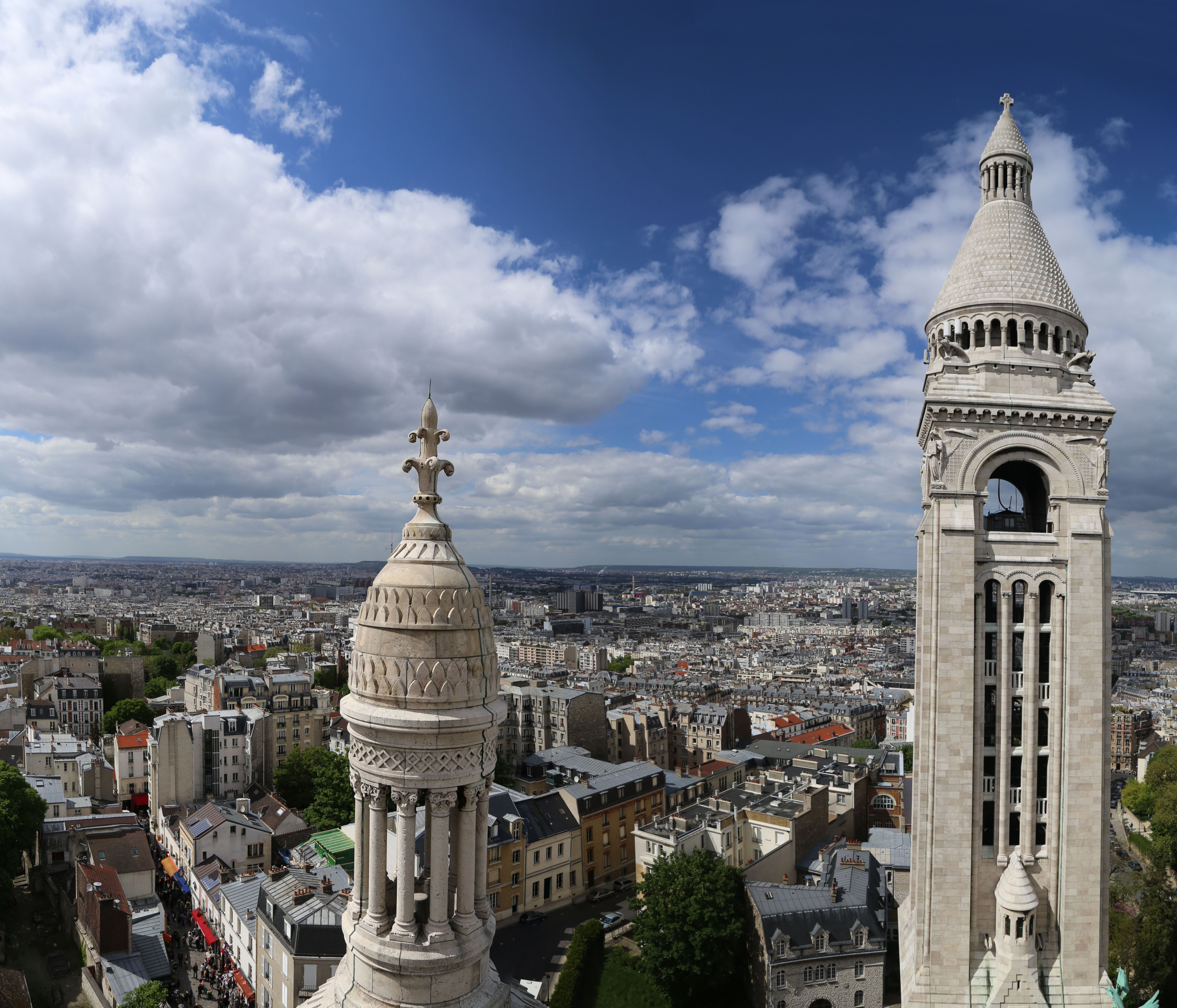
Klocktornet framför Sacré-Coeur

25. Lissabons katedralKlocktornet framför Sacré-CoeurEn annan stor klocka i Treenighetens och Sankt Sergius lavra i Sergijev Posad, Ryssland väger 20,9 ton (20 885,21 kg = 46 044 skålpund).[1]

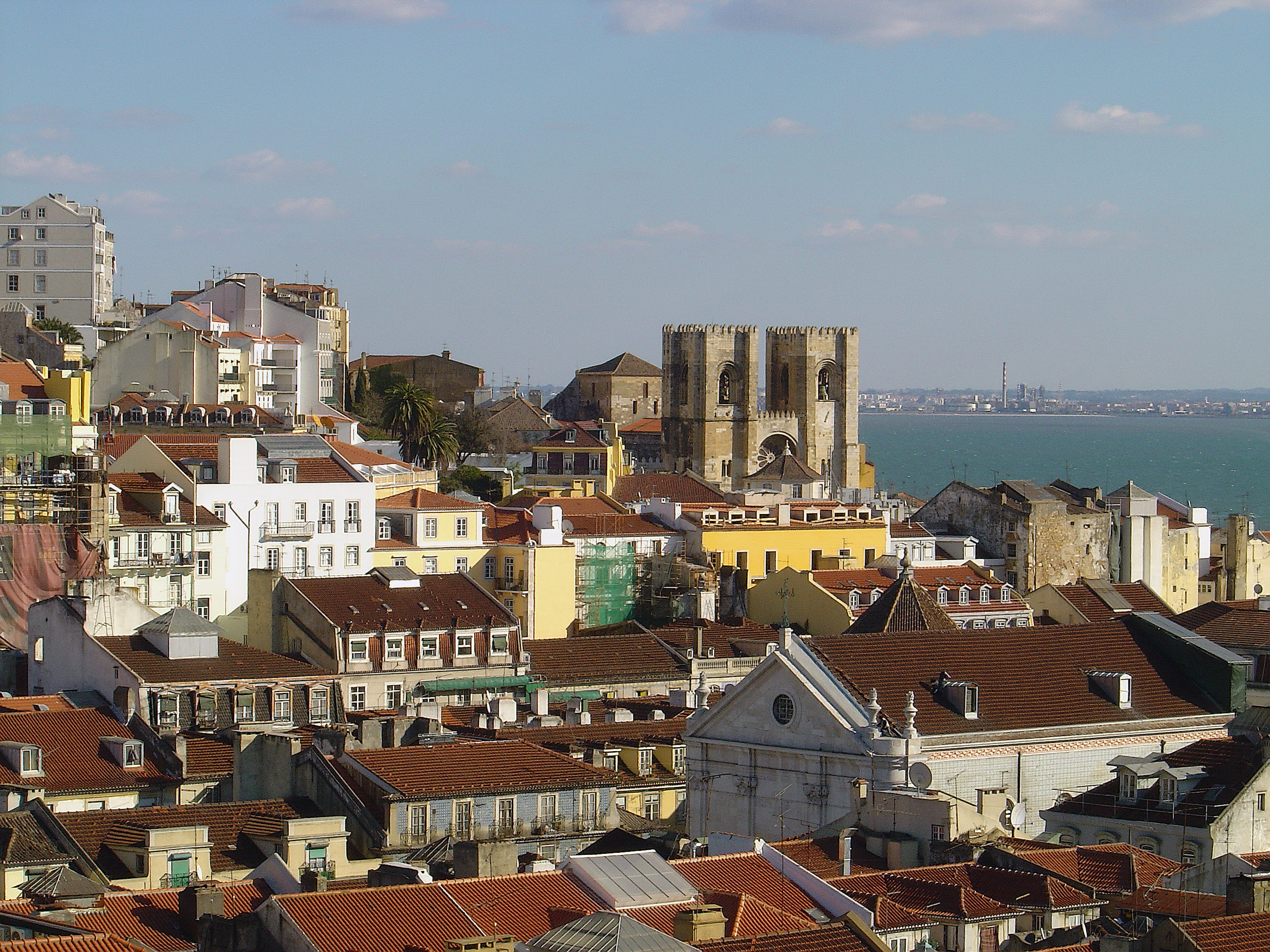
Lissabons katedral

26. En stor klocka i Nikolo-Ugresjskijklostret i närheten av Moskva, Ryssland väger 20,15 ton (20 148,122 kg = 44 419 skålpund).[1]
27. Den största klockan i katedralen i Lissabon, Portugal har slagtonen d och väger cirka 44000 skålpund och cirka 20000 kg, det vill säga cirka 20 ton. Den göts 1556. Om klockgjutaren finns ingen uppgift i källorna och är alltså ännu okänd.[12]
28. Den förstörda största klockan i Frankrike, ”Jeanne d'Arc” (namngiven efter Jeanne d'Arc) fanns i katedralen i Rouen och vägde cirka 44 000 skålpund, det vill säga cirka 20 ton. Den göts 1914 av klockgjuteriet Paccard, men hängdes upp först 1919 i ”smörtornet” tour de beurre, efter första världskrigets slut (detta torn har haft en rad storklockor sedan 1300-talet). Den invigdes i april 1920, men förstördes i en bombning i andra världskriget 31 maj 1944 (ironiskt nog just på Jean d’Arcs dödsdag). Jeanne d’Arc hängde ensam i sitt torn, så övriga klockor klarade sig. Den gamla Jeanne d’Arc ersattes 1951 av en ny mindre klocka Jeanne d'Arc, ungefär hälften så stor (9,8 ton), och som listas nedan. Den är störst av sammanlagt 7 ringklockor i katedralen, där det finns också ett klockspel med 39 klockor gjutna 1914, idag med sammanlagt 59 klockor.[12] En miniatyr av den gamla storklockan Jeanne d’Arc från 1914 är bibehållen på scoutlägret Camp Keowa i stor-New York i delstaten New York[17]. Hur den hamnat där är ännu inte känt.
29. Den största klockan ”la Savoyarde” i Sacré-Coeur i Montmartre i Paris i Frankrike väger 18,84 ton , har slagtonen ciss och göts 1891 av Georg Paccard (Paccards klockgjuteri). Dess diameter är 3,03 meter, dess höjd är 3,06 meter och dess största tjocklek är 32 cm (andra delar av klockan har tjockleken 22 cm). Kläppen väger 1 200 kg (enligt annan uppgift väger den 800 kg). Den totala vikten som svängs vid klockringning är cirka 25 000 kg. Denna klocka är störst i Frankrike idag.[12] Samma viktuppgifter 18 834,972 kg (41,524 skålpund) samt gjutningsår finns också på webbplatsen russianbells. com.[1]
30. En klocka i Jurevs kloster i närheten av Novgorod, Ryssland väger 18,67 ton (18 673,95 kg 41,169 skålpund).[1]
31. "Concordia" på Kronplatz (på italienska: Plan de Corones) finns i Alperna, i provinsen Sydtyrolen i Norditalien, och är en klocka som väger 18 ton och har en diameter på 3,11 meter. Den göts 2002 i Salzburg av klockgjuteriet Oberascher.
32. En klocka i Znamenskijs kloster i Kursk, Ryssland, väger 17,1 ton (17 117,67 kg = 37 738 skålpund).[1]
33. ”Great Paul” i Sankt-Paulskatedralens sydvästra torn väger 17,0 ton (37 483 skålpund = 17 002,0 kg). Den göts 1881 av klockgjuteriet Taylor, Loughborough. Det finns även en över fem ton tung slagklocka i samma torn, som tidigare använts för ringning, Great Tom, som också är namnet på två andra stora klockor i Storbritannien (se nedan). – Se vidare i artiklarna Great Paul och De största klockorna i Storbritannien.
34. Den andra Maria Dolens eller Campana dei Caduti i Rovereto i Italien göts om 1939 av Luigi Cavadini e Figli och vägde 17 ton (föregångaren vägde 11,5 ton) och hade diametern 3 meter. Den sprack 1960 och göts sedan om och väger idag över 22,6 ton (se ovan).
35. En klocka i byn Miskovo i Kostroma oblast, Ryssland väger 16,97 ton (16 967,99 kg 37 408 skålpund)[1]
36. En klocka i Ozjory, (i Kolomenskijs distrikt?) i  Moskva oblast, Ryssland, väger 16,87 ton (16  871,824 kg 37  196 skålpund).[1]
37. En klocka i Heliga Trefaldighets kloster i Belgorod, Kursks oblast, Ryssland väger 16,7 ton (16 747,086 kg = 36 921 skålpund).[1]
38. En klocka i Ivan Velikijs klocktorn vid Uspenskijkatedralen i Kreml, Moskva väger 16,66 ton (16  664,99 kg = 36  740 skålpund).[1]
39. En klocka i Maksimilianovskijs kyrka i Jekaterinburg väger 16,6 ton (16  626,43 kg = 36 655 skålpund).[1]

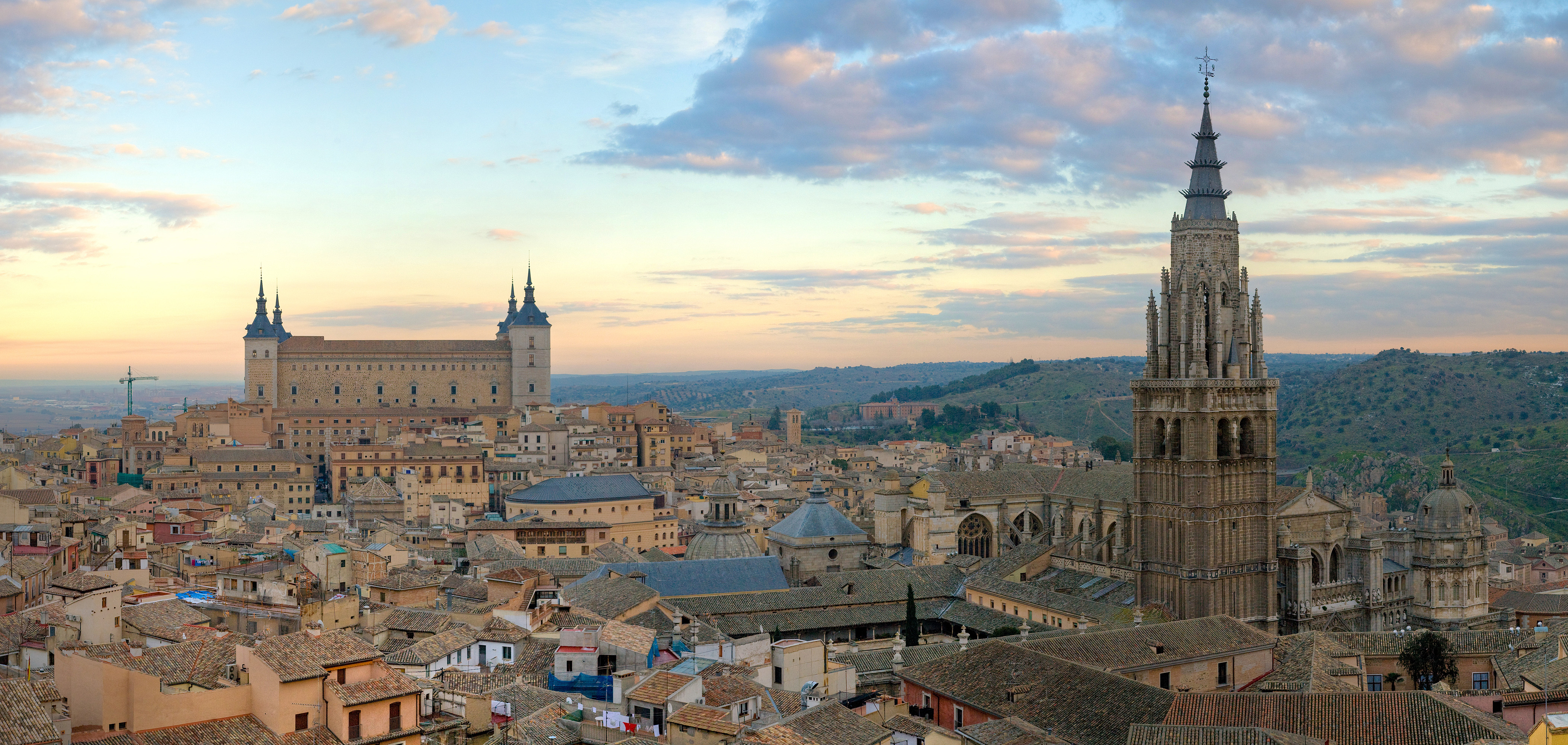
Katedralens torn i Toledo i centrala Spanien, finns här till höger på bild

40. Kyrka i Kreml i KazanValamo kloster i LadogaLiverpool CathedralKatedralens torn i Toledo i centrala Spanien, finns här till höger på bildEn klocka i Tobolsk i Sibirien (noga räknat inte i Europa) göts 1738 och var den största klockan i Sibirien. Den vägde 16,57 ton (16 569,73 kg = 36 530 skålpund, enligt äldre ryska mått 1  011 pud och 22 funt).[1][18]

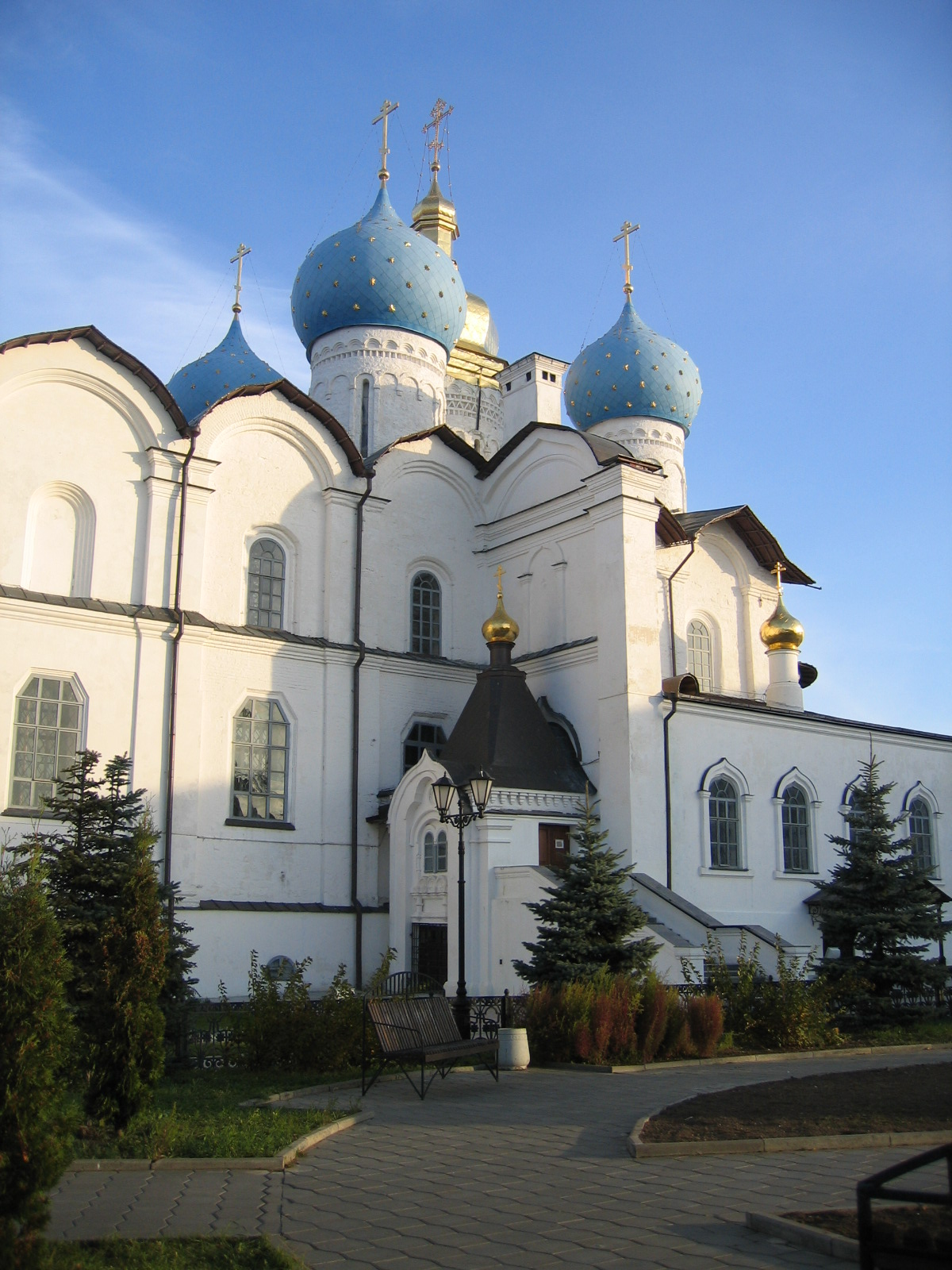
Kyrka i Kreml i Kazan

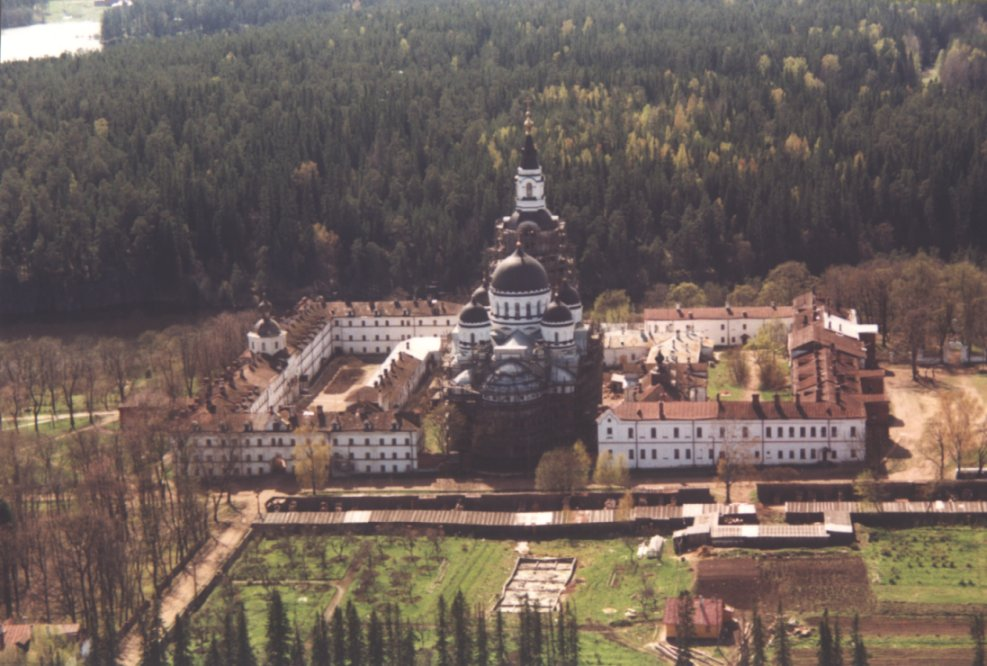
Valamo kloster i Ladoga

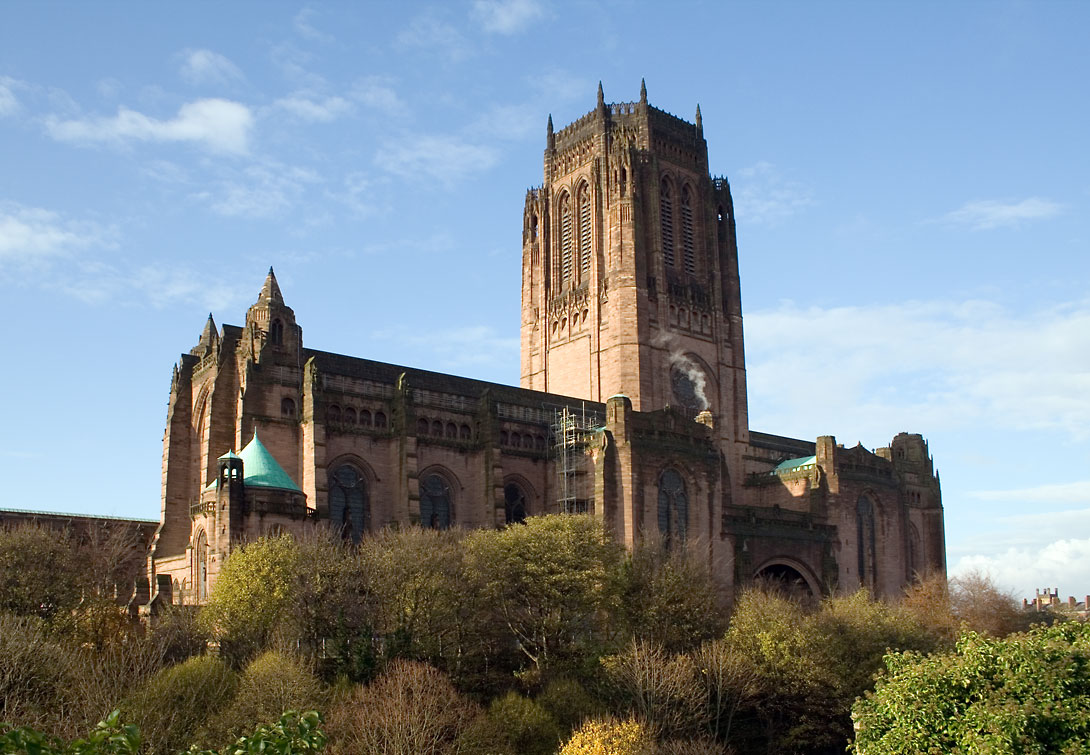
Liverpool Cathedral

41. En klocka i Vlasjevskijs kyrka i Jaroslavl (nordost om Moskva) i Ryssland, väger 16,5 ton (16  511,67 kg 36  402 skålpund).[1]
42. En klocka i Uspenskijkatedralen i Charkiv i Ukraina väger 16,46 ton (16 462,68 kg = 36  294 skålpund).[1]
43. En klocka i Kjevo-Pecherska lavra (Kievs grottkloster), i Kiev i Ukraina, väger 16,38 ton (16  380,58 kg 36  113 skålpund).[10]
44. En klocka i Spaso-Simonovs kloster i Moskva, väger 16,38 ton (16  380,58 kg 36  113 skålpund).
45. En klocka i Nikolo-Berliukovskaiaeremitaget i Bogorodskij distrikt, Moskva oblast väger 16,38 ton (16 380,58 kg 36  113 skålpund).[10]
46. En klocka i Jerusalemkyrkan i Bronnitsij, Moskva oblast, väger 16,38 ton (16  380,58 kg 36  113 skålpund).[10]
47. En klocka i Voskresenskijs kyrka i Pavlovo Posad, Moskva oblast, väger 16,38 ton (16 380,58 kg 36 113 skålpund).[10]
48. En klocka i Dorofeevaialugskajaeremitaget i närheten av Rybinsk, Jaroslavl oblast väger 16,38 ton (16 380,58 kg 36 113 skålpund).[10]
49. "Polielejnyj" i Uspenskijkatedralen i Rostov (Rostov Velikij ”Stora Rostov”), väger 16,38 ton (16 380,58 kg 36 113 skålpund).[10]
50. En klocka i Marie bebådelsekatedralen, ”Blagovesjtjenskij sobor” (”bebådelsekatedralen”) i Kreml i Kazan, väger 16,38 ton (16 380,58 kg 36 113 skålpund).[10][19]
51. En klocka i Ivanovo, Ryssland, väger 16,38 ton (16 380,58 kg 36 113 skålpund).[10]
52. En klocka i byn Kimry, i Tver oblast, väger 16,38 ton (16 380,58 kg 36 113 skålpund).[10]
53. En klocka i katedralen i Odessa, Ukraina väger 16,38 ton (16 380,58 kg 36 113 skålpund).[10][20]
54. En klocka i Pavlovo i Nizjnij Novgorod oblast väger 16,38 ton (16 380,58 kg 36 113 skålpund).[10]
55. En klocka i katedralen i Tver väger 16,38 ton (16 380,58 kg 36 113 skålpund).[10]
56. Storklockan ”la Savinienne” i Cathedrale St.Étienne i Sens, Frankrike väger 16,2 ton (16 230 kg) och göts 1563 av Gaspard Mongin-Viard från Auxerre. Den har en diameter på 2,69 meter. Den är störst av sammanlagt 7 klockor i katedralens södra klocktorn (det norra finns inte längre kvar). En av dessa är ”la Potentienne” den mindre storklockan i tornet och som finns listad nedan. ”la Savinienne” kallas gros bourdon ”stora storklockan” ”la Potentienne” petit bourdon ”lilla storklockan”. Av övriga fem klockor finns 3 slagklockor, och två mindre klockor. Det försvunna norra tornet hade sammanlagt nio klockor.[12][21]
57. Den första Big Ben (”Stora Benjamin-klockan”) som beställdes för klocktornet i Westminsterpalatset (Storbritanniens parlamentshus) vägde 16,2 ton (35 666 skålpund = 16 177,8 kg). Den göts av klockgjuteriet Warner 1856 men sprack vid ett test av klockan. Den ersattes påföljande år av den något lättare nya Big Ben (se nedan). – Se vidare i artiklarna Big Ben och De största klockorna i Storbritannien.
58. Den största klockan i Gamla Valamo kloster i sjön Ladoga i Ryssland väger 16 ton.[22] Detta kloster hörde tidigare till Finland efter självständigheten 1917, men efter fredsslutet 1940 tillföll klostret Sovjetunionen. Klostret evakuerades och munkarna flyttade till ett nytt kloster vid Papinniemi herrgård i Heinävesi i Savolax, Finland (jämför artikeln Valamo kloster).
59. Den största klockan i den ortodoxa Alexander Nevskijkatedralen i Tallinns historiska stadskärna väger 15,7 ton (15 665 kg) och göts 1898 av Vassilij Orlov i Sankt Petersburg.[12]
60. Den största klockan ”Maryja Bogurodzica” ’Maria Gudsföderskan’, i Polens största kyrka – Matki Bozej Lichenskiej Basilica (”Vårfrubasilikan i Lichen”) i Stary Lichen i Konin, – väger 15 ton, har diametern 3,12 meter och en höjd på 4,4 meter. Därigenom är denna klocka sedan omkring tio år tillbaka den största klockan i Polen. Den hänger i det 68 meter höga klocktornet bredvid kyrkan, som byggdes till jungfru Marias ära 1994-2004. I detta torn finns sedan några år tillbaka också Polens näst största klocka ”Josef” som väger 11,6 ton och också den överträffar den gamla 1500-talsklockan Sigismundklockan i Wawelkatedralen i Krakow, vilken dessförinnan varit Polens största klocka.  Av kyrkans två andra torn är det ena kyrkans kupol 103,5 meter över marken, medan det norra kyrktornet är 141,5 meter högt och därför det högsta tornet i Polen idag.[12][23]
61. Den stora klockan ”Great George” (’Stora Georg-klockan’) i mittornet i Liverpool Cathedral väger 15,01 ton. Den har slagtonen ciss och göts 23 juli 1940 av klockgjuteriet Taylor. Klockan är namngiven efter kung Georg V av Storbritannien.Se vidare i artikeln De största klockorna i Storbritannien.
62. Framför rådhuset i Bochum står en 15 ton tung (fungerar inte längre på grund av en krigsskada) stålklocka med en diameter på 3,13 meter. Den göts 1867 av Bochumer Verein i Bochum inför världsutställningen 1867 i Paris.[24]
63. ”San Eugenio” eller ”Campana Gorda” i katedralen i Toledo i Spanien. Beräknad vikt utifrån klockans volym och diameter ligger på 14,6 ton (cirka 14 564 kg). En annan uppgift talar om att klockan väger 17 515 kg. Diametern är 2,93 meter. Klockan har slagtonen d och göts 1753 av Alejandro Gargollo. Den hänger i kampanilens centrum men används inte eftersom den har en kraftig spricka.[12][25][26]
64. ”Salvatorglocke”, ’Frälsarklockan’, officiellt på latin kallad Salvator Mundi (”Världens frälsare”) och även kallad ”Dreifaltigkeitsglocke”, ’Trefaldighetsklockan’), är den största klockan i domen i Salzburg och den näst största klockan i Österrike. Den har slagtonen ess0, väger 14,3 ton (14 256 kg) och har en diameter på 2,8 meter. Salvatorglocke hänger ensam i domens nordvästra torn, medan övriga klockor hänger i det sydvästra tornet. Den är gjuten 1961 av klockgjuteriet Oberascher i Salzburg tillsammans med några andra klockor i kyrkan. Näst största klockan ”Rupertsglocke” (eller Wandlungsglocke ”Förvandlingsklockan” eftersom den rings i vid nattvardens förvandling under mässan) väger 8,2 ton och göts också 1961.[12][27] Tornuret med de berömda urtavlorna. Den största slagklockan i tornuret kallas Big BenSigismundklockan, Zvon Zikmund,i Hradcany i PragDen stora medeltida klockan Maria Gloriosa i Erfurt. De svarta ränderna på klockan är en kvarlämning från svetsningsarbeten som ägde rum 2004, för att fylla igen sprickorYork MinsterDomen i BernNäst största klockan Pretiosa i Kölnerdomen i Tyskland väger cirka 10-10,5 ton och är gjuten 1448[28]Freiheitsglocke i Schönebergs rådhus i BerlinKatedralen i Pamplona, huvudstaden i Navarra i norra SpanienPalatskyrkan i Mafra i Portugal

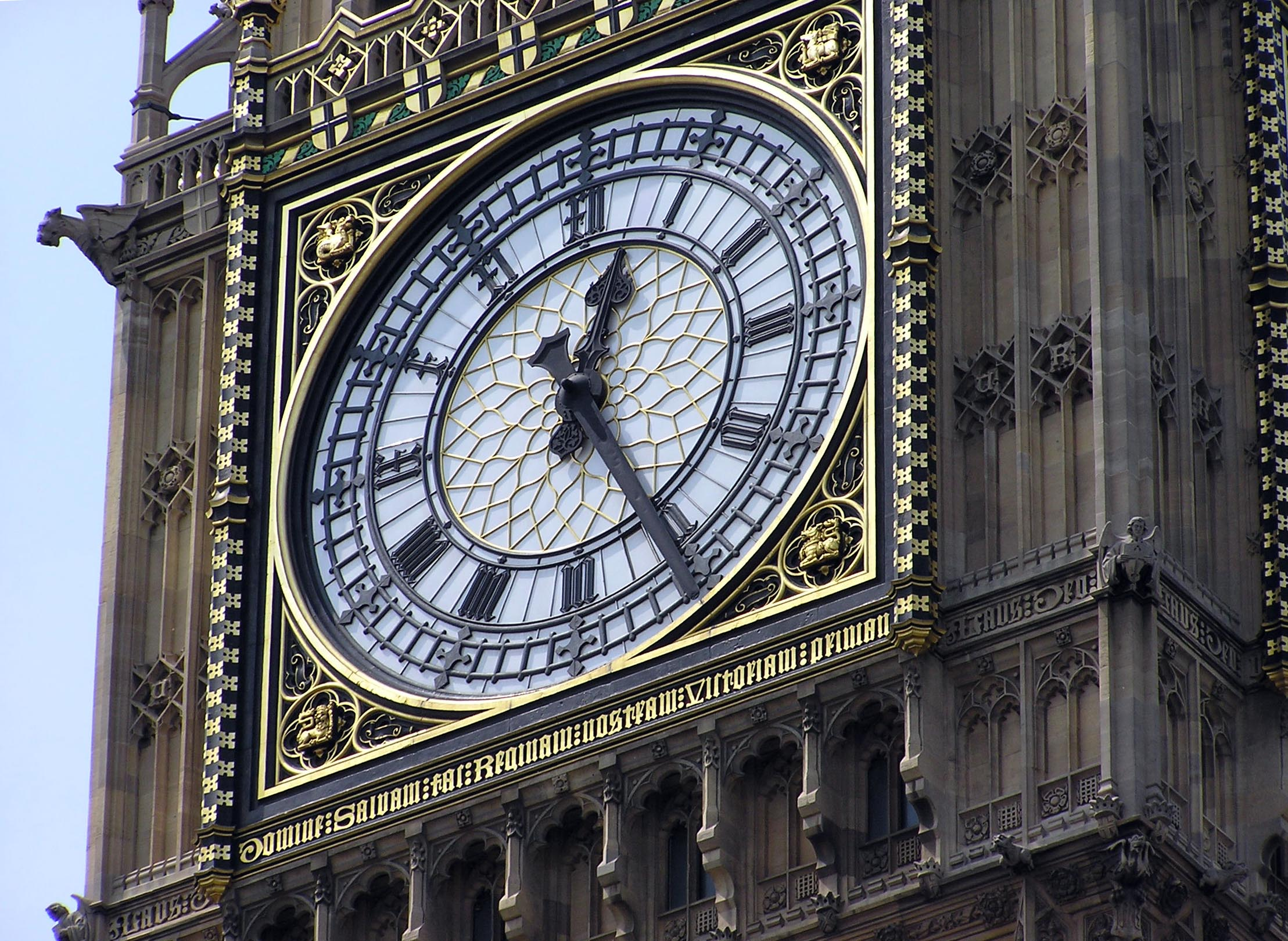
Tornuret med de berömda urtavlorna. Den största slagklockan i tornuret kallas Big Ben

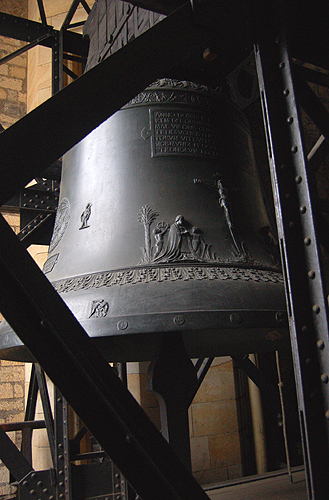
Sigismundklockan, Zvon Zikmund,i Hradcany i Prag

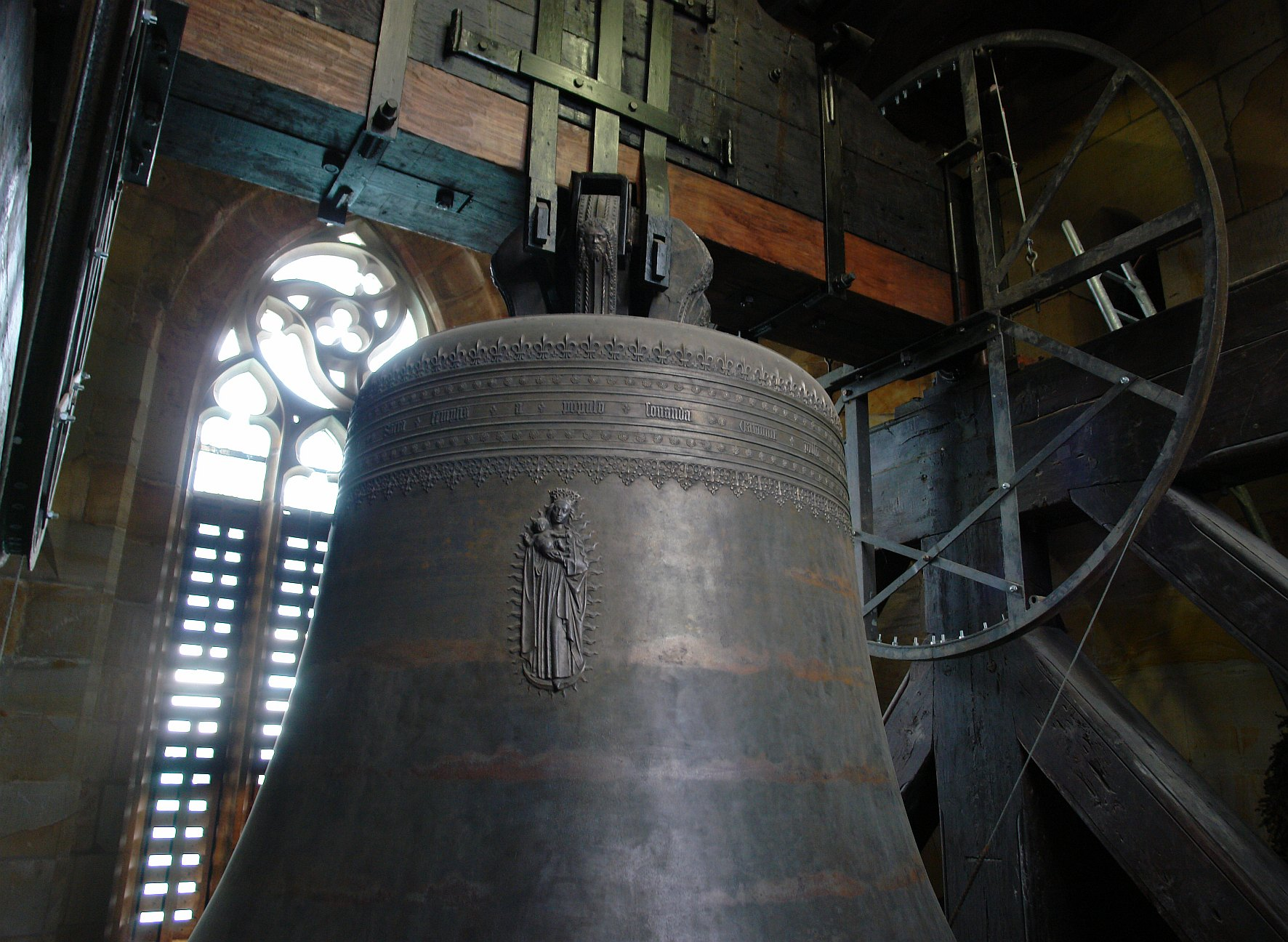
Den stora medeltida klockan Maria Gloriosa i Erfurt. De svarta ränderna på klockan är en kvarlämning från svetsningsarbeten som ägde rum 2004, för att fylla igen sprickor

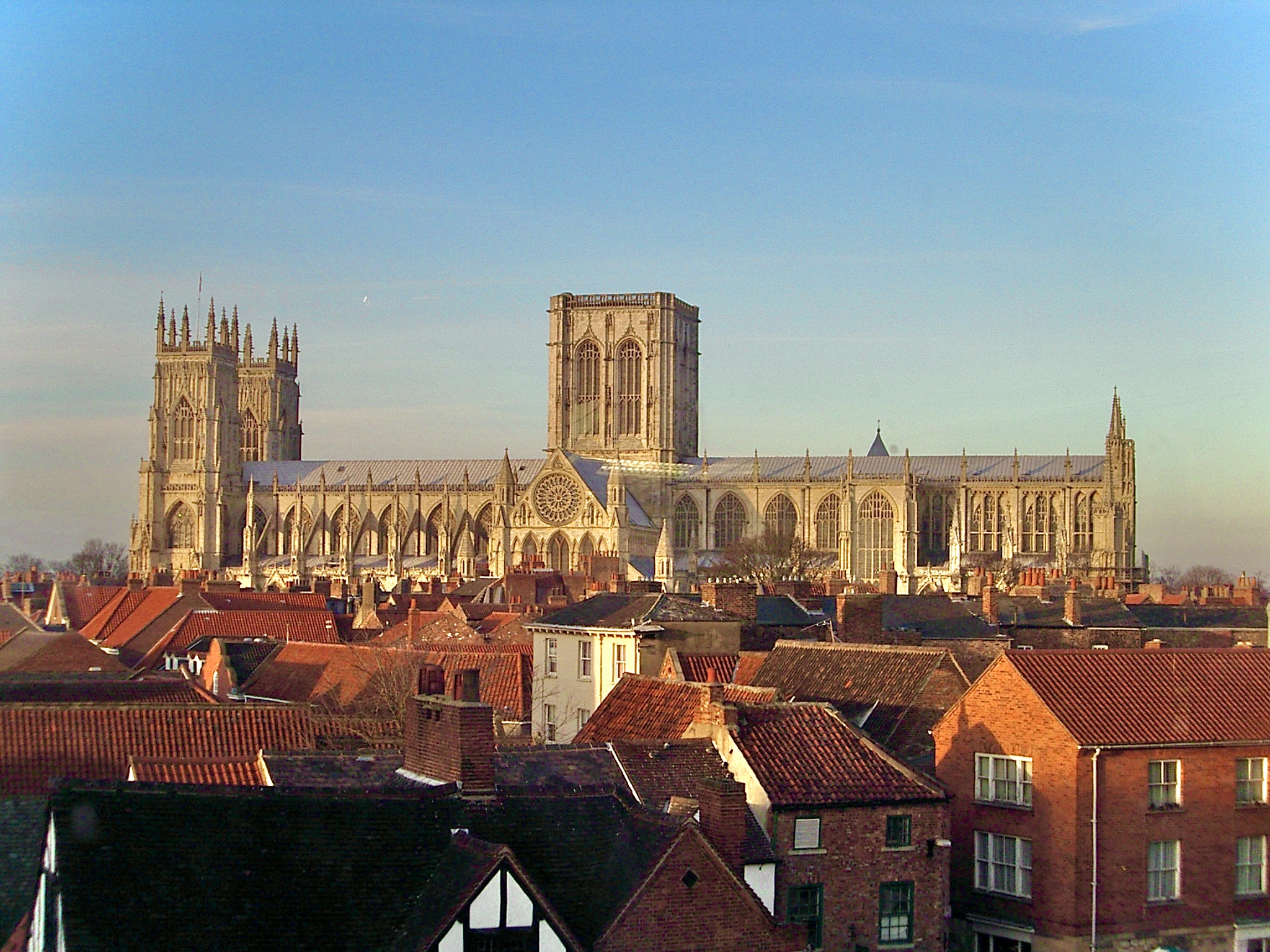
York Minster

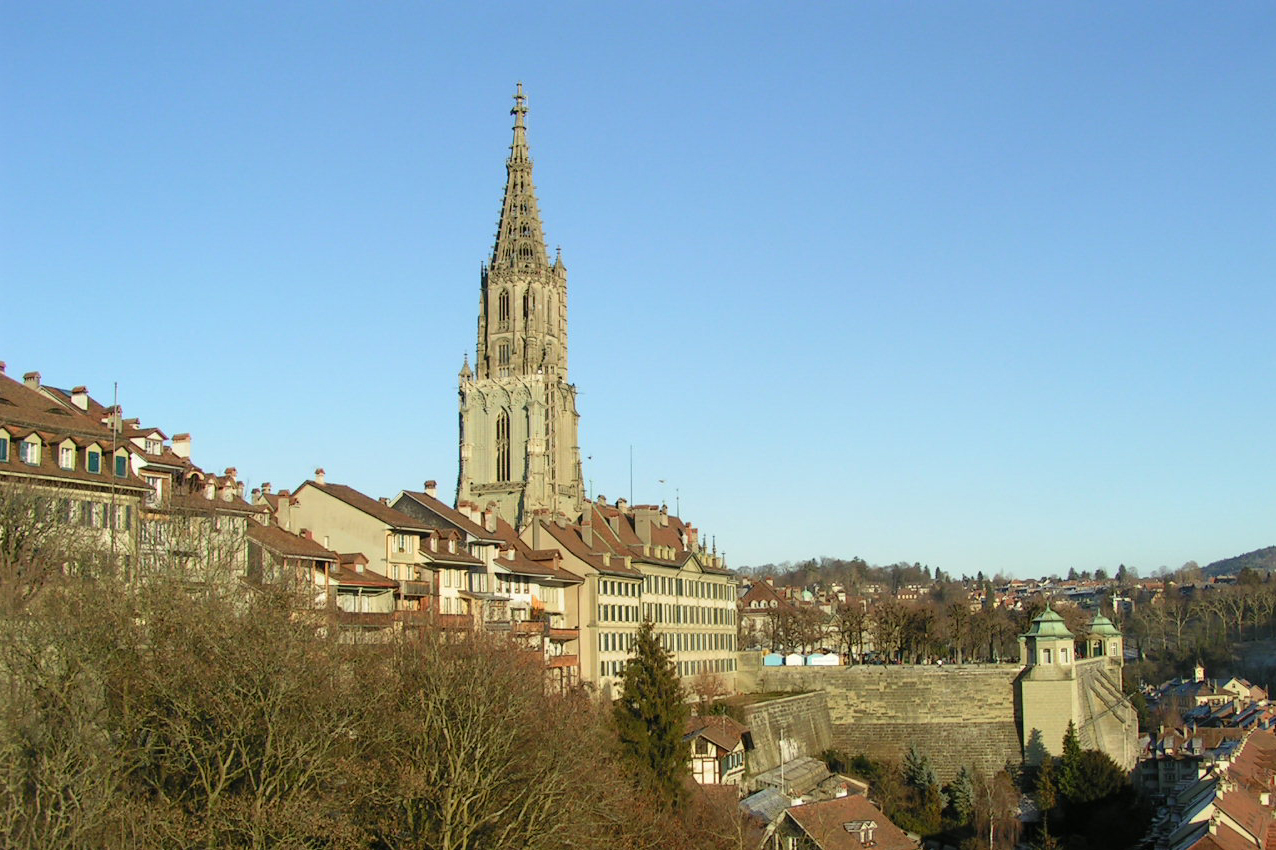
Domen i Bern

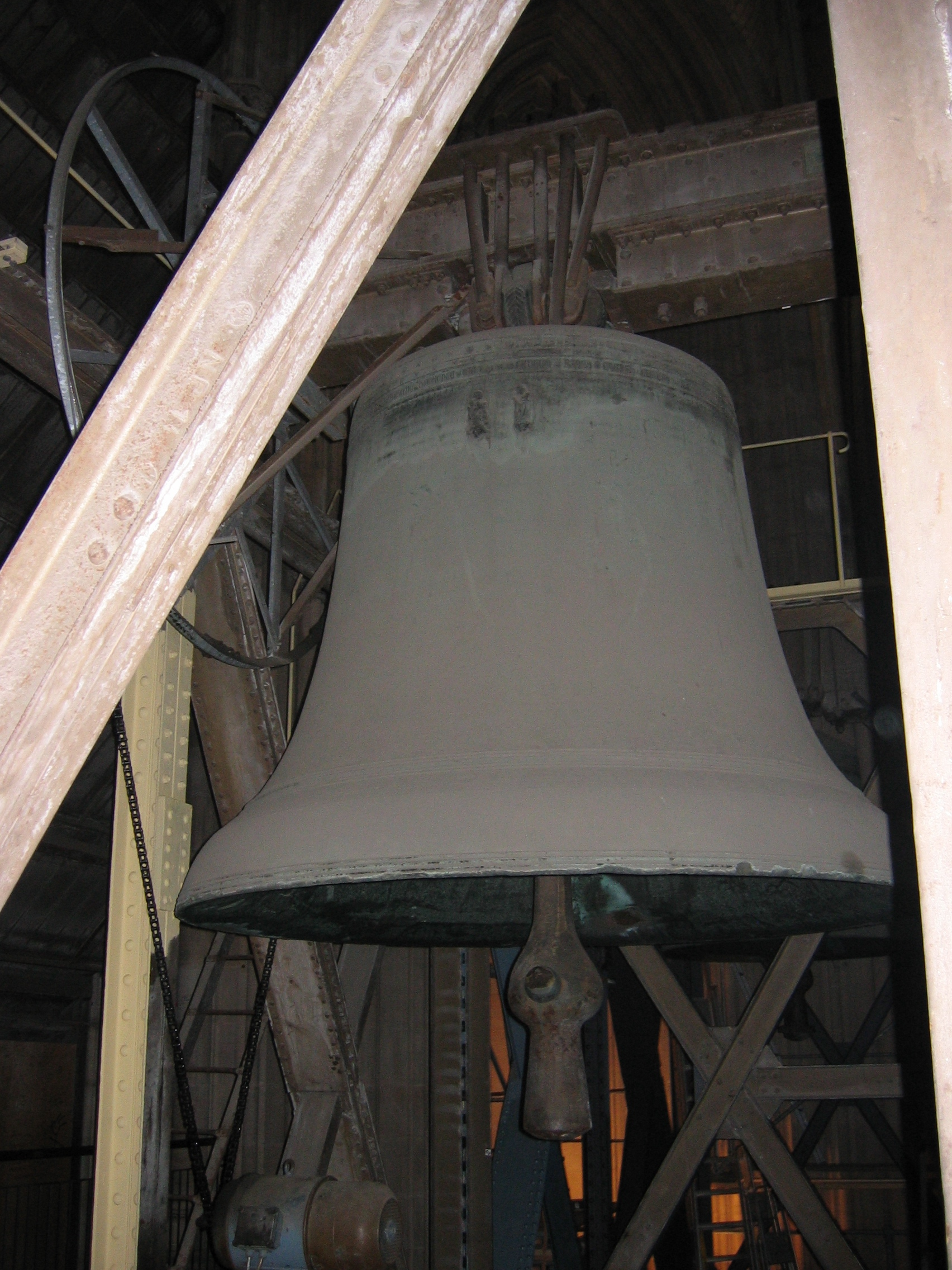
Näst största klockan Pretiosa i Kölnerdomen i Tyskland väger cirka 10-10,5 ton och är gjuten 1448

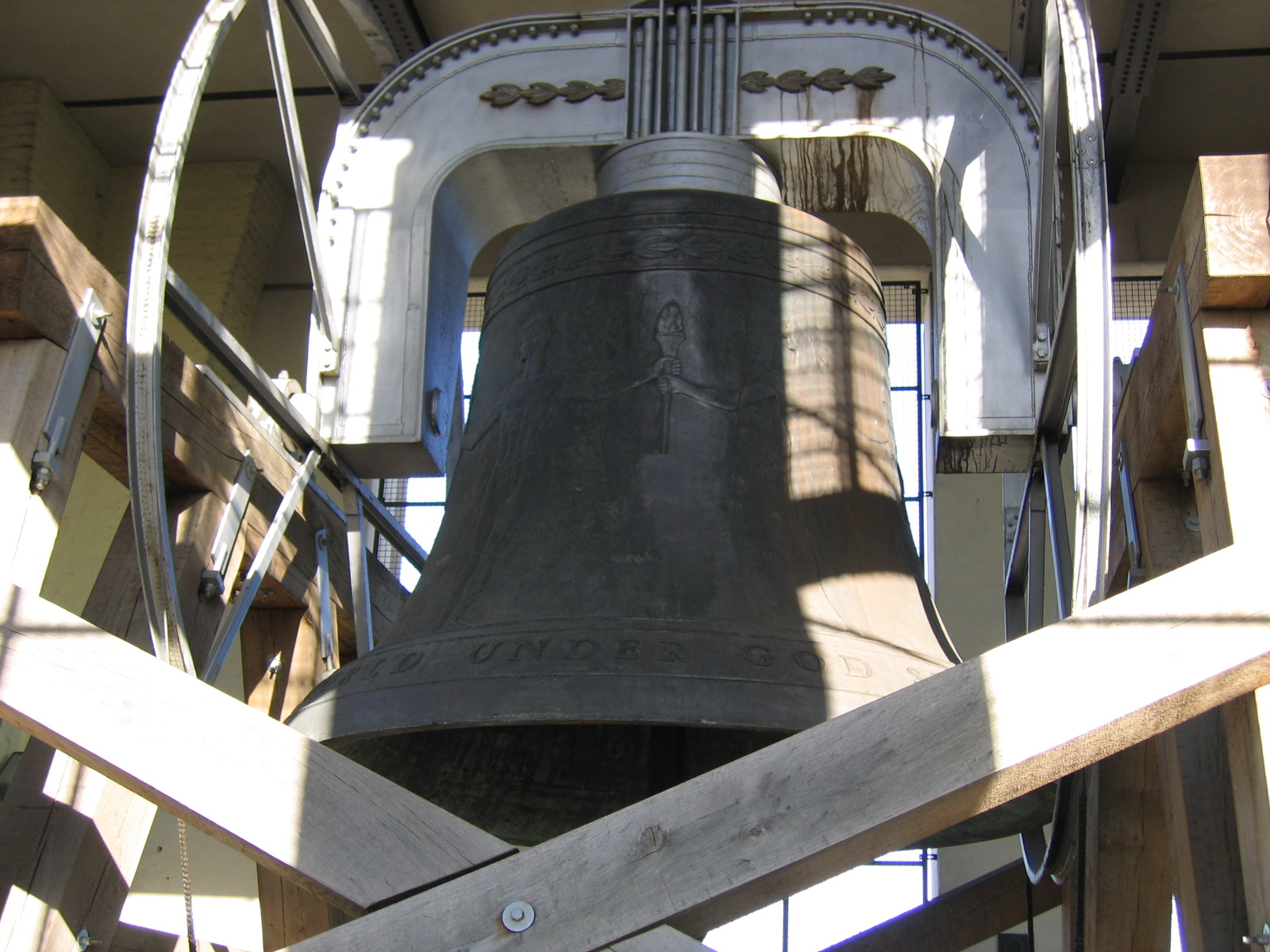
Freiheitsglocke i Schönebergs rådhus i Berlin

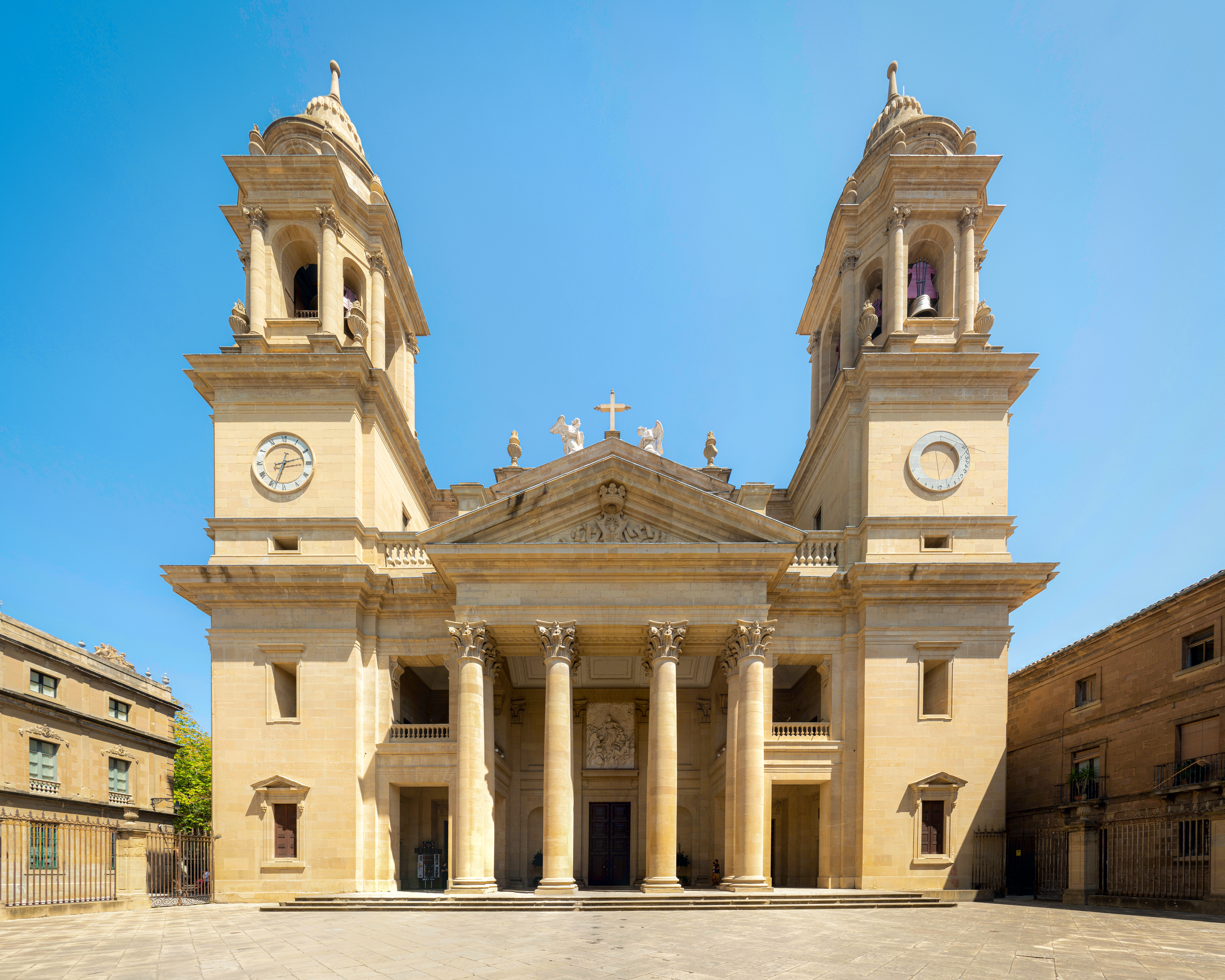
Katedralen i Pamplona, huvudstaden i Navarra i norra Spanien

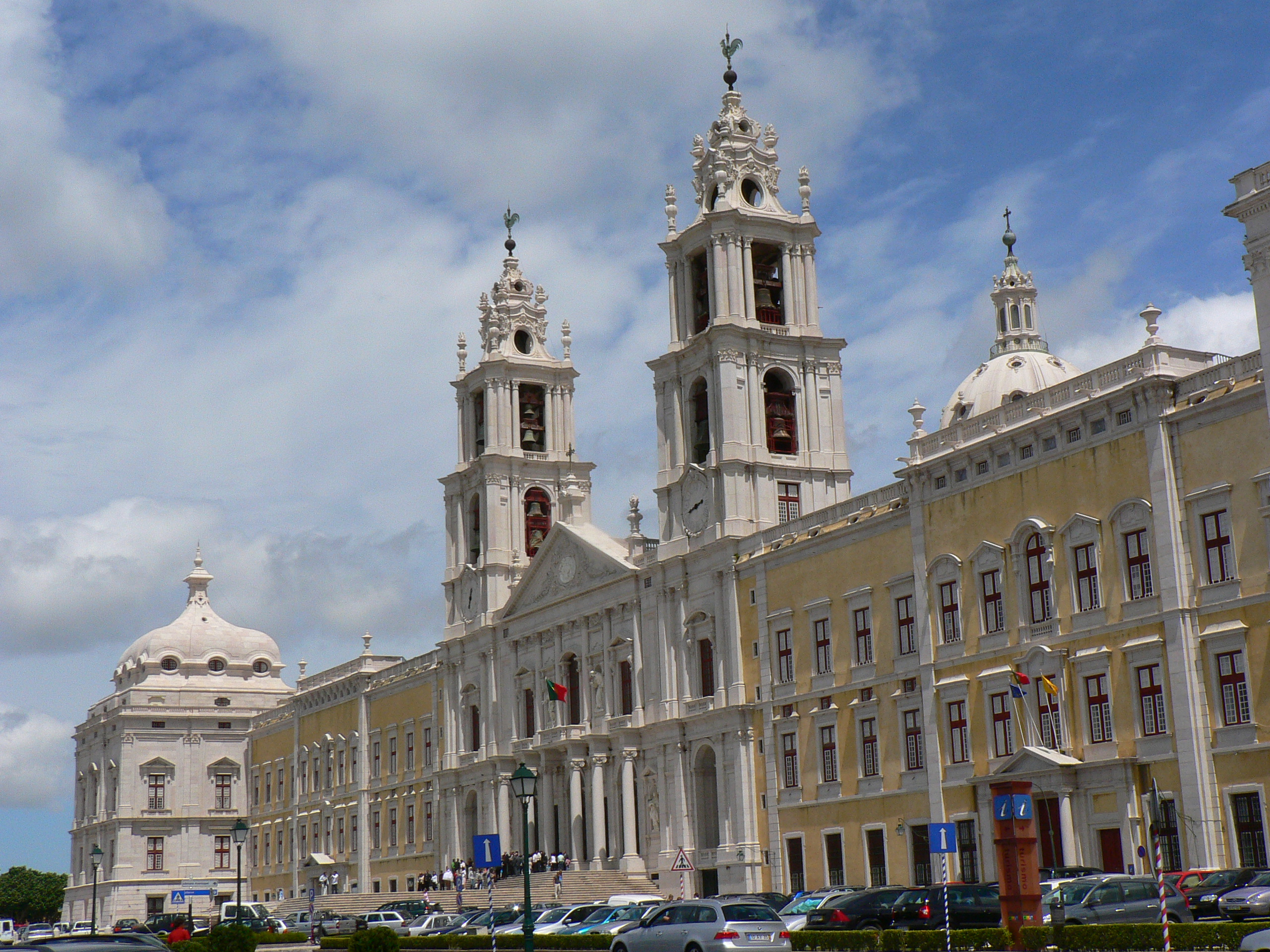
Palatskyrkan i Mafra i Portugal

65. ”Kaiser Ruprecht-Glocke” är den största stålklockan i Stiftskirche (före detta klosterkyrkan) i Neustadt an der Weinstrasse. Den väger 14 ton, har en diameter på 3,2 meter, en kläpp som väger 800 kg och har slagtonen ess0. Kyrkan har flera stora stålklockor, den näst största, ”Kurfürstenglocke” ‘Kurfursteklockan’, väger 7,3 ton och listas också här (se nedan). Dessa stålklockor göts 1949 av Bochumer Verein i Bochum.[12][14][29]
66. ”Big Ben” är den berömda slagklockan för tornuret i Westminsterpalatset, där Storbritanniens parlament har sina lokaler i London. Den väger 13,8 ton och göts 1858 av Whitechapel Bell Foundry. Hammarslagen på klockan markerar antalet timmar vid heltimme. Den hänger i mitten mellan fyra andra mindre klockor högt uppe strax över tornets stora urtavlor. – Se vidare i artiklarna Big Ben och De största klockorna i Storbritannien.
67. Den största klockan Königin Luise - Kaiser Wilhelm I. (’Drottning Luise – kejsar Wilhelm I’) i Kaiser-Wilhelm-Gedächtniskirche existerade under åren 1895-1943. Den vägde 13,8 ton och var då näst störst i Tyskland efter Kölnerdomens största klocka (se ovan). Den göts tillsammans med de övriga fyra klockorna av Franz Schilling i Apolda av erövrade franska kanoner, delvis vackert ciselerade från Napoleon I:s tid. Den sammanlagda vikten för de fem klockorna var 31 693 kg, och 20 ringare behövdes för att ringa allihop, innan ringningen elektrificerades år 1900. Den nuvarande storklockan väger 5,6 ton (se nedan).[30]
68. ”la Potentienne” kallas också petit bourdon ”lilla storklockan” (då en större storklocka på 16 ton finns i klocktornet, se ovan) i klocktornet söder om katedralen (Cathedrale St.Étienne, ”Sankt Stefans katedral”) i Sens. Den väger 13,6 ton (13 660 kg), har diametern 2,33 meter och slagtonen b♭ och är gjuten år 1560 av Gaspard Mongin-Viard från Auxerre. Den är alltså näst störst av sammanlagt sju klockor (varav tre slagklockor för tornuret, fyra klockor används för ringning) i tornet.[12]
69. ”Zvon Zikmund” (’Sigismundklockan’) i Sankt Vitusdomen i Prag väger 13,5 ton (enligt tyska uppgifter och en annan sida 17 ton) och är den största klockan i Tjeckien. Den har en diameter på 2,56 meter och höjden 2,03 meter.[12][31]
70. ”Campana di Cristo Re”, ’Kristus Konungens klocka’, hänger i det oktogonala tornet Torre Guelfonia från 1100-talet i Basilica di Cristo Re ”Kristus Konungens basilika” i Messina på Sicilien. Den väger 13,2 ton och har diametern 2,66 meter. Den göts av Daciano Colbachini i Padua och invigdes 1934. Den rings med hjälp av en elektrisk motor tillsammans med alla eller några av de övriga klockorna i tornet enligt Veronasystemet (sistema Veronese), det vill säga rings i något varierade skalor, där att klockan hålls i uppochnervänt läge. Den är den största klockan i världen som rings på det sättet.[12]
71. En stor klocka i Sankt Panteleimons (ryska) kloster Aghios Panteleimon; ryska: Пантелеймонов på klosterhalvön Athos i Grekland, väger 13 ton och göts på 1800-talet.[32]
72. ”Kyrkklockan Emmanuel” i katedralen Notre Dame i Paris i Frankrike väger 12,8 ton, har slagtonen f och göts 1685 av Nicholas Chappelle, I. Gillot och E. Moreau. Den hänger i katedralens sydtorn medan kyrkans övriga fyra klockor hänger i det norra tornet. Den ringdes av "åtta starka män" tills den fick en elektrisk motor 1952.[12] Se vidare i artikeln Kyrkklockan Emmanuel.
73. Den största klockan i den stora Alexander Nevskij-katedralen i Sofia, Bulgarien väger 12 ton och göts mellan år 1904 och år 1912, då katedralen uppfördes.[33]
74. ”Gloriosa” i domen i Frankfurt, 11,95 ton, Ø 2,59 meter, göts 1877 av J. G. Grosse i Dresden och har slagtonen e0+2. Den var tänkt som en kopia av Gloriosa i Erfurt (se nedan).[12][14][34]
75. ”Josef” är sedan 2004 den andra största klockan i Stary Lichen och i hela Polen (om den största se ovan). Den väger 11,6 ton.[23]
76. ”Kreuzglocke” i Kreuzkirche i Dresden väger 11,5 ton (11 511 kg), är 2,58 meter (2583 mm) i diameter och är gjuten 1899 av Franz Schilling i klockgjuteriet i Apolda. Den har slagtonen e0 +5. Klockans näst största klocka väger 6,83 ton och listas nedan.[14][35]
77. Den första Maria Dolens eller Campana dei Caduti i Rovereto i Italien göts 1924 av Luigi Colbachini från Trento och vägde 11,5 ton med diametern 2,5 meter. Den göts om 1939 (sprack 1960) och 1964 och väger idag över 22 ton (se ovan).
78. ”Maria Gloriosa” i domen i Erfurt göts 1497 av den nederländska klockgjutarmästaren Gerhard van Wou från Kampen (Gerhardus Wou de Campis) på domberget framför domen i Erfurt. Den väger 11,45 ton och har höjden 2,5 meter, diametern 2,58 meter och slagtonen e0 +3.[12][14][36]
79. ”Sigismundklockan”, polska: Dzwon Zygmunt i Wawelkatedralen i Krakow, väger 10,98 ton förutom kläppen och kläppen väger 350 kg. Den göts 1520 av material från kanoner av Hans Beham från Nürnberg och den var från gjutningen fram till 2004 den största klockan i Polen, men är nu landets tredje största (se om klockorna i Stare Lichen ovan). Den är den största av sammanlagt fem klockor i katedralen och har en diameter på 2,42 meter (2424 mm), och är 1,99 meter hög. Den rings av tio män vid speciellt högtidliga tillfällen. Tornet kann besökas av turister. – Se vidare i artikeln Sigismundklockan.[12][37]
80. Great Peter (”Store Peter”) är den största klockan i det nordvästra tornet i katedralen i York (York Minster) och väger 11,0 ton (24 270 skålpund = 11 008,7 kg). Great Peter är den största klockan i Storbritannien och på de brittiska öarna som fortfarande rings manuellt, för hand, och den göts och installerades 1927 av klockgjuteriet Whitechapel bell foundry. Den ersatte då en något lättare klocka som gjutits 1845 och vars metall göts om till den nuvarande Great Peter (se nedan). – Se vidare i artikeln De största klockorna i Storbritannien.[12][38]
81. Gamla Great Peter i York Minster (se om den nya ovan) vägde ~24 080 (+-56) skålpund vilket är 10,92 ton (~10 922,5 kg). Den göts 1845 av C & G Mears (detsamma som Whitechapel Bell Foundry). Den göts 1927 om till den nuvarande något tyngre Great Peter. Ursprungligen skulle den ingå som växelringningsklocka för att ringas i hel cirkel, och då krävdes två hjul för klockan och fyra ringningsrep, men en sådan ringning visade sig vara omöjlig att åstadkomma. – Se vidare i artikeln De största klockorna i Storbritannien.[38]
82. ”Memorial Siege Bell” "Minnesmärket belägringsklockan" i Siege Bell Memorial vid gatan Mediterranean Street i Maltas huvudstad Valletta, väger cirka 10,9 eller 10,7 ton och är stämd i slagtonen e, med en rad övertoner (10-14-2-3). Denna stämning är något lägre i tonhöjd än den som Maria Gloriosa i Erfurt har (klockan som göts 1497 och väger virka 11 ton och också har slagtonen e, se ovan). Memorial Siege Bell göts 1992 av klockgjuteriet Taylor i Storbritannien och rings dagligen mitt på dagen till åminnelse av de döda under andra världskriget. Ringingen sker med hjälp av två motorer på vardera sidan. Den rings också flera gånger på Jungfru Marie Himmelsfärdsdagen årligen, dagen då en allierad konvoj anlände till ön och Malta och den dag då de allierade började med en process som lyckades slå tillbaka tyskarna från ön. Minnesmärket drivs av George Cross Island Association som har lokaler hos Vallettas kommun. Metallen som användes vid gjutningen av klockan vägde 12 ton, men vid stämningen av den slipades en hel del av denna metallvikt bort. Klockans diameter är strax över 2,64 meter, höjden strax över 2,13 meter. Den hänger på en rak klockstock och är därför tyngre att ringa, kräver mer energi.[12]
83. "Little John" ('Lille Johan', refererar till Little John i legenden om Robin Hood), är en stor slagklocka för timslagen (timklocka) i Council House (fullmäktigehuset, stadshuset) vid Old Market Square (”Gamla torget”) i Nottingham i Nottinghamshire. Den väger 10,53 ton och göts 1928 av klockgjuteriet Taylor. Den har slagtonen ess och är den lägst stämda icke-svängande klockan och slagklockan på de brittiska öarna. – Se vidare i artikeln De största klockorna i Storbritannien.[12][39]
84. ”Grosse Glocke” (’stora klockan’) är största klocka bland sammanlagt sju klockor i Berner Münster, domen i huvudstaden Bern i Schweiz. Den väger 10,5 ton[12][40][41] (10 550 kg[7]) och dess största diameter är 2,47 meter 2473 mm. Den har slagtonen e° och göts 1611 av Abraham Zeender (Zehnder) från Bern och Peter Füssli från Zürich.[12][40] Den näst största klockan ”Mittagsglocke” väger 6,750 ton, (se dess plats i listan nedan).
85. ”Pretiosa” (’den värdefulla, välljudande’) är den näst största klockan i Kölnerdomen och näst störst i hela Köln. Den väger cirka 10,5 ton och har diametern 2,4 meter och slagtonen g0 +1. Pretiosa göts 1448 av Heinrich Brodermann och Christian Cloit.[12][14][42] Domens största klocka listas ovan och domens tredje största klocka, som är den fjärde största i Köln, liksom den tredje största klockan i Köln listas nedan.
86. Timklockan i Mafra i Portugal väger cirka 10,5 ton och hänger i den övre klockvåningen i sydtornet i stadens palatskyrka. Den är den största av tre slagklockor för tornuret i detta torn. Klockgjutaren är okänd liksom gjutningsåret.[12]
87. ”la Mutte” i Metz i Frankrike väger cirka 10,5 ton, har en diameter på 2,32 meter och var en gemensam prestation av flera klockgjutare år 1605. Den hänger i det så kallade municipala (kommunala) klocktornet som hör till katedralen i Metz Cathédrale Saint-Étienne de Metz ”Sankt Stefans katedral i Metz”. Den är den största av sammanlagt tre klockor i detta torn. Tornet kallas tydligen också, efter namnet på klockan, la tour de Mutte ”la Mutte-tornet”.[12]
88. Klockan ”Charlotte” i katedralen i Reims (Cathedrale Notre Dame) i Frankrike väger 10,4 ton (10 435 kg) och har en diameter på 2,44 meter. Den har slagtonen e° och göts 1570.[12]
89. ”Christus- und Friedensglocke”, ’Kristus- och fredsklockan’ i Marktkirche i Hannover väger 10,36 ton och har en diameter på 2,46 meter. Den är gjuten 1960 av Friedrich Wilhelm Schilling, Heidelberg och har slagtonen e° +2. http[14][43]
90. ”Freiheitsglocke” ’Frihetsklockan’ i Schönebergs rådhus vid John F. Kennedy-Platz i Berlin väger 10,2 ton (10 206 kg) och göts av Gillett & Johnston’s bellfoundry (Gillett & Johnstons klockgjuteri) i Croydon vid London 1950. Den har slagtonen  e° och 12,84 % av den ursprungliga metallvikten slipades bort vid stämningen av klockan. Den rings i dagligen med hjälp av dubbla elmotorer. Klockan var en gåva från USA 1950 som moraliskt stöd för Berlins medborgare “i deras motstånd mot det kommunistiska hotet.” Den åkte genom USA and England för insamling av medel innan klockan installerades i Schönebers rådhus Berlin, rådhuset som var säte för regeringen i Västberlin under cirka 50 år. Klockan ringdes bland annat i efter John F. Kennedys berömda tal 1961 med bland annat sentensen ”ich bin ein Berliner.” En liten replika av klockan gavs också till president Kennedy vid samma tillfälle och Radio Free Europe använde klockan som logotyp i mer än femtio år. Schönebergs rådhus med tornet, där klockan hänger, håller öppet från april till oktober klockan 10-17 måndag till fredag.[12][44]
91. ”Friedensglocke des Alpenraumes” (’fredsklockan i Alpernas region’), ”Friedensglocke Mösern” eller ”Mörserglocke” finns i Mösern i Tyrolen i Österrike och väger 10,18 ton, är 2,51 meter hög och 2,54 meter i diameter. Den är tredje största klockan i Österrike och den största klockan i Tyrolen sedan den göts 1997 i klockgjuteriet Grassmayr i Innsbruck. Den har slagtonen diss° och rings i dagligen klockan 17 och hörs vida omkring i dalarna på grund av placeringen. Olympiaregion Seefeld eller ARGE-ALP är en samarbetsorganisation för Alpländerna och har informationsansvaret för klockan.[12][45]
92. ”María, La Mayor”, ’den stora Maria’ i katedralen Catedral de Santa María la Real i Pamplona i Spanien, väger cirka 10,06 ton. Den göts 1584 av Pedro de Villanueva och hänger mellan det norra och det södra tornet och är den största av sammanlagt 11 klockor i kyrkan. Vikten är beräknad utifrån klockans diameter som är 2,59 meter.[12][25][26]
93. Den största klockan i katedralen i Auch, Cathédrale Sainte-Marie d'Auch väger 10 ton och är gjuten under 1800-talet. Auch ligger i departementet Gers i regionen Occitanien i sydligaste Frankrike och Auch är den historiskt traditionella huvudstaden i Gascogne. Klockan är den största i regionen.[12]
94. Den nya klockan ”Jeanne d'Arc” i katedralen Rouen i Frankrike väger 10 ton och göts av klockgjuteriet Paccard 1951. Den ersatte den äldre klockan ”Jeanne d'Arc”, gjuten 1914, som förstördes av en bomb 1944 under andra världskriget.[12]
95. Den största klockan i katedralen Grote Kerk, ”Storkyrkan”, i Dordrecht, är Nederländernas största klocka sedan den gjutits 1999 av klockgjuteriet Eijsbouts och installerats samma år. Den väger 9,83 ton och har diametern 2,52 meter och slagtonen e° och fungerar både som största klockan i det 67 klockor stora klockspelet och som den största av de sex ringklockorna vid traditionell klockringning som ännu rings för hand.Klockspelet är det största och tyngsta i Europa och det åttonde största i världen.[12][46][47]
96. ”Schwarzacher Mörserglocke” i Schwarzach (Odenwald) väger 9,82 ton och har diametern 2,46 meter och slagtonen e/0. Den göts år 2000 av klockgjuteriet Grassmayr i Innsbruck.[14][48]
97. ”Great George” hänger i tornet Wills Tower i universitets huvudbyggnad i Bristol och väger 9,72 ton (21 439 skålpund =  9 724,567 kg; samt 191-1-19 =  ~9 704 kg). Den har slagtonen diss (321 Hz) och rings endast vid mycket speciella tillfällen, genom slow swinging (inte växelringning). Den göts 1925 av klockgjuteriet Taylor– Se vidare i artikeln De största klockorna i Storbritannien.
98. En av flera storklockor, en så kallad bourdon, i den lägre klockvåningen i det södra tornet i palatskyrkan i Mafra i Portugal, väger cirka 9,64 ton. Den har slagtonen f och göts 1730 av Willem Witlockx från Antwerpen. Den utgör basklocka i ett klockspel vars klockor också gjorts av Willem Witlockx och som senare utökats av en annan klockgjutare.[12]
99. ”Olympiaglocke” är en defekt stålklocka som har hängt i Glockenturm vid Berlins Olympiastadion i Berlin. Den väger 9,6 ton (9,365 ton utan kläpp) och har diametern 2,8 meter och slagtonen e/0. Den göts av Bochumer Verein i Bochum 1936 inför de Olympiska sommarspelen 1936. Den fick en vertikal spricka när tornet sprängdes 15 februari 1947, eftersom tornet hade blivit en säkerhetsrisk (bristande hållfasthet) efter en brand där under krigsslutet 1945. Dessutom har en okänd person skjutit rätt igenom klockan så att ett in- och utgångshål är synligt på klockan. Detta sammantaget gör klockan defekt och oanvändbar. Klockan står nu på ett fundament på marken vid stadion och hakkorset på klockan är borttaget. Ett nytt klocktorn restes 1960- 1962, där en ny klocka som väger 4,5 ton med slagtonen fiss° idag hänger. Jämför artikeln Glockenturm.[14][49]
100. En stor stålklocka gjuten 1902 Bochumer Verein i Bochum inför en världsutställning finns idag i Deutsches Museum i München. Den väger 9,6 ton, har diametern 1,67 meter och slagtonen ess° +5.[14]Sankt Kunibertskirche i KölnSankt Stefanskatedralen i Budapest

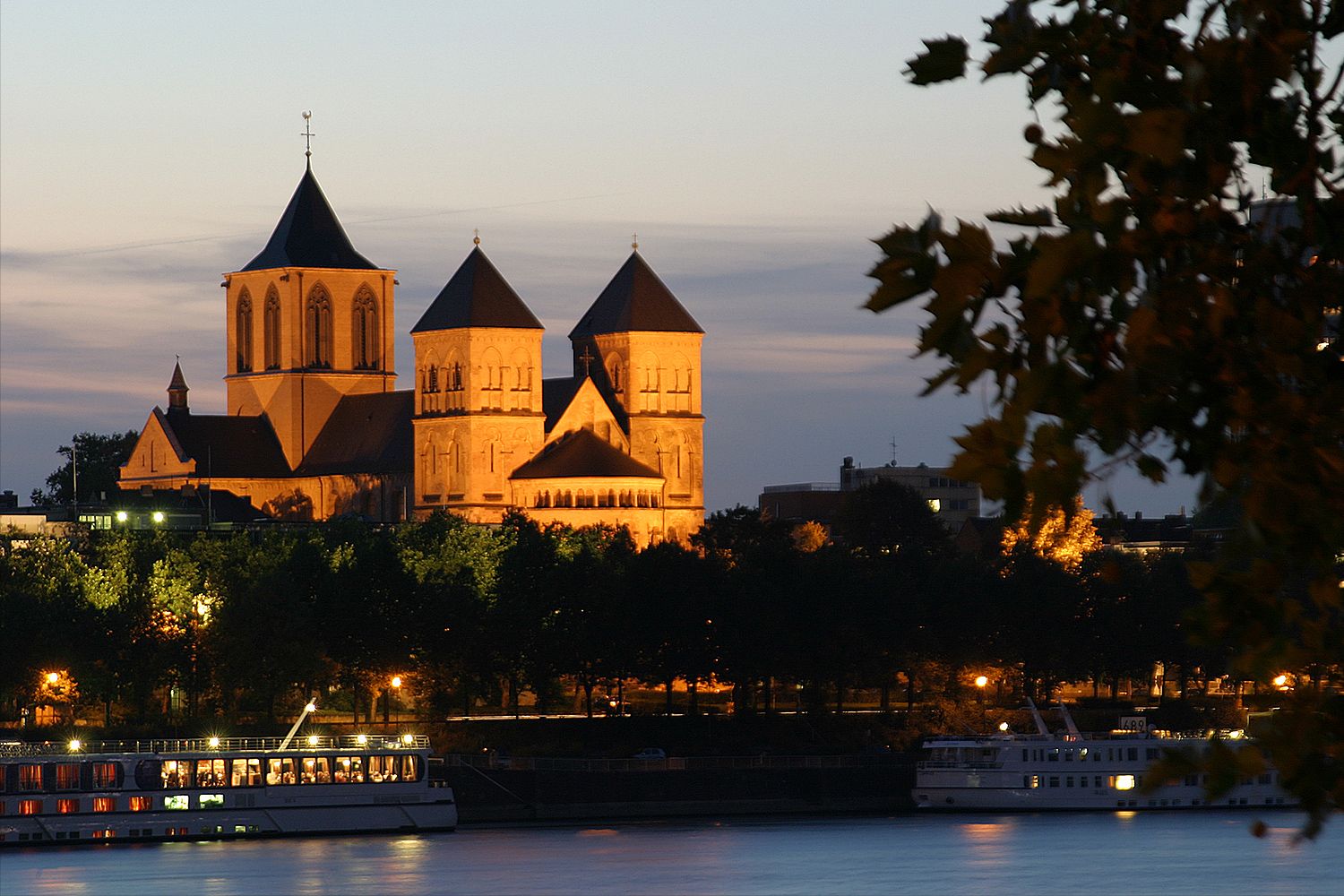
Sankt Kunibertskirche i Köln

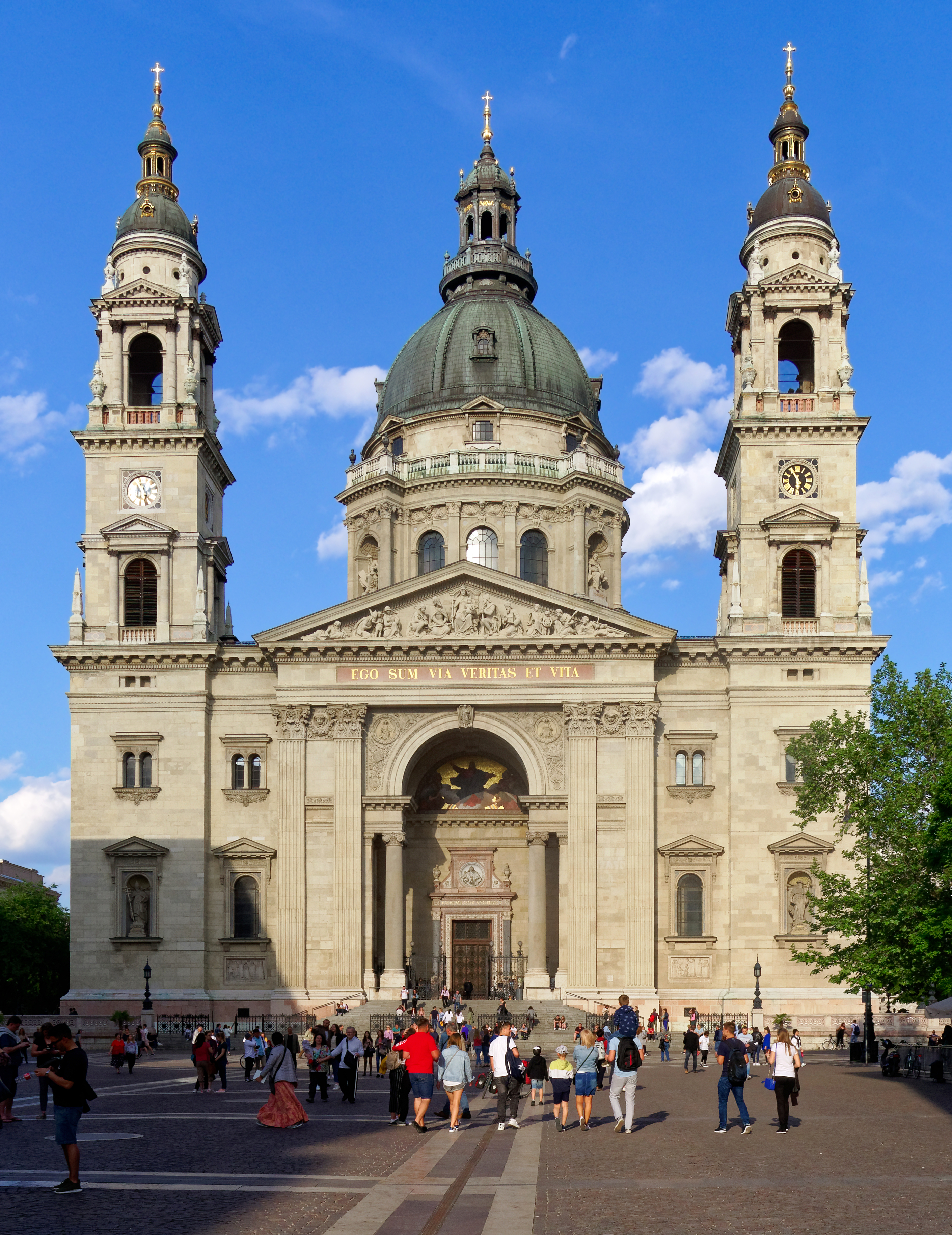
Sankt Stefanskatedralen i Budapest

101. Största klockan ”Bourdon” eller ”Engelglocke” (’Änglaklockan’) i Sankt Kuniberts kyrka i Köln väger 9,38 ton (med kringutrustning 9 600 kg) och har en diameter på 2,47 meter och slagtonen f0. Den är den tredje största klockan i Köln och göts 1990 av Koninklijke Klokkengieterij Eijsbouts, Asten i Nederländerna. Den är den första stora klockan som gjorts i Nederländerna för användning i Tyskland och var fram till 1999 den största klocka som någonsin gjorts i Nederländerna (då storklockan i Dordrecht gjordes, se ovan).[12][50]
102. Största klockan i Sankt Stefansdomen i Budapest väger 9,25 ton och har en diameter på 2,4 meter och är den största klockan i Ungern. Den göts 1990 av klockgjuteriet Perner i Passau i Bayern[51] Den ersatte en klocka som göts 1930 och som vägde 7,9 ton (7 945 kg) och som förstördes 1944 under andra världskriget.[52]
103. ”Schützenglocke” i Jesuitenkirche i Innsbruck i Tyrolen i Österrike väger 9,2 ton och har en diameter på 2,48 meter. Den är gjuten 1959 på 150-årsdagen av Tyrolens frihetskamp 1809 av Grassmayrs klockgjuteri i Innsbruck. Fram till 1998 var den den största klockan i Tyrolen då denna förstaplats istället intogs av ”Friedensglocke” (se ovan).[12][53]
104. ”Friedensglocke” i Christuskirche i Karlsruhe väger 9,16 ton och har diametern 2,41 meter och slagtonen f°. Den göts 24 september 2004 under de så kallade ”klockdagarna” Glockentagen på staden Karlsruhes torg. Den är lägst i tonhöjd och också den största klockan i Baden-Württemberg. 1000 personer har deltagit i betalningen av kostnaderna och fått ingraveringar. Klockan 12 varje dag ringer klockan i några smärre minuter för fredsbön. Materialet är en bronslegering bestående av 78 % koppar och 22 % tenn. I tornet hänger fem andra klockor.[54]
105. Den största klockan i kyrkan Eusebiuskerk i Arnhem väger 9,2 ton, har diametern 2,47 meter och har slagtonen e. Den göts av Petit & Fritsen 1994 och är den näst största klockan i Nederländerna.[12][47]
106. Den största klockan i den katolska kyrkan i Berneck, i kantonen Sankt Gallen, väger 9,1 ton, har slagonen f° och göts 1938 av klockgjuteriet Staad i kantonen Sankt Gallen.[41]
107. Den andra basklockan i palatskyrkan Mafra i Portugal, en så kallad bourdon väger cirka 9 ton (9025 kg) och har slagtonen fiss. Den göts 1730 av Nicolas Levache från Antwerpen och hänger i den lägre klockvåningen i palatskyrkans norra torn. Denna klocka är basklocka i ett orestaurerat klockspel med 45 klockor av samme klockgjutare. I det orestaurerade klockspelet finns en basklocka i giss, vilken också kan kvalificera sig som en av Europas största klockor, den har källan dock inga uppgifter om och har alltså inte kunnat listas här eller i källans lista.[12]
108. ”Salvatorglocke”, ’Frälsarklockan’, i Sankt Kiliansdom i Würzburg, väger 9,08 ton och har en diameter på 2,3 meter (2318 mm) och slagtonen g0±0. Den göts 1965 av Friedrich Wilhelm Schilling i Heidelberg. Kyrkans sammanlagt tolv klockor väger 25 ton och elva av dessa göts 1965 av Friedrich Wilhelm Schilling. En klocka ”Lobdeburg-Glocke” göts så tidigt som 1257 och väger 1 386 kg.[55]
109. Största klockan ”Campanone” i Peterskyrkan i Vatikanstaten i Rom väger 8,95 (~9) ton har diametern 2,32 meter (2316 mm) och hänger längst fram i den öppna stora gluggen mot Petersplatsen i Peterskyrkans översta nordvästra vägg. Den har tonen e° och göts 1786 av Luigi Valadier från Rom. Fem mindre klockor hänger tillsammans med den stora klockan och de har slagtonerna b♭, d, f, b♭, c.[56]
110. Joe o'Highmoor var en timklocka som hängde i Highmoor Bell Tower ”Highmoors klocktorn” på ett privat gods i Wigton i Cumbria, England. Den vägde 8,94 ton, det vill säga ~8 941,212 kg = ~19 712(+/-56) skålpund; samt 8 941,213 kg = 176 cwt. Den hade slagtonen giss (427 Hz) och göts av klockgjuteriet Taylor 1884. Den skrotades eller försvann 1920 tillsammans med det övriga klockspelet i tornet. – Se vidare i artikeln De största klockorna i Storbritannien.
111. ”Grande Cloche” i Strasbourgs katedral Cathedrale Notre Dame väger 8,9 ton, har en diameter på 2,22 m och ljuder med slagtonen giss. Den göts 1427.[12]
112. En basklocka i den lägre klockkammaren, i det äldre av de två klockspelen i Sint-Romboutstoren ”Sankt Romboutstornet”, väger 8,88 ton (8 884 kg) och är största klockan i detta torn och i Belgien. Tornet finns i Mechelen, Antwerpens provins.[12] En annan klocka i tornet vilken väger 8,16 ton listas nedan.
113. Storklockan ”Susanne” i domen i Magdeburg i Sachsen-Anhalt i Tyskland väger 8,8 ton, göts 1702 av Johannes Jacobi från Berlin och ljuder med slagtonen e° +6. Klockans diameter är 2,47 meter som mest och den hänger i domens norra torn (tre bevarade klockor av ursprungligen ett tiotal finns bevarade där). Dessutom finns två ytterligare klockor: en slagklocka för tornuret i samma torn, samt en medeltida klocka i takryttaren över korsmitten.[57]
114. Den största klockan ”Bourdon” i Oude Kerk i Delft väger 8,75 ton, är 2,3 meter i diameter och har slagtonen f. Den göts 1570 av Hendrick van Trier eller Henrich (I) van Trier. I över fyra århundraden var denna klocka den största i Nederländerna .[12][47]
115. Den största klockan i katolska kyrkan i Gossau väger 8,7 ton (8 695 kg) och har slagtonen f°. Den göts 1904 av Rüetschi AG i Aarau.[41]
116. ”Canta Bona” i Hildesheims domkyrka väger 8,7 ton (8 686 kg), är 2,3 meter i diameter och göts 1960 av Friedrich Wilhelm Schilling från Heidelberg. Den har slagtonen f° +4 och hänger i den undre klockvåningen i klocktornet.[58]

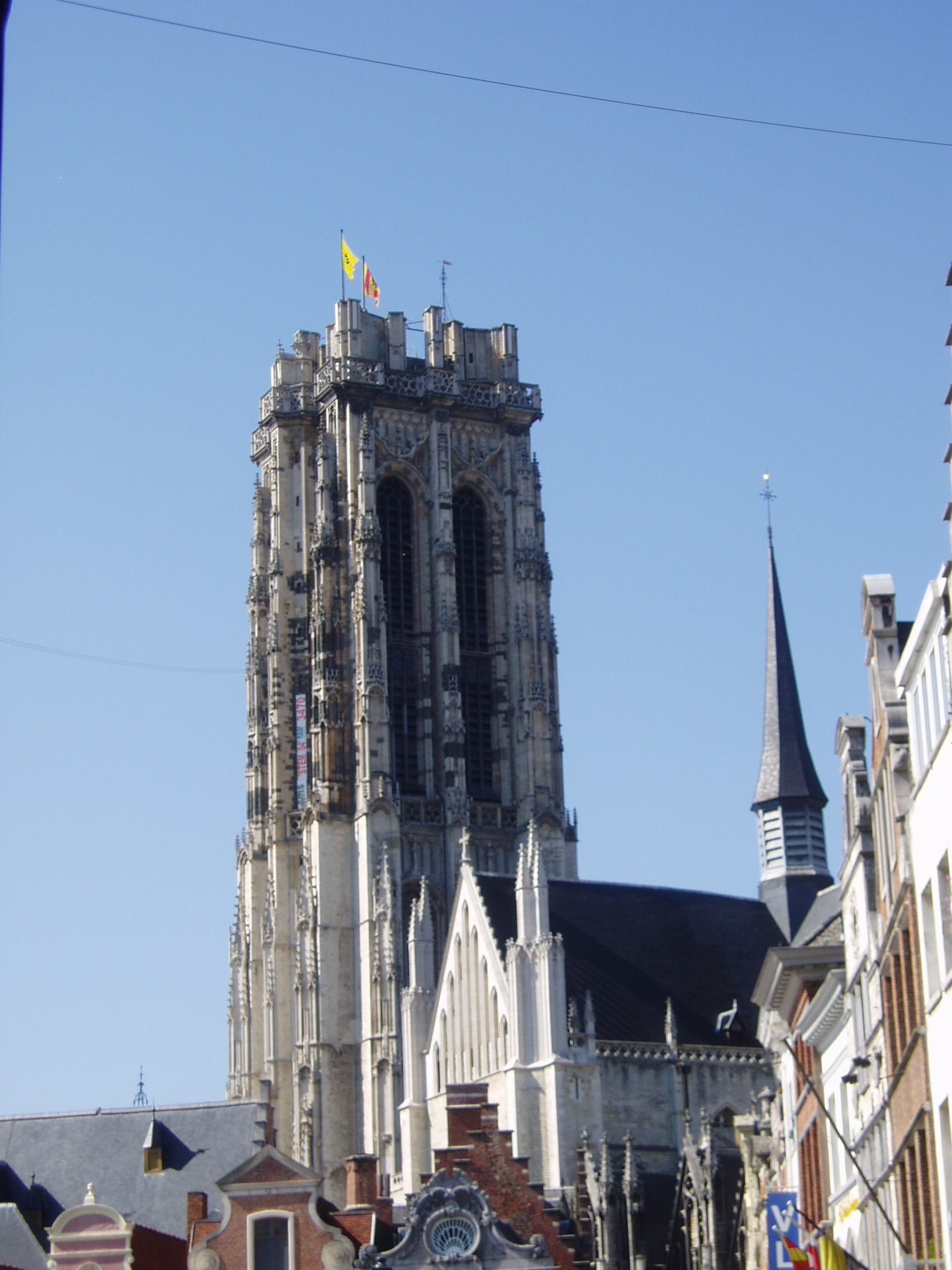
Sint Romboutstoren "Sankt Romboutstornet i Mechelen, Belgien

117. Barockklostret Stift Sankt Florian i Sankt Florian, Österrike”Sancta Maria” den största klockan i Konstanzer Münster.Ljudexempel: Sancta Maria i Konstanzer MünsterSint Romboutstoren "Sankt Romboutstornet i Mechelen, Belgien”La patarina” i Campidoglio i Italien väger 8,7 ton och göts 1803 av Spagno e Casini.[7]

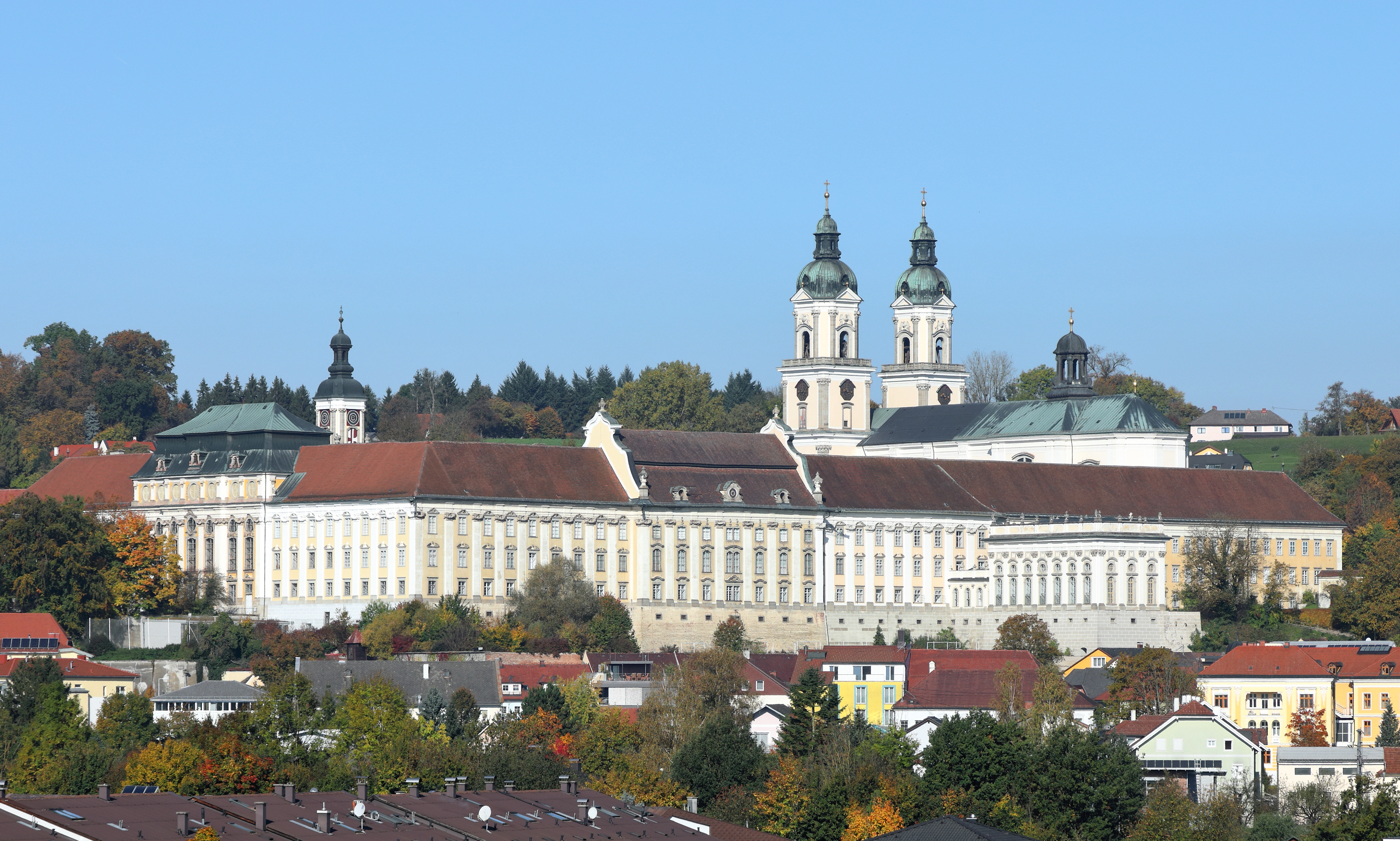
Barockklostret Stift Sankt Florian i Sankt Florian, Österrike

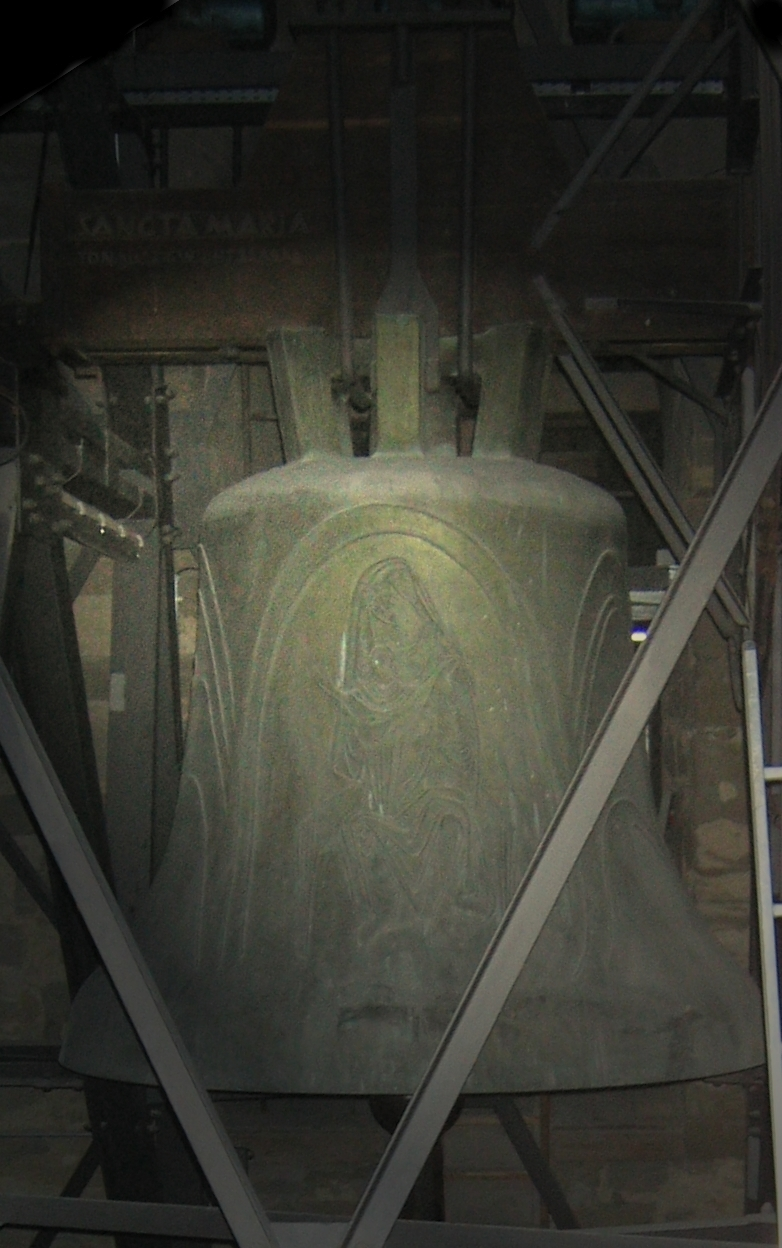
”Sancta Maria” den största klockan i Konstanzer Münster.

118. Största klockan i Gossau i Sankt Gallens kanton väger 8,695 ton och göts 1904 av företaget Rüetschi AG i Aarau.[41]
119. ”Angstglocke” i klostret Stift Sankt Florian i Sankt Florian i Oberösterreich, Österrike väger 8,6 ton (8 643 kg), är 2,44 meter i diameter och göts 1717 av Mats Prininger. Den har slagtonen f° och rings på torsdagskvällar till minne av tre händelser på torsdagar vid Oljeberget eller Olivberget, såsom Jesu natt i Getsemaneträdgården vid Oljebergets fot inför hans korsfästelse på fredagen före den judiska påsken, liksom Kristi Himmelsfärd och Jesu intåg i Jerusalem veckan före korsfästelsen. Den näst största klockan väger 5,4 ton och listas nedan.[59]
120. ”Maria Nascenta” i det centrala oktagonala tornet och spiran över korsmitten på domen i Milano i Italien väger cirka 8,6 ton och göts 1582 av Giovanni Battista Busca. Nästa klocka i tornet Sant Ambrogio väger 4 ton och göts 1576 och Santa Barnaba väger 2 ton och göts 1530.[12]
121. Näst största klockan i Ungern kallas ”Hjälteklockan” och finns i den väldiga fjärde största kyrkan i Ungern, domen i Szeged (på ungerska: Fogadalmi templom; officiellt kallad Vårfru votivkyrka i Ungern, på ungerska: Magyarok Nagyasszonya). Hjälteklockan hänger i domens södra torn och väger 8,54 ton (8 537 kg).[60]
122. ”Bürgerglocke” i Paulskirche i Frankfurt am Main i Tyskland väger 8,59 ton och har slagtonen fiss°+1, Den har en diameter på 2,27 meter (2266 mm) och göts 1987 av Glocken- und Kunstgießerei Glocken- und Kunstgießerei (”Klock- och konstgjuteriet”) i Karlsruhe.[61]
123. Storklockan ”Sancta Maria” hänger i Konstanzer Münster i Konstanz och väger 8,35 ton (8 349 kg) och har diametern 2,27 meter och slagtonen giss0–7. Den är gjuten 1966 av Friedrich Wilhelm Schilling, Heidelberg. Den näst största klockan väger 7 ton och göts 1584 (se nedan). Totalt finns 19 klockor i Konstanzer Münster vilka sammanlagt väger cirka 35 ton. Det är den tyngsta totala klockvikten i en kyrka i Tyskland efter klockorna i Kölnerdomen och är också det största sammanlagda antalet klockor i en och samma kyrka i Tyskland[62]
124. Den stora klockan ”Domina” eller ”Dunna” i Halberstädter Dom i Halberstadt i Bayern i Tyskland väger 8,32 ton och har en diameter på 2,26 meter (2255 mm). Den göts 1999 av Kunst- und Glockengießerei (”Konst- och klockgjuteriet”) i Lauchhammer och har haft ungefär lika stora föregångare som göts åren 1195, före 1454, 1457, 1860, 1876 och 1928. Den har slagtonen g0 +6 och används vid de stora kristna högtiderna (så kallad Festtagsglocke, ”festdagsklocka”).[63]
125. ”Great Abel” är största klocka och i stadshuset (town hall) i Manchester och väger mellan 8,23 och 8,27 ton. Den ingår i ett klockspel med 10 klockor och har slagtonen fiss och göts 1882 av klockgjuteriet Taylor. Den ersatte en lättare klocka som göts sex år tidigare (se nedan), vilken också var basklocka i ett klockspel med 21 klockor. – Se vidare i artikeln De största klockorna i Storbritannien.
126. ”Rupertsglocke” (eller "Wandlungsglocke" 'Förvandlingsklockan', eftersom den rings i vid nattvardens förvandling under mässan) på 8,2 ton är den näst största klockan i domen i Salzburg och har en diameter på 2,3 meter och slagtonen gess0. Den göts av klockgjuteriet Oberascher i Salzburg 1961.[27] Om domens största klocka på 14 ton, se ovan.
127. Klockan ”Svatý Václav” (tjeckiska för Sankt Vaclav) hänger i ett av de tre klocktornen (det sydöstra, andra klockor hänger också i de båda västra tornen) i Sankt Vaclavs katedral, Katedrála svatého Václava i Olomouc (på tyska kallad Olmütz), som är traditionell huvudstad i Mähren i Tjeckien. Den väger 8,16 ton (8 156 kg), har diametern 2,42 meter och göts 1827 av F. Seltenhoffer i Vídeň. Den har slagtonen e° +3.[64]
128. Näst största klockan i Sint-Romboutstoren ”Sankt Romboutstornet”, i Mechelen, Antwerpens provins i Belgien, väger 8,16 ton. Den är basklocka i det nyare klockspelet (finns ett äldre med en större klocka, se ovan) i tornets i övre klockkammare.[12]
129. ”Immaculata-Glocke” i Maria Empfängnisdomen i Linz väger 8,12 ton Tillsammans med sex andra klockor i domens torn göts den 1901 av Anton Gugg i Linz. Tillsammans väger dessa klockor 17 700 kg.[65]
130. I reformerta kyrkan i Rorschach väger den största klockan 8,137 ton och har slagtonen f°. Den göts 1904 av H. Ruetschi i Aarau.[41]
131. ”Salvator” i domen i Utrecht väger 8,095 ton och har diametern 2,27 meter och slagtonen fiss. Den göts av Gerhard van Wou 1505. Alla klockorna (ej inberäknat klockspelet ) var tidigare Europas sammanlagt tyngsta cirka 31 000 kg, innan Kölnerdomen fick sina nya storklockor i slutet av 1800-talet och senare. Klockorna rings alla för hand av Utrechts Klokkenluiders Gilde. Domens övriga klockor exempelvis klockan ”Maria” listas nedan som några av Europas största.[47][66]
132. ”Sussanna” eller ”Salveglocke” i Frauenkirches norra torn i München väger 8 ton och har diametern 2,06 meter med slagtonen a0 +5. Den göts 1490 av Hanns Ernst i Regensburg.[67]
133. Storklockan i kyrkan i Belpasso i provinsen Catanisa på Sicilien väger 8 ton och har höjden 2,5 meter, diametern 2,04 meter. Den göts 1815 av brons, koppar, guld och silver. Såsom en stor klocka bland klockor blev denna storklocka en symbol både i det förgångnas och i det nuvarande Belpassos historia. Ett folkligt talesätt om klockan lyder: ”Iu pisu centu cantara, 'nchilu e na pisa; cu non ci cridi mi scinni e mi pisa.”[68].
134. Basklockan i Sankt Mikaels katedral i Kiev i Ukraina väger cirka 8 ton. Den göts 1997 av en ukrainare. Den är storklocka bland sammanlagt 50 klockor i kyrkan.[1][12]
135. ”Elisabeth” i benediktinerklostrets klosterkyrka i Maredsous i provinsen Namur, Belgien, väger 8 ton och göts om tredje gången i januari 1952 av klockgjuteriet Causard (Slegers-Causard). Klockan är namngiven efter drottning Elisabeth av Belgien och göts första gången i december 1922 (beslagtogs av tyskarna 1944, se nedan) och de tidigare gjutningarna var något lättare (se nedan).[12][69]
136. En stålklocka i klockmuseet Vaskikello (finska för ”bronsklocka”) utanför Pyhäsalmi i Finland väger 8 ton och är idag den största klockan i Finland. Den har slagtonen a och är störst i en uppsättning på fem stålklockor på platsen. Den har tidigare funnits i en kyrka i Tutzing i Tyskland och göts 1928 av Schilling & Lattermann i Apolda-Morgenrothe i Tyskland.[12][70]
137. En klocka i församlingskyrkan Limatola i Italien vilken väger 8 ton och har diametern 2,3 meter och slagtonen e. Den göts år 2000 av klockgjuteriet Capanni i Castelnuovo Monti.[7]Domen i Trier

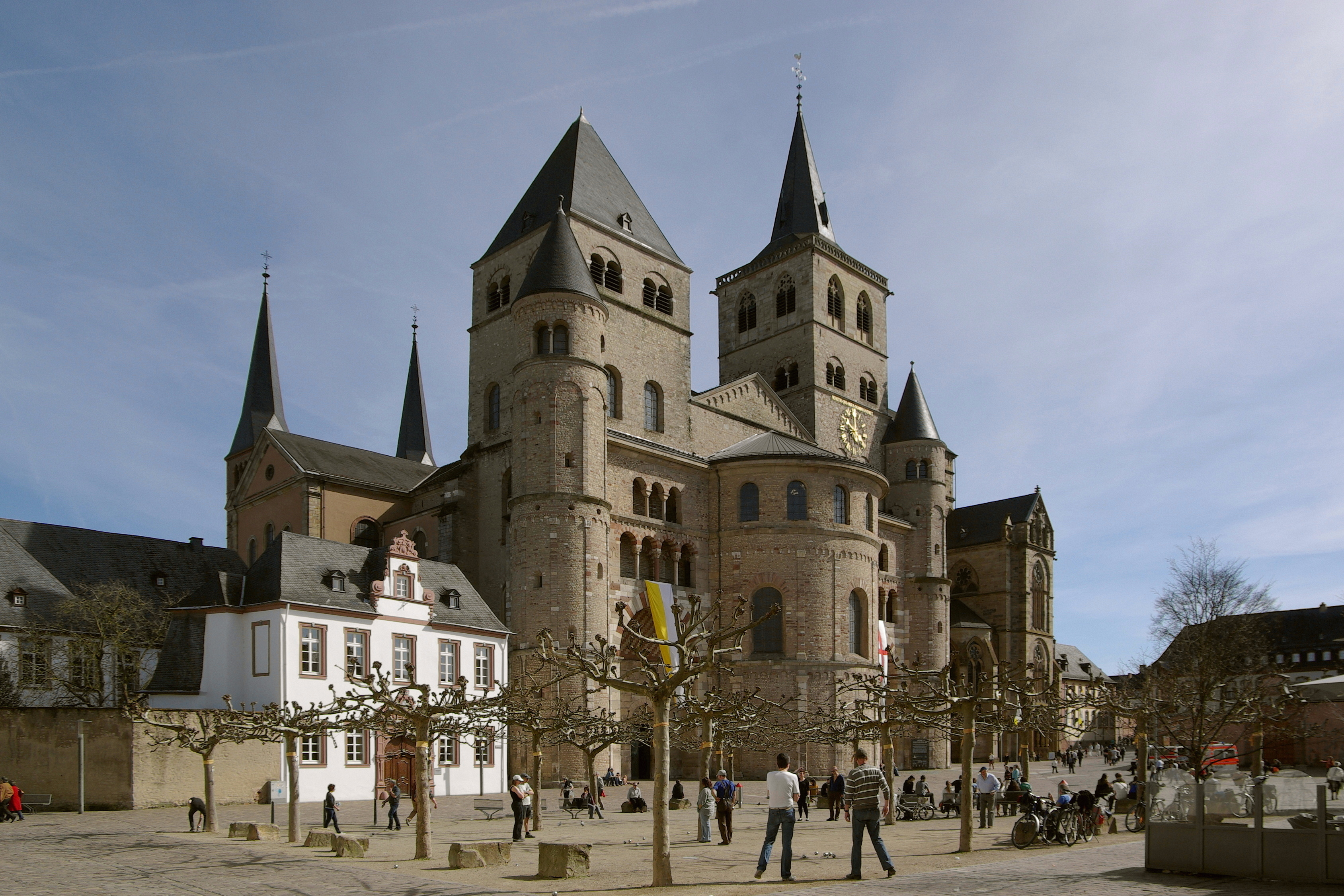
Domen i Trier

138. Den största klockan ”Christus und Helena”, i domen i Trier, väger 7,97 ton och har diametern 2,27 meter (2273 mm) och slagtonen fiss°+7. De sammanlagt 10 klockorna i domen göts 1951 av Friedrich Otto från Hemelingen i södra Bremen som ersättning för de tidigare sex klockorna som fanns i domens torn. De nya klockorna väger tillsammans 24 748 kg och är en av de tyngsta sammanlagda klockuppsättningarna i en kyrka Tyskland (efter Köln, Konstanz och Würzburg).[71]
139. "Gloriosa" eller "Christusglocke" i Stadtkirche ("stadskyrkan") i Freudenstadt, Baden-Würtemberg i Tyskland väger 7,96 ton och har slagtonen fiss°. Den göts av klockgjuteriet Bachert i Heilbronn 1999.[72]
140. "Salvator" är den största klockan i Sankt Martinidomen i Groningen och är sedan några år tillbaka (sedan 1999) den femte största klockan i Nederländerna. Den väger 7,85 ton har diametern 2,22 meter och slagtonen fiss. Den göts av Hendrick van Trier 1577. Denna klocka och övriga klockor i denna kyrka rings som så ofta i Nederländerna för hand.[47][73]
141. ”Gratia Dei” (latin: ”Guds nåd”) i det 82 meter höga tornet i Mariakyrkan i Gdansk väger 7,85 ton med slagtonen fis°. I tornet hänger sedan konfiskationerna under andra världskriget bara två klockor och de göts 1970 av gjuteriet Felczyński i Przemyśl för att ersätta de gamla. Den mindre klockan heter ”Ave Maria” och väger 2,6 ton och har slagtonen ciss. Före andra världskriget fanns en föregångare och namne till dagens Gratia Dei som vägde 6,8 ton och som hade gjutits 1453. Den listas nedan. Två andra klockor från tiden före andra världskriget finns ännu bibehållna: ”Osanna” med slagtonen b♭° från år 1632, vilken idag finns i Sankt Andreas kyrka i Hildesheim, samt ”Dominicalis” med slagtonen d från år 1719, som idag, med namnet ”Osanna”, finns i Mariakyrkan i Lübeck.[74]

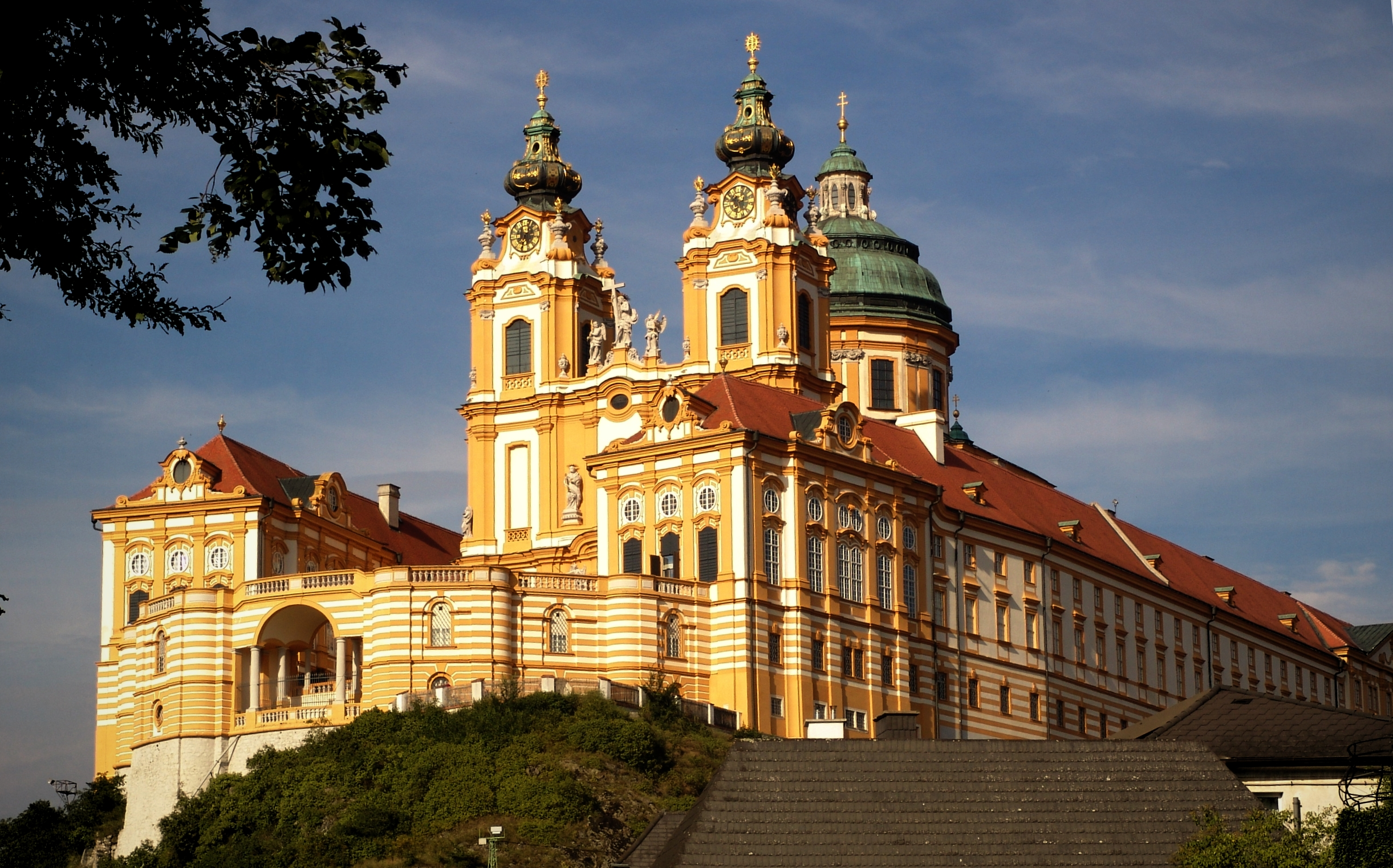
Klosterkyrkan i Melk

142. Klosterkyrkan i Melk Den största klockan ”Peter-und-Paul-Glocke” eller ”Vesperin” i Stiftskirche (klosterkyrkan) i Melk väger 7,84 ton och har diametern 2,36 meter och slagtonen f° - 2. Den göts 1739 av Andreas Klein från Wien och rings i vid de stora högtidsstunderna under året bland annat på långfredagen klockan 15 som anses vara Jesu dödstimme eller vid abbot- och biskopsinvigningar vid handpåläggning etc.[75]
143. Den största klockan i ett klockspel med 68 klockor i kongresshallen Haus der Kulturen der Welt ”världens kulturers hus” eller Kongresshalle i Berlin väger 7,82 ton och har slagtonen f. Den göts av klockgjuteriet Eijsbouts 1987. De tre andra av de fyra största klockorna i klockspelet är också stora klockor och listas också här nedan.[12]
144. ”Johannesglocke” i domen i Meissen väger 7,8 ton och göts 1929 inför domens 1000-årsfirande av Emil Börner, staden Meissens porslinsfabrikör.[76]
145. Största klockan i Stiftskirche St. Gallen, klosterkyrkan och domen i Sankt Gallen, Schweiz, väger cirka 7,8 ton eller 7,5 ton och har slagtonen e°. Den göts av Keiser Peter Ludwig från Zug 1768.[41]
146. På medeltiden fanns en stor klocka i Oseneys kloster, väster om Oxford. Den sägs ha vägt 152 cwt, det vill säga 7,72 ton. När klostret upplöstes efter reformationen i landet togs klockan till tornet Tom Tower i Oxford och kallades därefter ”Great Tom”. Den göts om 1680 och fick lägre vikt (se mer om den nedan under rubriken ”Great Tom, Oxford”). – Se vidare i artikeln De största klockorna i Storbritannien.Dom Sankt Stephan i PassauKatedralen i Valencia med klocktornet Micalet till vänster om denUppsala domkyrka från norr. Storan hänger uppe i norra tornet längst till högerKlockan Tuba Dei i Torun, Polen

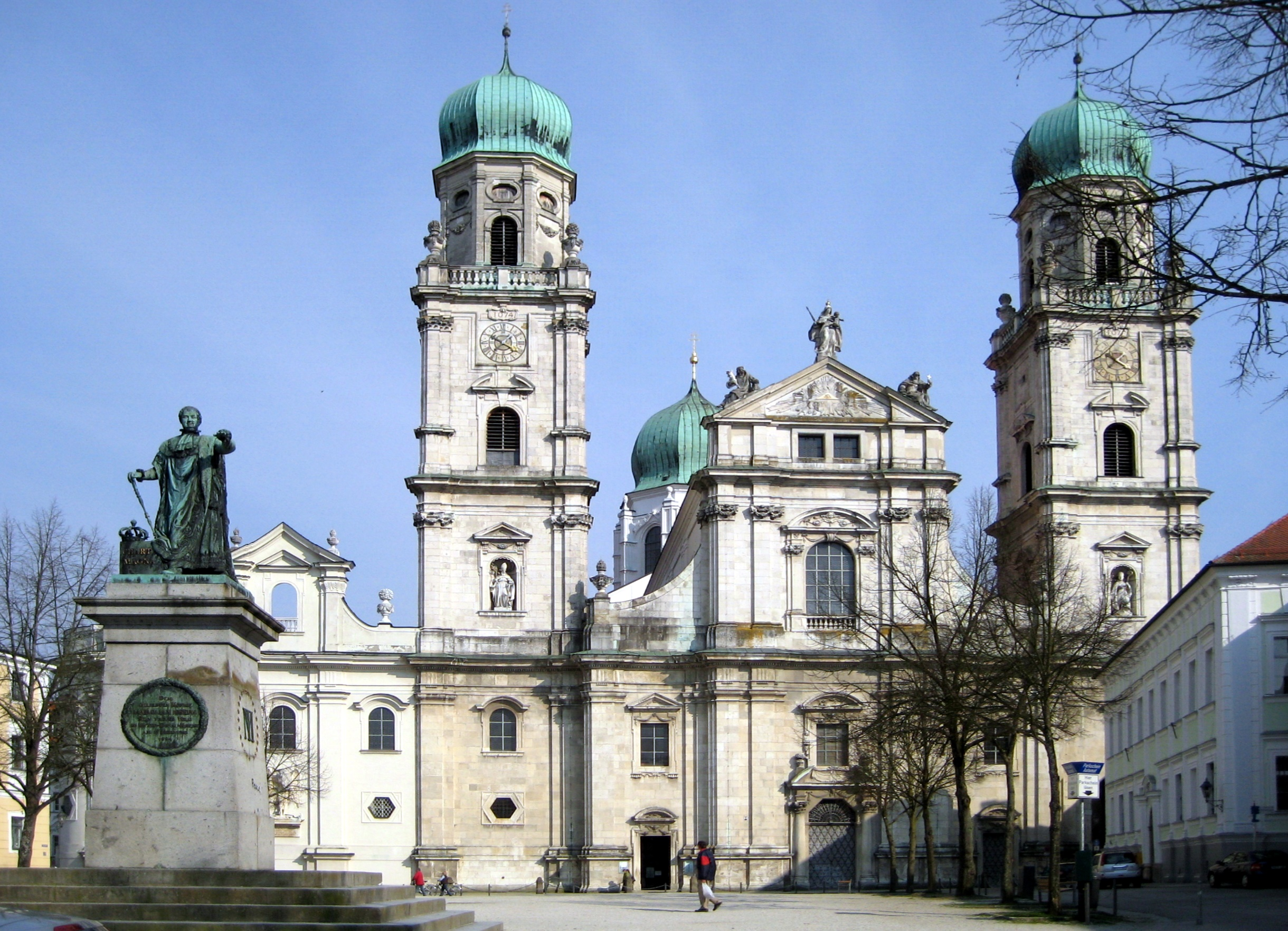
Dom Sankt Stephan i Passau

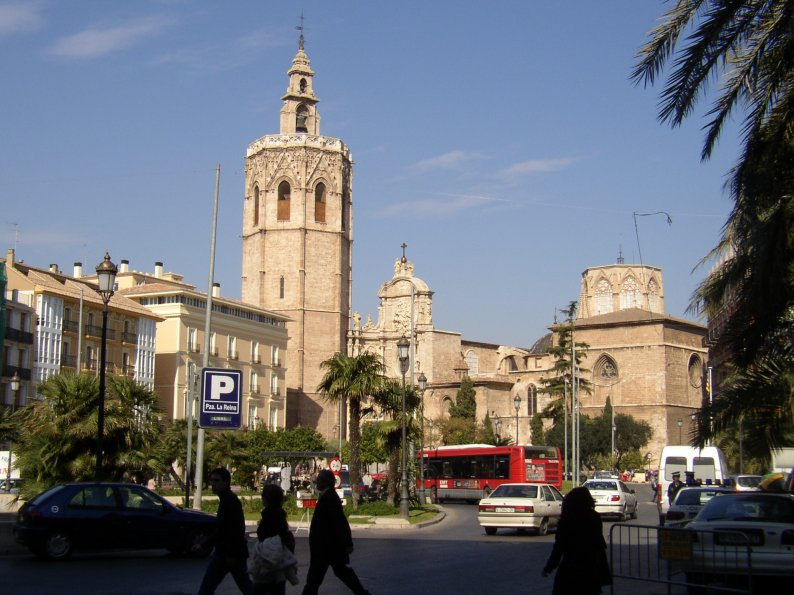
Katedralen i Valencia med klocktornet Micalet till vänster om den

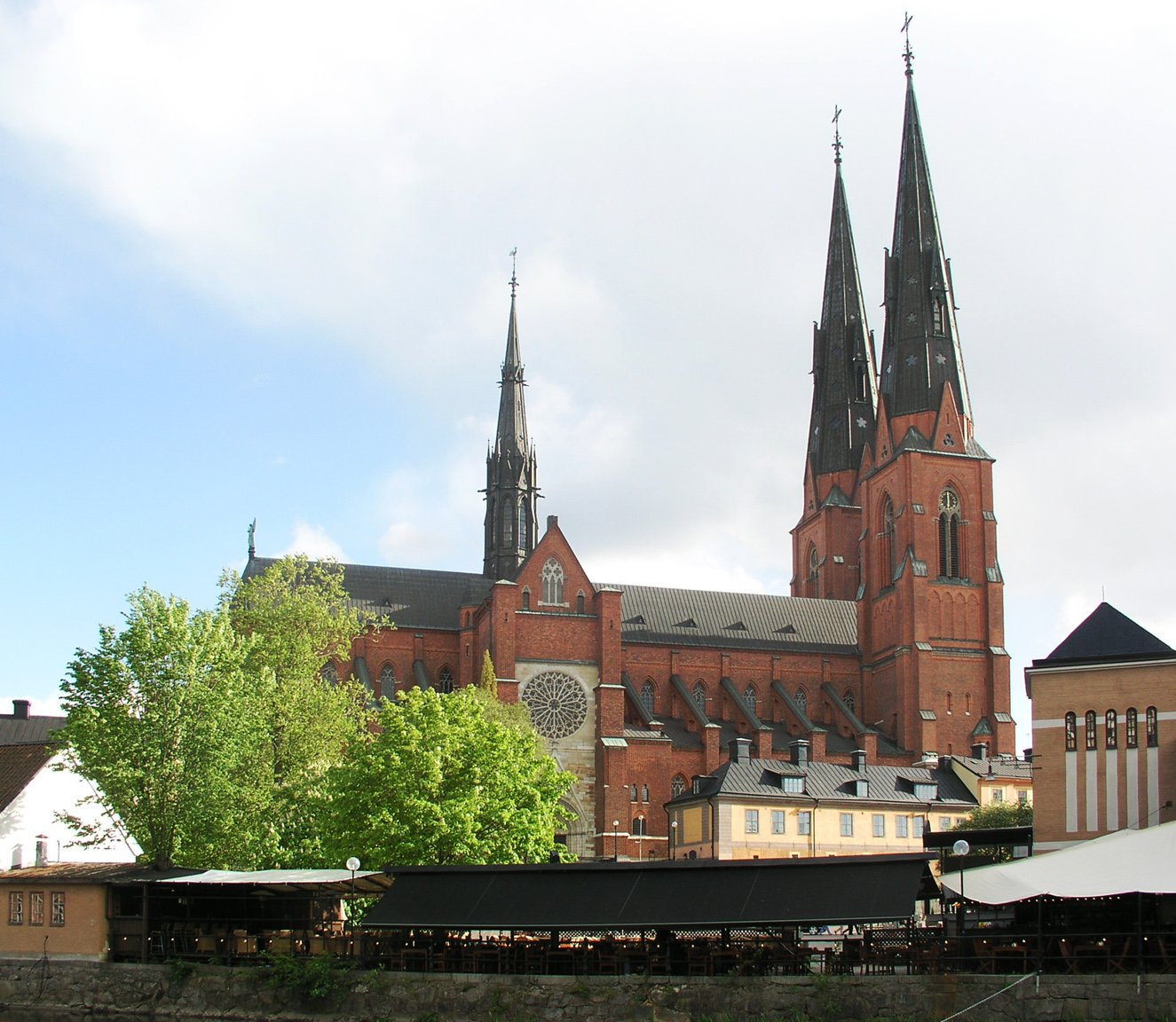
Uppsala domkyrka från norr. Storan hänger uppe i norra tornet längst till höger

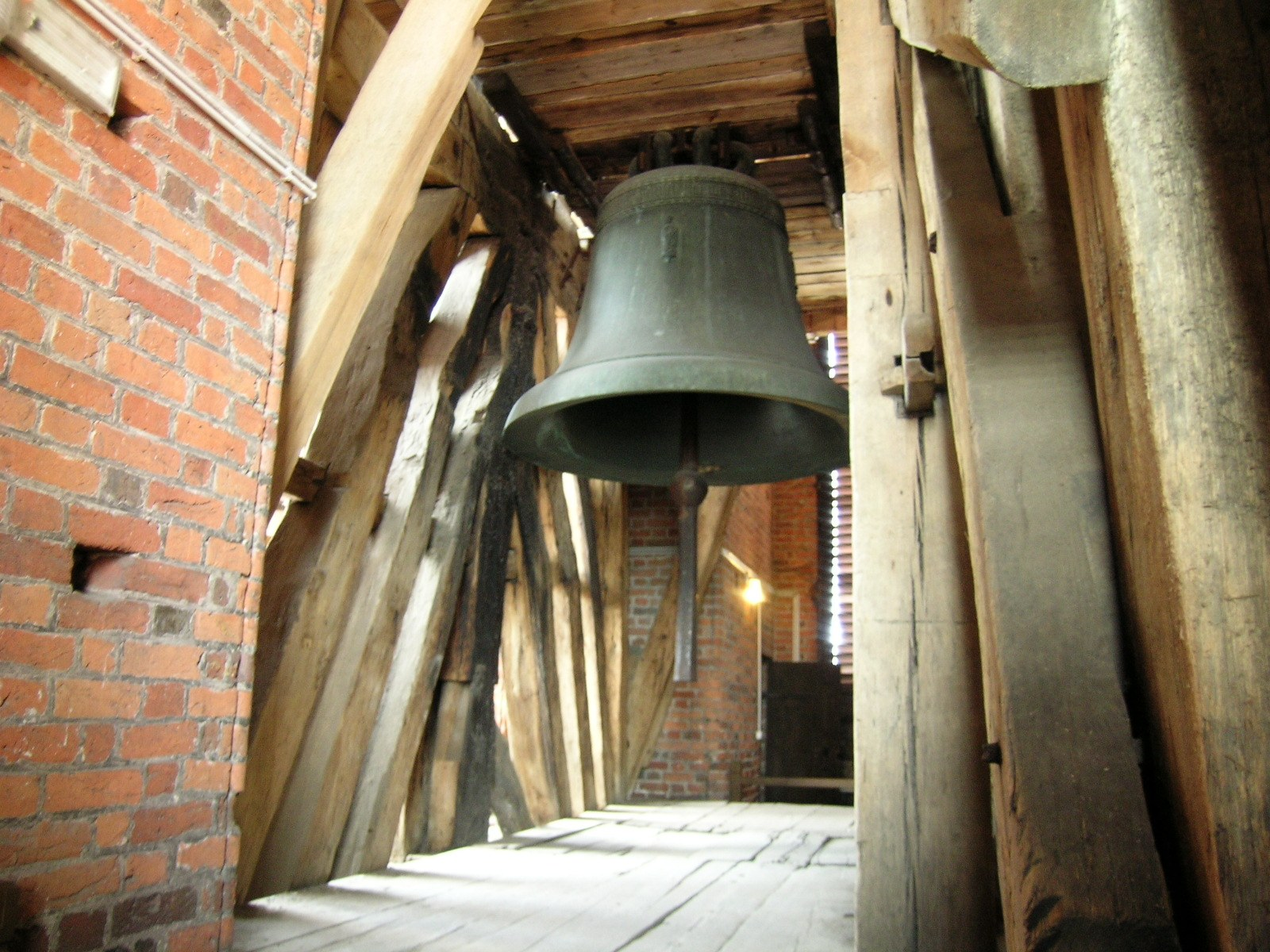
Klockan Tuba Dei i Torun, Polen

147. Den största klockan i domen i Catania på Sicilien väger 7,6 ton (7 616 kg) och göts 1614 av Giacomo Sanfilippo e Figli.[7][12]
148. ”Kardinalsglocke” i Sankt Paulusdomen i Münster väger 7,6 ton (7 604 kg) och är 2,27 meter (2267 mm) i diameter. Den har slagtonen fiss0 –7 och är gjuten 1956 av klockgjuteriet Glockengießerei Feldmann & Marschel i Münster.[77]
149. ”Hosanna” är den största klockan i den katolska återuppbyggda klosterkyrkan Saint Mary’s i Buckfast Abbey. Den ligger i Buckfastleigh i grevskapet Devon vid Cornwall i sydvästligaste England. Den väger 7,57 ton. Hosanna göts 1936 av klockgjuteriet Taylor. – Se vidare i artikeln De största klockorna i Storbritannien.
150. ”Pummerin”, den största klockan i Dom Sankt Stephan i Passau, väger 7,55 ton, har diametern 2,32 meter och slagtonen är fiss° och är gjuten 1952. Något mindre är ”Stürmerin” som göts 1733, väger 5,3 ton och har slagtonen a°. Båda klockorna hänger ensamma i de två klockvåningarna i sydtornet medan övriga klockor hänger i det norra tornet. 1999 göts också ”Misericordia” som väger 6 ton och har en diameter på 2,18 meter och slagtonen g°. Den hänger ensam i en av klockvåningarna i norra tornet. Såsom Mariaklocka rings den i varje dag klockan 12 (utom under Stilla veckan).[78]
151. ”Jahrtausendglocke” (’årtusendeklockan’) i Sankt Michaeliskirche i Hamburg väger 7,54 ton (7 542 kg) och har diametern 2,34 meter och slagtonen f°. Den göts 31 mars 2000 av klockgjuteriet A. Bachert i Heilbronn.[12][79]
152. "El Micalet" i klocktornet Micalet vid katedralen Catedral de Santa Maria i Valencia väger cirka 7,5 ton (cirka 7 514 kg) beräknat på klockans diameter som är 2,1 meter. Den göts 1539 av Lluís Trilles och fungerar som timklocka, men den fungerar inte som slagklocka för antalet timmar utan slår en gång vid heltimme. Det finns också en kvartsklocka och tolv andra slagklockor i katedralen.[12][25][26]
153. Slagklockan för tornuret i Westerkerk i Amsterdam väger 7,5 ton (7 509 kg) och har diametern 2,27 meter och slagtonen f. Den göts av Assuerus Koster 1636.[47]
154. ”Hosanna” är den största klockan i den katolska återuppbyggda klosterkyrkan Saint Mary’s i Buckfast Abbey. Den ligger i Buckfastleigh i grevskapet Devon vid Cornwall i sydvästligaste England. Den väger 7,57 ton. Hosanna göts 1936 av klockgjuteriet Taylor. – Se vidare i artikeln De största klockorna i Storbritannien.[80]
155. Den största klockan i reformerta kyrkan i Herisau väger 7,5 ton och har slagtonen gess°. Den göts 1756 av Franz Anton Grieshaber i Waldshut.[41]
156. Storklockan i Uppsala domkyrka i Sverige, ”Storan”, väger 7,37 ton (7 367 kg).[81] Enligt en tidigare uppgift i artikeln Storan (klocka) på svenska Wikipedia väger den 6,2 ton (möjligen förutom kläppen eller dylikt) och enligt en annan referens väger den över 6 ton[82] och har diametern 2,23 meter[83] (en ganska stor diameter). Enligt en tredje äldre referens väger Storan 7 ton.[84] Den göts efter Uppsala stadsbrand 1702 under Karl XII:s regering och har slagtonen b♭.[85]
157. ”Friedensglocke” ’Fredsklockan’ i kyrkan Hauptkirche Sankt Nikolai ”Sankt Nikolai huvudkyrka”, (den nya Nikolaikyrkan i Hamburg, av den gamla återstår bara det höga tornet efter andra världskriget) väger 7,35 ton (7 354 kg) och har diametern 2,17 meter och slagtonen g°. Den näst största klockan väger 5 ton och har diametern 1,9 meter och slagtonen a° (listas nedan). Båda är gjutna 1962 av Friedrich Wilhelm Schilling in Heidelberg.[86]
158. ”Kurfürstenglocke” 'Kurfursteklockan' är den näst största stålklockan i Stiftskirche (före detta klosterkyrkan) i Neustadt an der Weinstrasse och väger 7,3 ton och har en diameter på 2,5 meter och slagtonen g0. Den göts 1949 av Bochumer Verein i Bochum. Den största klockan på 14 ton listas ovan.[29]
159. ”Cloche de Notre Dame Marie” .Vårfru Marie klocka’ (tyska: ”Marienglocke” ’Mariaklockan’) är största klockan i Sankt Nikolaikatedralen "Cathedrale de Saint Nicolas" i Fribourg (tyska: Freiburg in Üechterland) i Schweiz och väger 7,3 ton, har diametern 2,2 meter, höjden är 1,65 meter och slagtonen g°. Den göts 1505 av Petrus Monturiolis från Besançon. Den utgör ”basklockan” (storklockan) bland de sammanlagt åtta klockorna i katedralen.[12][41]
160. ”Tuba Dei” i katedralen i Torun i Polen är sedan 2004 den femte största klockan i Polen och väger 7,24 ton (7 238 kg, inklusive kläppen som väger 200 kg), och har diametern 2,27 meter, höjden 2 meter hög och slagtonen ass°. När den göts år 1500 var den Polens största klocka tills Sigismundklockan göts (se ovan).[87]
161. "Campana de les hores" (timklockan) eller "Eulàlia", "Alfonsa" eller "Maria de les Mercès" är största klockan i Barcelonas katedral Catedral de la Santa Cruz y Santa Eulalia i Barcelona, Spanien. Denna klocka göts av Francesc Calbetó 1865, har diametern 2,32 meter och väger 7,23 ton.[26]
162. "Louise" är storklockan i klosterkyrkan Saint-Denis och göts 1738. Den väger 7,2 ton och har diametern 2,16 meter och slagtonen g.[88]

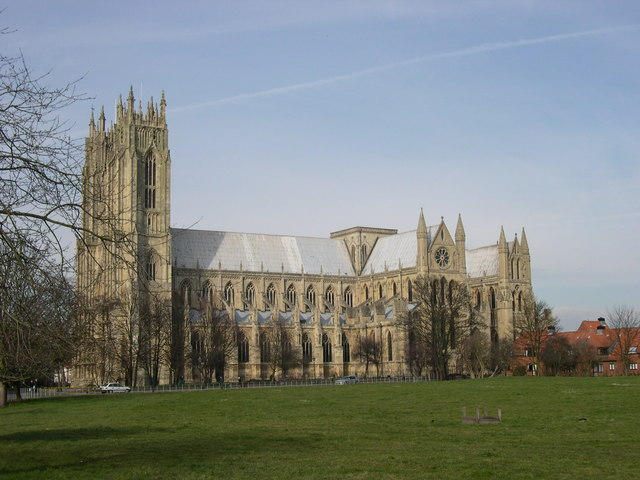
Beverley Minster i Beverley, East Riding of Yorkshire

163. Beverley Minster i Beverley, East Riding of YorkshireStorklockan i Sankt Jakobsdomen i Innsbruck i Tyrolen i Österrike väger 7,17 ton (7 168 kg) och har slagtonen g. Den göts av Grassmayrs klockgjuteri i Innsbruck. I katedralens två västtorn finns sammanlagt åtta klockor. Storklockan hänger i det nordvästra tornet medan övriga klockor hänger i det sydvästra. Det finns också ett klockspel med 47 klockor i domen.[12]
164. ”Great John” hänger i det sydvästra tornet i Beverley Minster i Beverley i East Riding of Yorkshire och väger 7,15 ton. Den har slagtonen g (395 Hz) och göts 1901 av klockgjuteriet Taylor. Den är timklocka och används även för slow swinging (se ovan), och ersatte Great Bell “Stora klockan” från år 1900 (som såldes, se längre ner). Den ersatte i sin tur en klocka som göts 1703 och som vägde 1778 kg (35 cwt). – Se vidare i artikeln De största klockorna i Storbritannien.
165. Elisabeth på 7,1 ton, var storklockan i klosterkyrkan i Maredsous och göts 1948 för att ersätta den tidigare klockan gjuten 1923 6,8 ton (se nedan) vilken beslagtogs av tyskarna för krigsändamål 24 februari 1944. Övriga klockor i kyrkan räddades eftersom de på grund av bombardemang inte kunde flyttas till destinationen Hamburg, och de kunde alltså börja hängas upp igen 10 oktober 1945, för att ringas under julen 1945. Den nya Elisabeth kunde ringa in julen på julaftonen 1948. Tyvärr var gjutningen inte helt lyckad och felaktigheter i bland annat klockans krona gjorde att den måste gjutas om 1952.[69]
166. Basklockan i ett 63-klockors klockspel i universitetsbiblioteket i Leuven i Brabant, Belgien väger 7,096 ton och har slagtonen fiss. Den göts av Gillett & Johnston 1928.[89]
167. Den största klockan i den katolska kyrkan i Pfäffikon väger 7,04 ton och har slagtonen gess°. Den göts 1965 av Rüetschi AG i Aarau.[41]
168. Den största klockan i den katolska kyrkan i Niedergösgen väger 7,02 ton och har slagtonen gess°. Den göts 1960 av Rüetschi AG i Aarau.[41]
169. ”Ursulaglocke” är den näst största klockan i Konstanzer Münster i Konstanz (om den 8,3 ton tunga största klockan, se ovan) och väger 7 ton och har en diameter på 2,1 meter och slagtonen h0 –6. Den göts 1584 av Hanns Christoff Löffleri Konstanz.Storklockan Brema i Bremer DomSankt Willibrords basilika i Echternach, Luxemburg

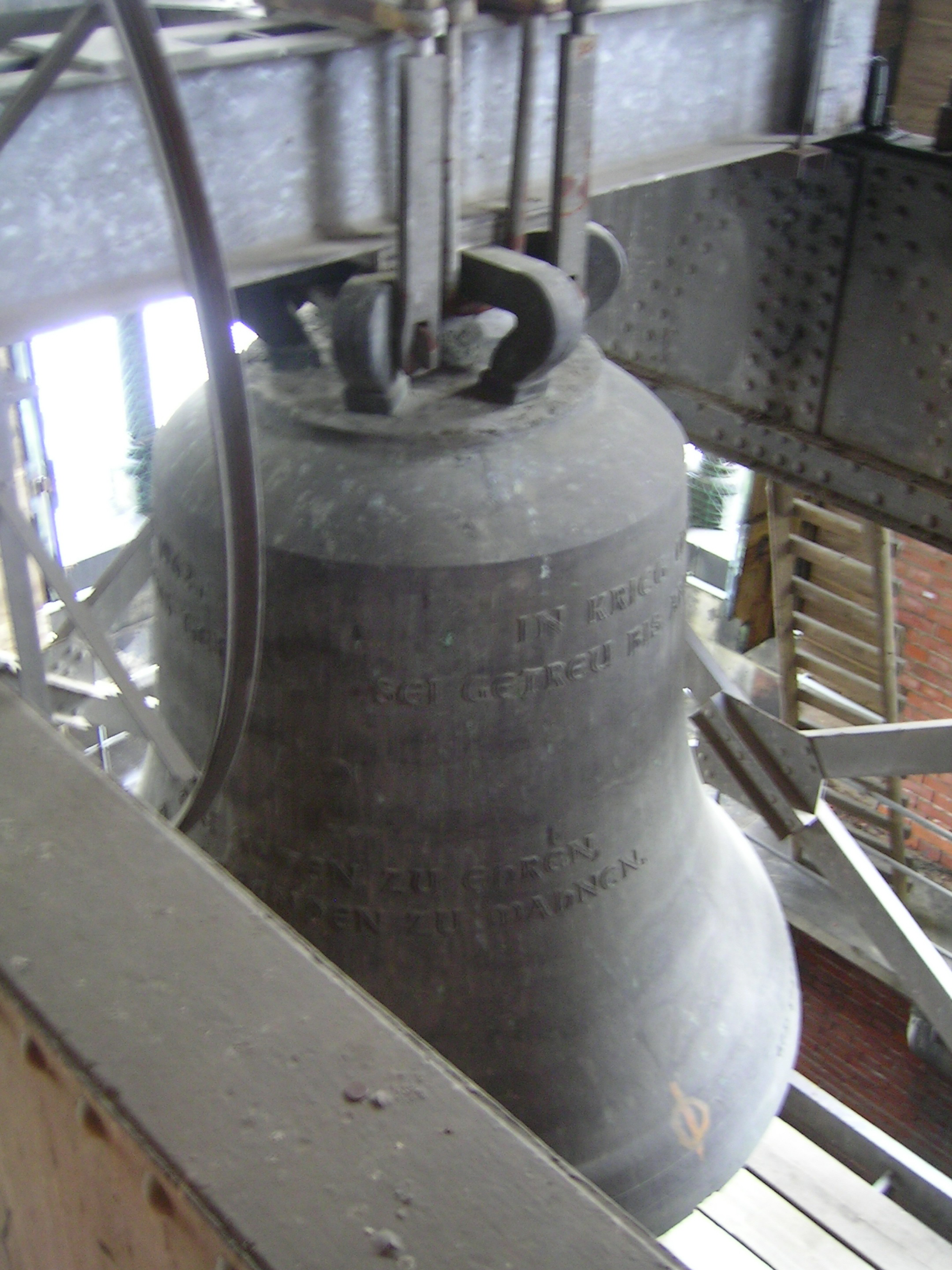
Storklockan Brema i Bremer Dom

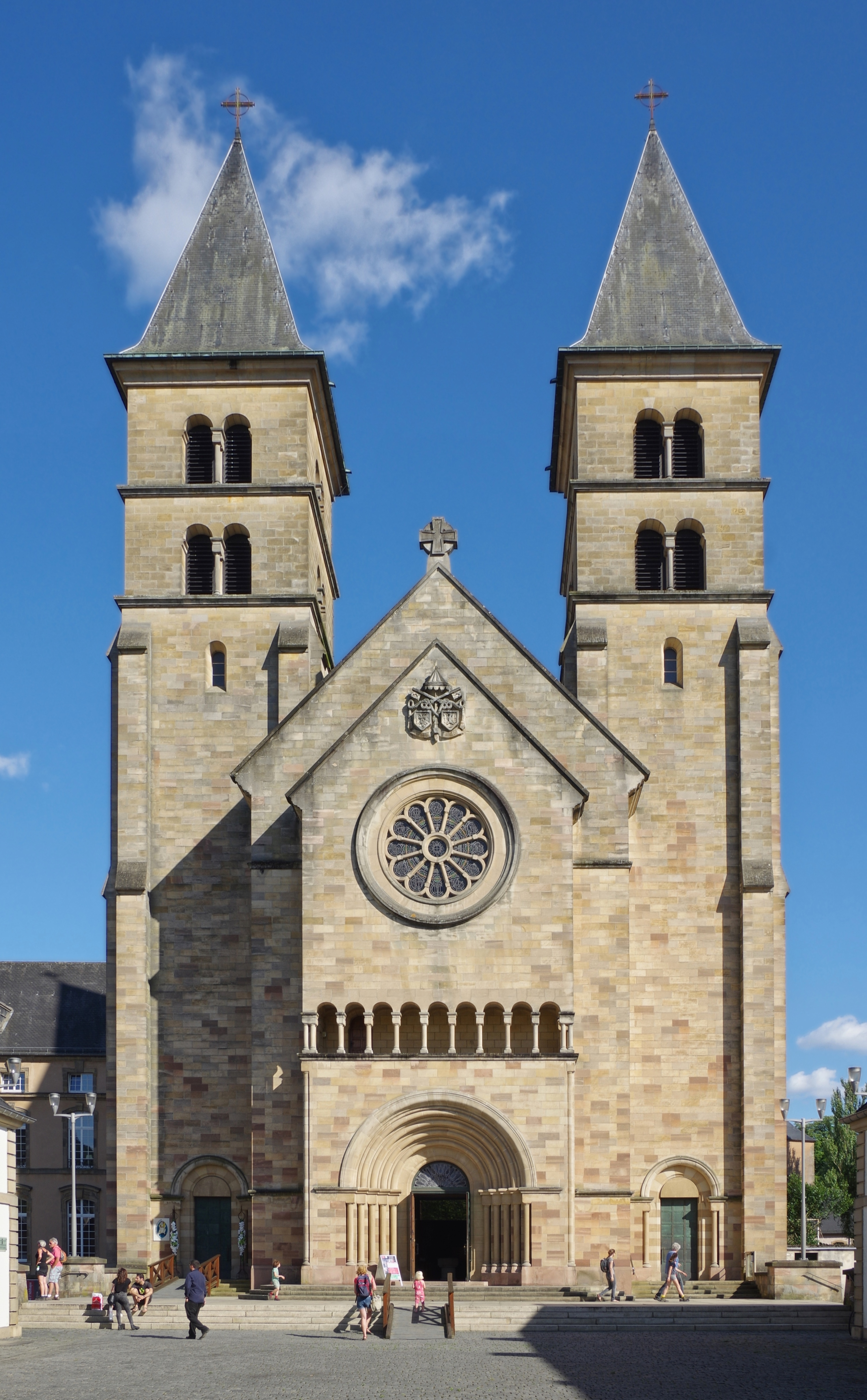
Sankt Willibrords basilika i Echternach, Luxemburg

170. "Jean Bart" i Dunkerque i Frankrike väger 7 ton och är subbasklocka i ett modernt klockspel.
171. "Jubiläumsglocke" ('Jubileumsklockan') på 7 ton är den största av sammanlagt sju klockor i Sankt Peterskirche i München och är den näst största klockan i München. Den är den lägst (djupast) i tonhöjd stämda klockan i hela Bayern med slagtonen f0 och göts 1958 av Karl Czudnochowsky på Erdinger Glockengießerei (”Erdingers klockgjuteri”).[90]
172. Den största klockan i Bremer Dom i Bremen, ”Brema” väger cirka 7 ton och hänger ensam i domens sydtorn. Den göts inför påsken 1962 av Glockengießerei Gebrüder Otto (”Bröderna Ottos klockgjuteri”) i stadsdelen Hemelingen i södra Bremen. Den skänktes av en köpmansfamilj och väger och har slagtonen g°. De övriga tre klockorna hänger i det norra tornet. På medeltiden fanns minst åtta klockor i domen, dessa har senare förlorats i bland annat ett tornras och genom konfiskationen av klockor under de båda världskrigen. En medeltida klocka återstår, den näst största klockan ”Maria gloriosa” från år 1433, gjuten av den nordtyska klockgjutaren Ghert Klinghe med slagtonen h°.[91]
173. Klockan "Loreta" i Loreto väger 7 ton och är gjuten 1515 av Bernardino från Rimini.[7]
174. "Sunto", en klocka i tornet torre del Mangia i Siena, väger 7 ton och göts 1665.[7]
175. Den största klockan Sankt Willibrords basilika i Echternach i Luxemburg väger 6,99 ton (6 985 kg), har slagtonen f och göts år 2000 av klockgjuteriet Mark från Brocksheid. Den hänger i kyrkans nordvästra torn och är basklockan bland de sammanlagt nio klockorna.  Den är andra försöket att gjuta kyrkans storklocka (den misslyckade listas nedan), den ersatte år 2000 en storklocka från 1953 från klockgjuteriet Eijsbouts vilken sprack under en klockringning (och som också listas nedan).[12]
176. Den största klockan i katolska kyrkan i Aarau, väger 6,97 ton och har slagtonen ges°. Den göts av Rüetschi AG i Aarau 1960.[41]
177. En slagklocka för tornuret i domen i Utrecht väger 6,95 ton och har diametern 2,25 meter och slagtonen fiss. Den göts 1972 av Eijsbouts klockgjuteri.[47][66]
178. "Christusglocke" är den största klockan i Freiburger Münster i Freiburg im Breisgau. Den väger 6,86 ton (6 856 kg) och har diametern 2,13 meter (2133 mm) och slagtonen g° ±0. Freiburger Münster har sammanlagt 19 klockor varav fyra är medeltida. 15 av dem göts 1959 av Friedrich Wilhelm Schilling i Heidelberg. Den totala klockvikten i domen är 25 ton, en av de största sammanlagda klockvikterna i en och samma kyrka i Tyskland. Klockornas slagtoner sträcker sig över två och en halv oktaver.[92]
179. Näst största klockan i Kreuzkirche i Dresden väger 6,83 ton (6 825 kg), har diametern 2,16 meter (2155 mm) och slagtonen g0 +12. Den göts 1899 av Franz Schilling i Apolda. Kyrkans största klocka ”Kreuzglocke” väger över 11,5 ton och listas ovan.[93]
180. Den tidigare största klockan i Sankt Willibrords basilika i Echternach i Luxemburg göts 1953 av klockgjuteriet Eijsbouts och vägde 6,82 ton och hade slagtonen fiss. Den sprack vid en klockringning och smältes sedan ner av klockgjuteriet Mark som göt om metallen och gjorde en lättare klocka som ersättning. Den sprack dock senare under en ringning och gavs till klockmuseet i Herrenberg i Baden-Würtemberg, Tyskland. Då gjordes en helt ny klocka som var tyngre än klockan från 1953 (se ovan).[12]
181. Den under andra världskriget konfiskerade klockan ”Gratia Dei”' i Mariakyrkan i Gdansk vägde 6,8 ton och göts 1453. Den var föregångare till dagens ”Gratia Dei” som väger över 7,8 ton (mer uppgifter om den nya större klockan och om källor och övriga klockors öde med mera, se ovan).
182. Elisabeth på 6,8 ton, var storklockan i klosterkyrkan i Maredsous och göts i december 1923 och namngavs efter drottning Elisabeth av Belgien. Den beslagtogs av tyskarna 1944 och en ny klocka Elisabeth göts 1948 (7,1 ton), vilken göts om 1952 på grund av felaktigheter i godset och fick då vikten 8 ton (se ovan).[69]
183. ”Propst- und Pfarrglocke” (’prost- och kyrkoherdeklockan’) i Sankt Martinskyrkan i Landshut väger 6,75 ton och har diametern 2,1 meter och göts 1767 av J. L. Kraus från München.[94]
184. Den näst största klockan ”Mittagsglocke” (’middagsklockan’), i domen i Bern, Berner Münster, i Schweiz, väger 6,75 ton och har slagtonen giss°. Den göts av Franz Sermond 1583. Domens största klocka väger 10,5 ton (se ovan).[40]

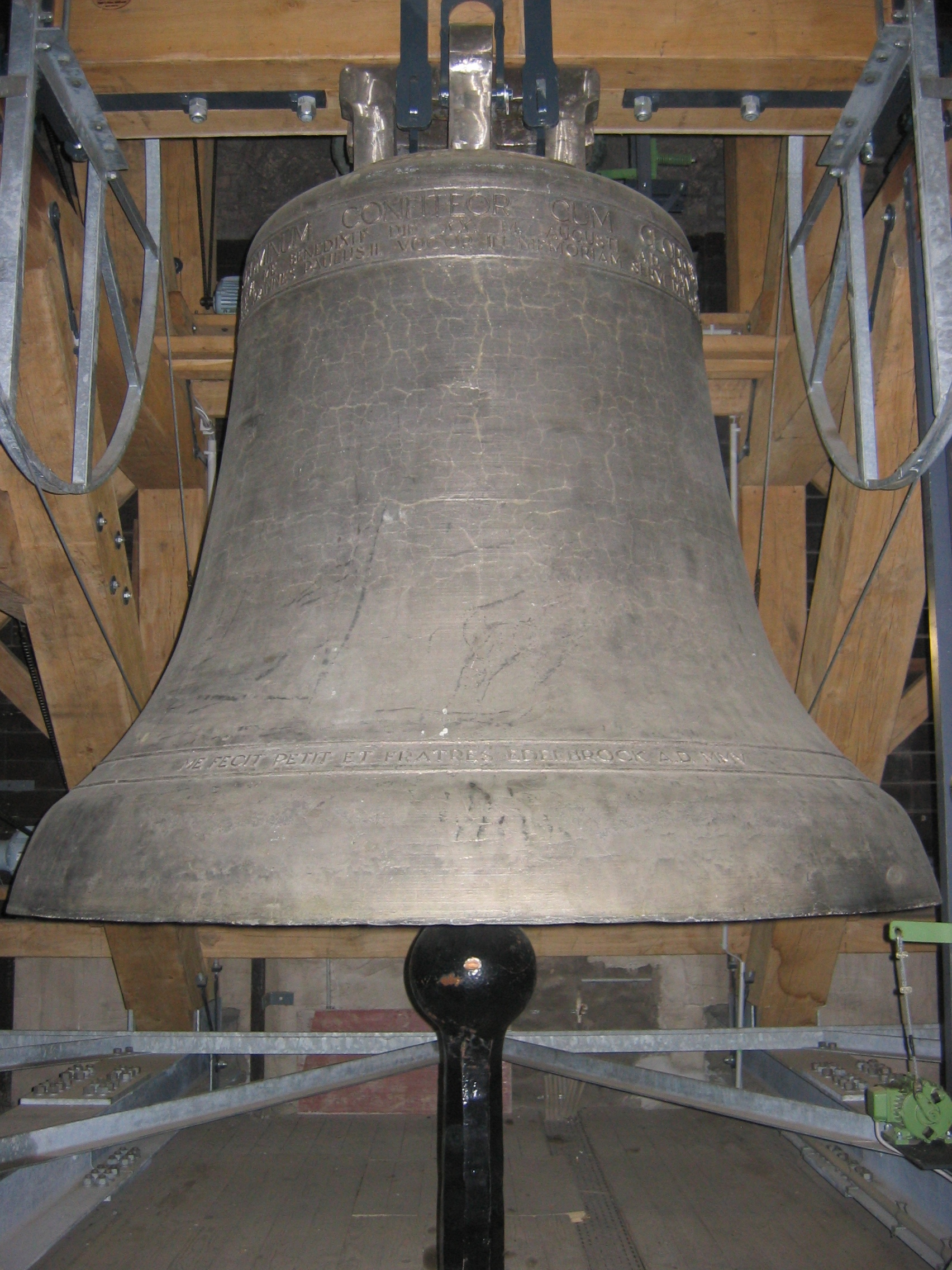
Weltjugendtagsglocke

185. Weltjugendtagsglocke”Weltjugendtagsglocke” (’världsungdomsdagens klocka’), ”Johannes Paul II.” (’Johannes Paulus II’) eller ”Papstglocke” (’påveklockan’) är den fjärde tyngsta klockan i Köln och hänger i den romanska kyrkan Sankt Aposteln (officiellt: Basilika Sankt Aposteln). Den väger 6,7 ton och har en diameter på 2,18 meter och slagtonen g0–7/16. Papstglocke göts 2005 av Hans Hüesker i Gescher (Enligt annan uppgift väger den 6 165 kg[12], möjligen utan kläppen). Övriga källor talar dock om 6.7 ton. Den monterades på en plattform på marken framför kyrkan innan den hissades upp i tornet.[95]
186. Största klockan i katedralen i Santiago de Compostela i Spanien är katedralens timklocka, väger 6,66 ton och har slagtonen g0. Den göts av Eijsbouts 1989 efter en modell från 1700-talet.[89]
187. Den näst största klockan i katedralen Grote Kerk i Dordrecht i Nederländerna väger 6,62 ton och har diametern 2,21 meter och slagtonen fiss. Den göts av klockgjuteriet Eijsbouts 1999 och är den åttonde största klockan i Nederländerna.[47]
188. "Salvator" Sint-Michielskathedraal ”Sankt Mikaelskatedralen” i Bryssel, Belgien, väger cirka 6,6 ton och göts 1638 av P. de Clerck & P. van den Ghein.[89]
189. "Le bourdon Marie Madeleine" i katedralen i Lausanne i Lausanne i Schweiz, göts 1582 av Franz (eller François) Sermond från Bern. Den har en diameter på 2,08 meter och väger 6,6 ton.[96]
190. Största klockspelsklockan (basklockan) i 52-klockors-klockspelet i Sankt Martinidomen i Groningen Nederländerna, väger ~6,6 ton och har slagtonen fiss, Den göts av Eijsbouts klockgjuteri 1984.[73][89]
191. Subbordunen (sub-basklockan) i klockspelet med 50 klockor i domen i Utrecht väger ~6,6 ton och har slagtonen fiss. Den göts av Eijsbouts klockgjuteri 1974.[66][89]
192. Den näst största klockan i ett klockspel med 68 klockor i kongresshallen Haus der Kulturen der Welt ”världens kulturers hus” eller Kongresshalle i Berlin väger 6,56 ton och har slagtonen fiss. Den göts av klockgjuteriet Eijsbouts 1987.[89]
193. ”Pummerin” hänger i klocktornet vid Liebfrauenmünster (”Vårfru [Jungfru Marie] domkyrka”) i Donauwörth. Den kan härledas till år 1512 och anses som Schwabens största klocka, då den väger 6,55 ton.[97]
194. Föregångaren Great Abel till dagens klocka ”Great Abel” (se ovan) i Manchesters stadshus hade slagtonen fiss och vägde 6,55 ton. Den var stadshusets timklocka och göts av Taylor 1876, men göts alltså om sex år senare. – Se vidare i artikeln De största klockorna i Storbritannien.
195. En klocka i ett kommunalt (rådhus)torn i Bergamo väger 6,5 ton och göts i Verona 1653.
196. Den största klockan i den katolska Sankta Hedvigskatedralen eller Sankt Blasien-Dom i Berlin väger 6,5 ton.[98]
197. Den största klockan av sammanlagt åtta klockor i katedralen Saint John's Co-Cathedral i Valletta på Malta uppskattas väga 6,5 ton och göts lokalt på Malta mellan åren 1660 och 1759.[89]

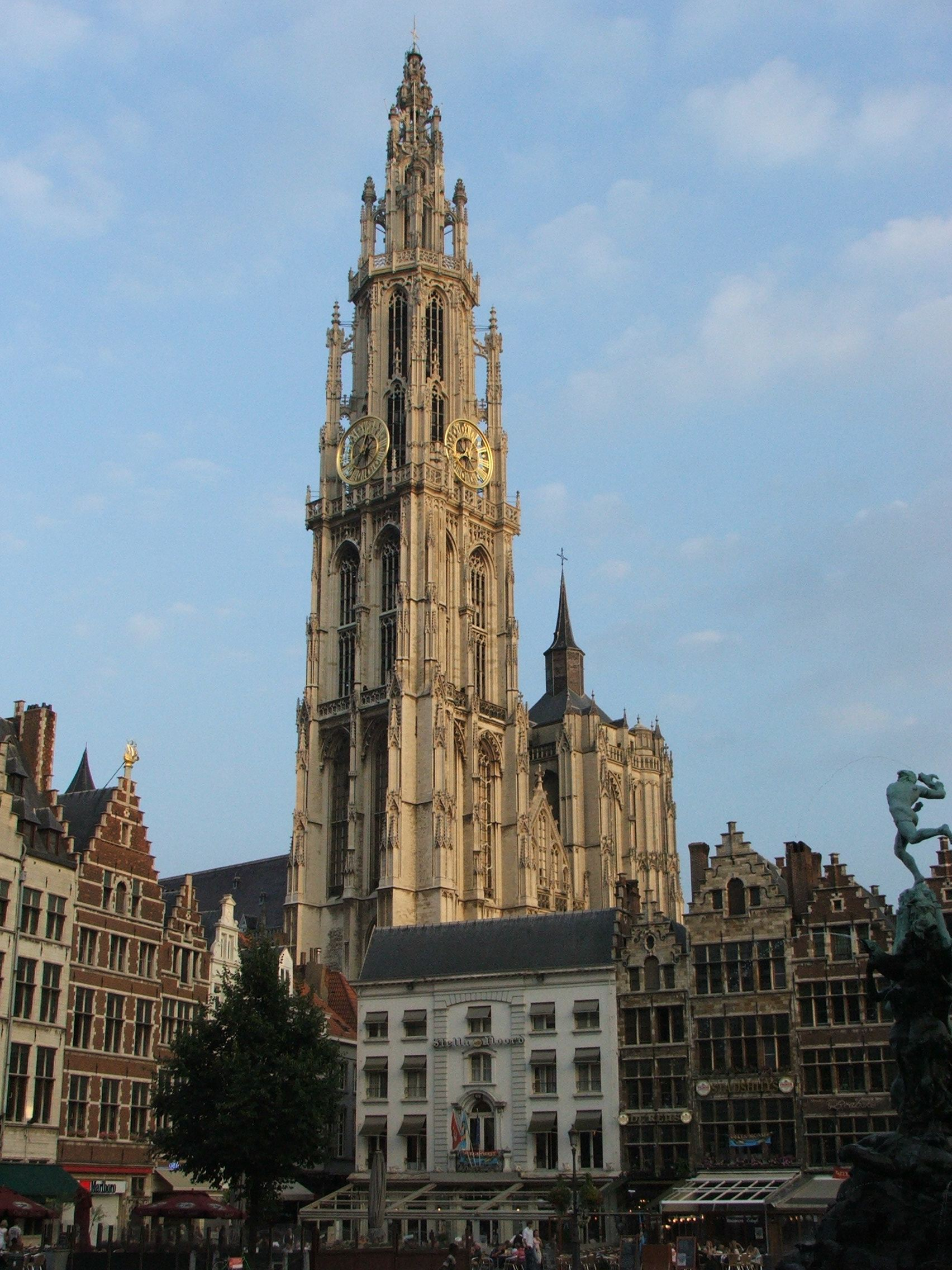
Katedralen i Antwerpen

198. Katedralen i AntwerpenDen största kyrkklockan ”Karolus” i Onze-Lieve-Vrouwekathedraal (flamländska för ”Vårfrukatedralen”) i Antwerpen väger 6,43 ton (6 434 kg) och göts på kyrkplatsen framför domen 1507 av Wilem und Gaspar Moer från ’s-Hertogenbusch. I katedralen finns också åtta ringklockor/kyrkklockor för klockringning, samt ett klockspel med 49 klockor som spänner över fyra oktaver. Totalvikten för alla dessa 57 klockor är 27 648 kg och slagtonerna hos de åtta ringklockorna är ass° –cess′–c′–dess′–d′–ess′–ass′– b♭′.[89][99]
199. "Agueda-martillo" är den största klockan i katedralen Catedral de Santa María i Murcia i Spanien. Den har diametern 2,23 meter, väger 6,42 ton (6421 kg) och göts 1790 av Fernando Verona.[26]
200. Den största klockan, "subbourdon" "subbordunen" eller "underbasklockan" i Eglise Notre-Dame-des-sept-douleurs ”De sju smärtornas Vårfrukyrka” i Flanthey i Valais i Schweiz, väger ~6,4 ton och har slagtonen fiss. Vikten är beräknad.[89]
201. Klockan "Willibrord", som deponerats till och står utanför klockmuseet i Herrenberg i Baden-Würtemberg i södra Tyskland, väger 6,37 ton och göts av klockgjuteriet Mark i Brockscheid år 2000. Den skulle ha ersatt en sprucken klocka från år 1953 i Sankt Willibrords basilika i Echternach i Luxemburg. Men denna nygjutna klocka stämde inte med övriga klockor, så klockgjuteriet fick gjuta en ny (tyngre) klocka, som också listas här ovan. Det misslyckade exemplaret gavs till museet.[89]
202. Storklockan ”Grameer” eller ”Grandmère” (dialektalt i nederländskan från franskan för ’farmor’ eller ’mormor’) i Sint-Servaaskerk i Maastricht i Nederländerna väger 6,35 ton och har diametern 2,19 meter och är sedan ett tiotal år tillbaka den nionde största klockan i landet, sedan större klockor gjutits. Grameer fick en stor spricka 1850 och har ännu inte kunnat repareras och står idag den på marken utanför kyrkan (se bilden vid Nederländernas tabell nedan). Den hade slagtonen g° och göts 1515 av Willem en Jaspar Moer och. Den ersattes i tornet 1983 av en ny, nästan lika stor, klocka (se strax här nedan).[47][100]
203. ”Mariahilfglocke” eller ”Große Pfarrglocke” är storklockan (”basklockan”) i Sankt Jakobsdomens norra torn i Innsbruck (övriga klockor hänger i sydtornet). Den väger 6,34 ton (6 342 kg), har slagtonen g0 och är 2,21 meter i diameter. Den göts 1846 av Johann Grassmayr i Innsbruck. Enligt annan uppgift väger klockan 7,17 ton (7 168 kg).[101]
204. "La Santamaría" eller "La Gorda" är den största klockan i Catedral de la Encarnación i Granada i Spanien och väger 6,34 (6 335 kg). Dess diameter är 2,22 meter och den göts 1778 av Bernardo Granada Venero.[26]

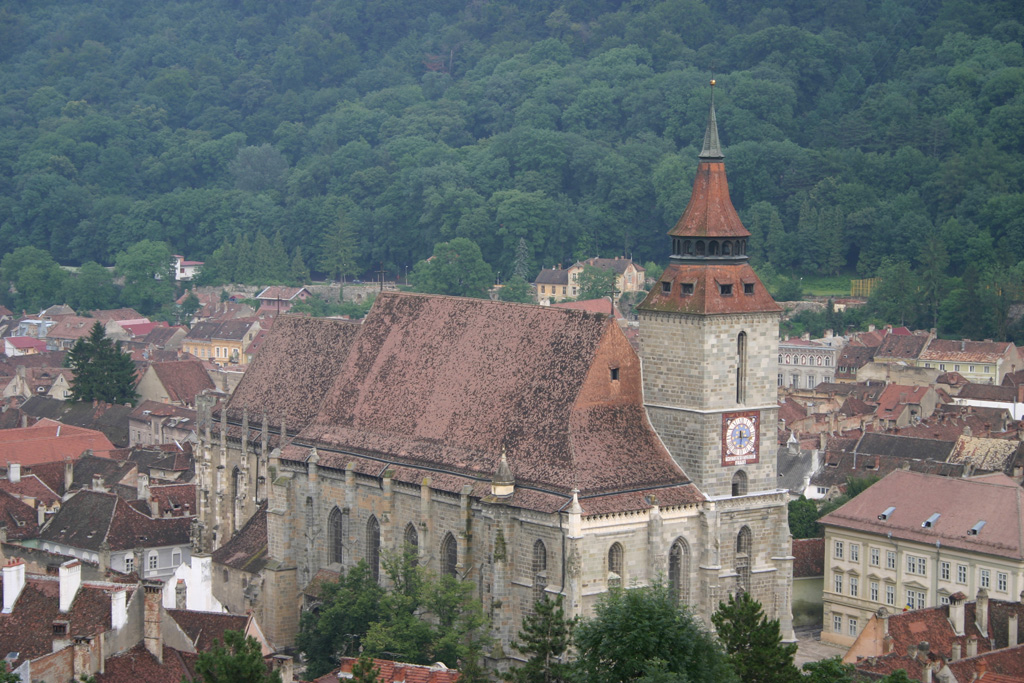
Biserica Neagra "Svarta kyrkan" i Brașov, Rumänien

205. ”Great Tom” (’Store Tom’) väger 6,32 ton och hänger i det tidigare porttornet Tom Tower ”Tom-tornet”, vid Christ Church College vid Oxfords universitet i Oxford. Great Tom har slagtonen a/aiss och göts om 1680 av Christopher Hodson ur metallen från en stor medeltida klocka från Oseneys kloster Oseney Abbey (se ovan). Den sägs ha vägt 152 cwt, det vill säga 7,72 ton. Biserica Neagra "Svarta kyrkan" i Brașov, RumänienGreat Tom hängdes ursprungligen upp för att ringas traditionellt, men det skedde sällan. 1953 installerades balanserande motvikter på klockan så att den skulle kunna ringas för hand genom så kallad slow swinging. Den rings 101 gånger klockan 21:05 varje kväll till åminnelse av de 101 första studenterna vid Christ Church College vid Oxfords universitet. – Se vidare i artikeln De största klockorna i Storbritannien.
206. Den största klockan i Biserica Neagră ”Svarta kyrkan” i Brașov väger 6,3 ton och är Rumäniens största klocka.[102]
207. Största klockan i katedralen i Gniezno i Polen väger 6,28 ton och är den sjätte största i Polen sedan 2004.[103]
208. Den nya storklockan ”Grameer” eller ”Grandmère” (se om den gamla Grameer och om namnet här strax ovan) i Sint-Servaaskerk i Maastricht i Nederländerna väger 6,27 ton, har diametern 2,20 meter och har slagtonen g. Den göts av Eijsbouts klockgjuteri 1983.[47][100]
209. ”Herz Jesu-glocke” i Pfarrkirche Heilig Kreuz ”Sockenkyrkan Heliga Kors”, i byn Lana i Sydtyrolen, väger 6,24 ton (6 248 kg) och göts 1996 av Grassmayrs klockgjuteri i Innsbruck. Klockan rings enligt sydtyrolsk tradition genom hög svängning och med kläppfångare (se Kyrkklocka), vilket gör att klockan ljuder långsammareoch att kläppen kan släppas iväg först när klockan kommit upp i en viss svängning och sedan fåmgas in och ljuda under olika långa intervall.[104]
210. ”La Clémence” är den största klockan i katedralen i Genève Cathédrale St.Pierre (”Sankt Peters katedral” eller ”Sankte Pers katedral”) väger 6,2 ton (6 238 kg). Den göts första gången 1407 och göts om 1902 och har höjden 2,14 meter och diametern 2,19 meter. Dess slagton är fiss. Den är basklocka bland katedralens sammanlagt åtta klockor.[89][105]Katedralen i Santiago de Compostela

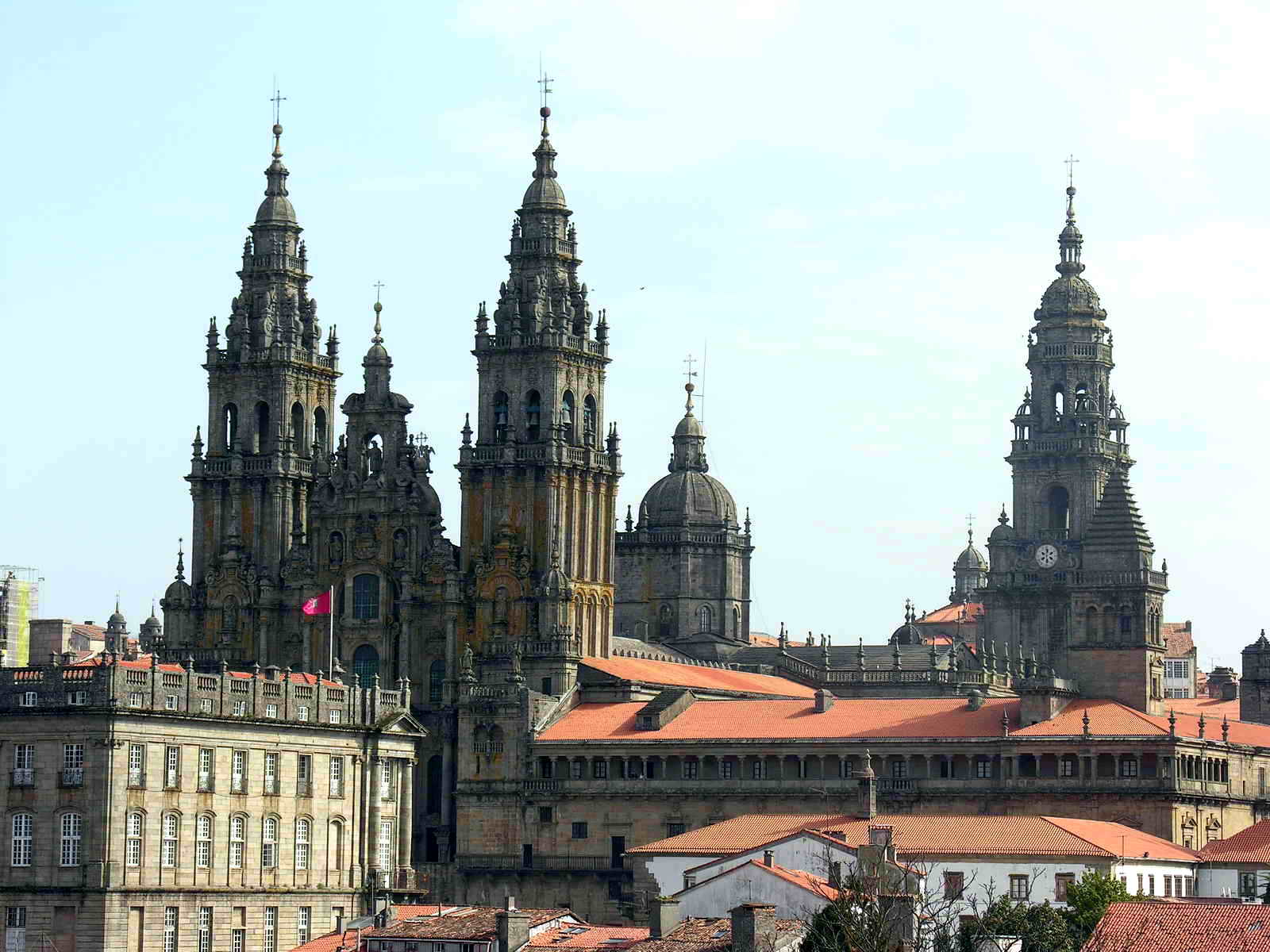
Katedralen i Santiago de Compostela

211. ”Berenguela” i katedralen i Santiago de Compostela i Spanien väger cirka 6,2 ton (cirka 6 211 kg, beräknad vikt utifrån klockans diameter). Den har också beräknats väga 9,6, 11 och 15 ton. Den göts 1729 av Pedro Güemes och har en diameter på 2,55 meter och är den tredje största äldre klockan i Spanien.[25][26][89]
212. Den gamla Klokke Roeland, 6,2 ton, gjuten 1647 (sprack 1913)(se nästa punkt).[89]
213. ”Roeland” eller ”Klokke Roeland” hänger i rådhustornet i (en beffroi) i Gent i Belgien och väger 6,2 ton. Den göts 1948 av klockgjuteriet Michiels och går tillbaka på en legendarisk klocka, som göts som stormklocka 1314 och smältes ner 1647 och göts om till en stor klocka som sprack 1913 och mindre klockspelsklockor i tornet.[89][106]
214. Den största klockan i Sankt Savakatedralen i Belgrad väger 6,2 ton och göts 2001 av Grassmayrs klockgjuteri i Innsbruck.[107]
215. ”Big Joe” eller “Big Brum” hänger i klocktornet The Chamberlain Clock Tower i Birmingham University vid University Square i Birmingham och väger 6,18 ton. Den har slagtonen g (401 Hz) och göts 1908 av klockgjuteriet Taylor. – Se vidare i artikeln De största klockorna i Storbritannien.
216. "La Campana de los Sitios" är den största klockan i katedralen Catedral de El Pilar i Zaragoza och väger 6,17 (6 165 kg) och har diametern 2,2 meter. Den göts 1715 av Andrés de Asín.[26]
217. En stor klocka i det 90,5 meter höga Abdijtoren ”Klostertornet” i Middelburg i Nederländerna väger 6,15 ton har diametern 2,13 meter. Den har slagtonen g, göts 1715 av Claes Noorden och Jan de Grave och är den elfte största klockan i Nederländerna. Tornet kallas också Lange Jan ”Långe Jan.”[47][108]
218. Storklockan i Heliga korsets kyrka (italienska chiesa di Santa Croce) i Lana d'Adige, väger 6,15  ton (6 148 kg), har slagtonen g° och har gjutits av familjen Grassmayr i Innsbruck.
219. Den största klockan i kyrkan Eusebiuskerk i Arnhem i Nederländerna väger 6,1 ton (6 108 kg) och har diametern 2,19 meter och slagtonen fiss. Den göts 1994 av klockgjuteriet Petit & Fritsen och den är den tolfte största klockan i landet.
220. ”Marienglocke” i Aachens katedral väger 6,05 ton (6 045 kg) och har diametern 2 meter och slagtonen g. Den göts 1958 av företaget Petit och Edelbrock i Gescher.[109]
221. Klockan ”Major” i den anglikanska katedralen i Newcastle upon Tyne väger 6,02 ton och har slagtonen ass. Den göts 1891 av klockgjuteriet Taylor och var då efter gjutningen den sjätte största i landet. Den ersatte då en äldre klocka som vägde 3,3 ton (= 65 cwt) och som gjutits 1833 av James Harrison. Den är timklocka och rings även genom så kallad slow swinging sedan 1990-talet, genom att motbalanser och mekanismer installerades för det av klockgjuteriet Taylor. – Se vidare i artikeln De största klockorna i Storbritannien.
222. ”Bistumsglocke” (’stiftsklockan’) i Basilika Sankt Jakob i Straubing väger 6,01 ton och har diametern 2,14 meter och slagtonen g°. Den göts 2001 av klockgjutarna Schilling i Apolda.[110]
223. Näst största klockan ”Misericordia” i domen i Passau väger 6 ton och har en diameter på 2,18 meter och slagtonen g°. Den göts 1999 och hänger ensam i en av klockvåningarna i norra tornet. Såsom Mariaklocka rings den i varje dag klockan 12 (utom under Stilla veckan). Mer om klockorna i domen i Passau finns i punkten om domens största klocka ovan.[111]
224. Största klockan (den så kallade blagovestnik) i Blagovesjtjenskij sobor "Bebådelsekatedralen", i Voronezj, väger 6 ton.[112]Beffroin i BryggeKatedralen i Esztergom Katedralen i 's Hertogenbosch

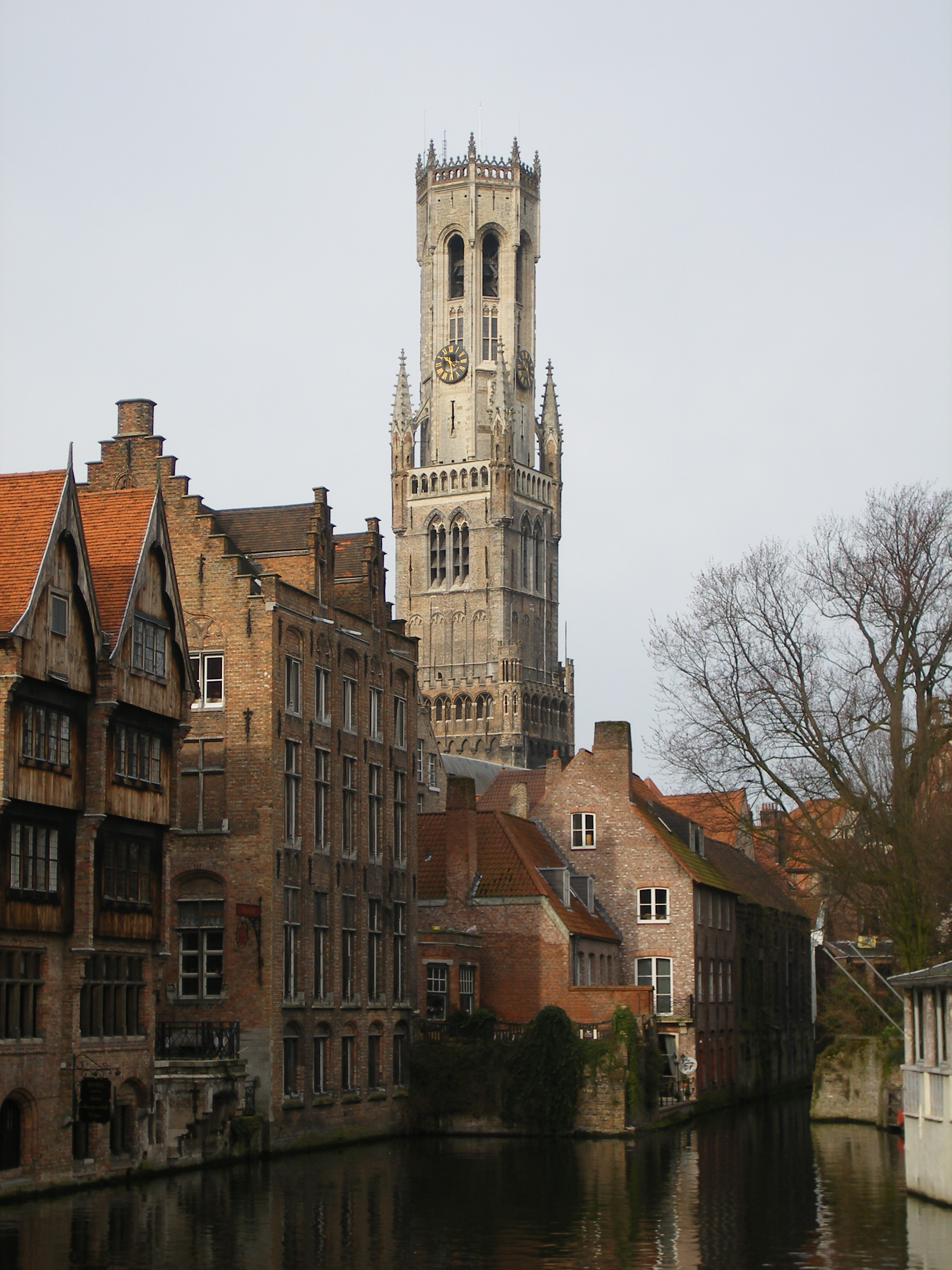
Beffroin i Brygge

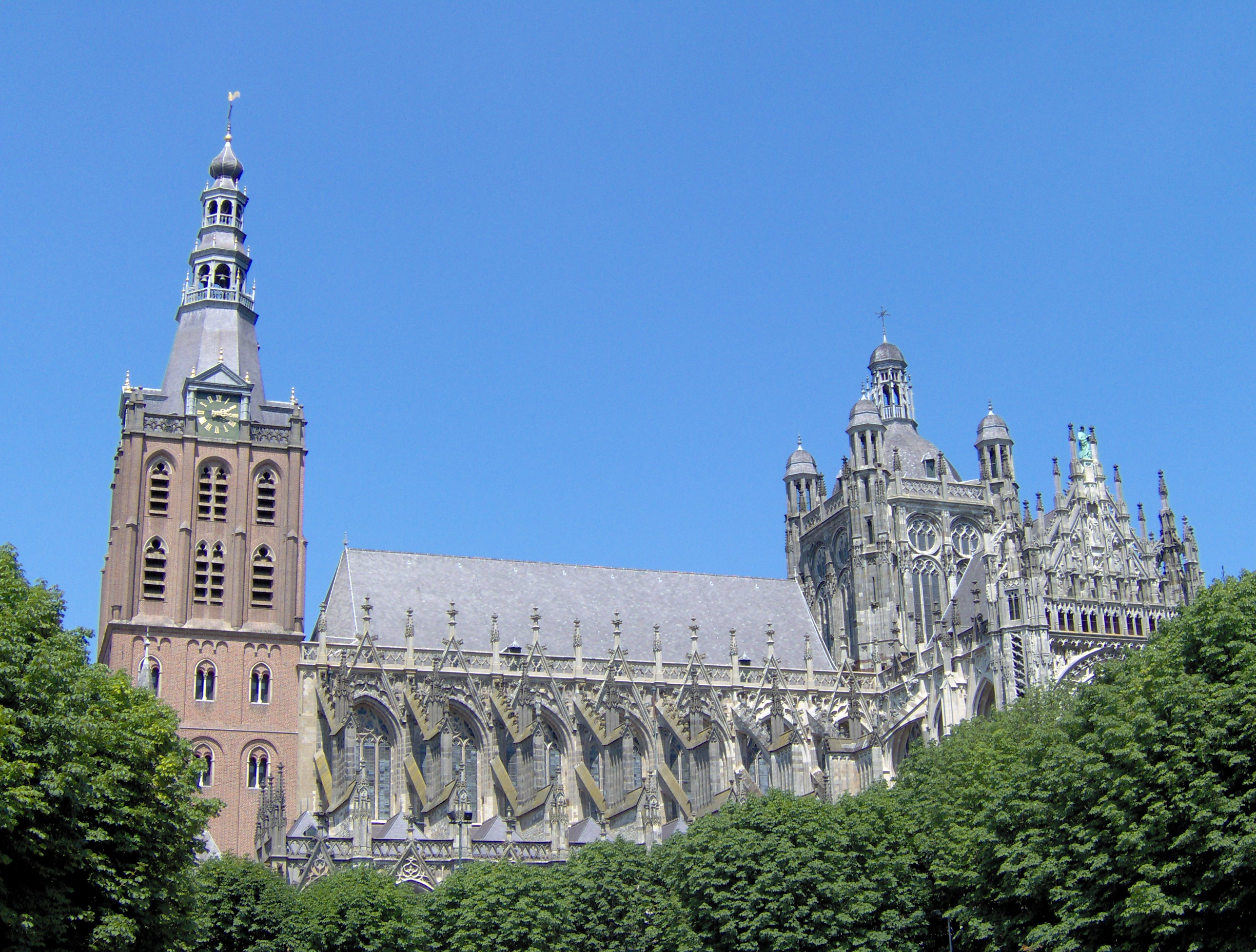
Katedralen i 's Hertogenbosch

225. En tidigare storklocka i Göteborgs domkyrka gjuten och som sprack 1907 vägde 6 ton (se mer nedan om den nya storklockan på 5,5 ton).[113]. Den göts 1815 av Charles Apelquist hos ”Kongl. Styckgjuteriet, Marieberg”.[83]
226. "Zegeklok", "Triomfklok" (’Segerklockan, Triumfklockan’) eller "Maria"hänger under klockspelet i beffroin i Brygge, Västflandern i Belgien och rings på vanligt sätt genom att klockan svängs. Den väger ~6 ton och göts 1680 av Melchior de Haze från Antwerpen. Den gjordes ursprungligen för Vårfrukatedralen i samma stad, men flyttades år 1800.[89]
227. Näst största (andra) klockan, i klockspelet i övre klockkammaren av beffroin Sint-Romboutstoren ”Sankt Romboutstornet” i  Mechelen, har slagtonen g och väger ~6 ton. Den göts av Eijsbouts klockgjuteri, Aalst 1981.[89]
228. ”Guldenglocke” eller ”Osanna” i Stiftskirche (klosterkyrkan) i, hänger ensam i västtornet, och är högtidsklocka (så kallad Gloriosa) och är också timklocka för heltimmar. Den väger cirka 6 ton har diametern 2,01 meter och slagtonen a° ±0. Den göts 1520 av Martin Kissling i Biberach an der Riß.[114]
229. Den största klockan i Oldenhove i Leeuwarden är den trettonde största klockan i Nederländerna och väger cirka 6 ton och har diametern cirka 2 meter och slagtonen giss. Den göts av Hans Falck från Nürnberg 1633.[47]
230. ”Maria” är sedan ett fåtal år tillbaka den fjortonde största klockan i Nederländerna och hänger i domen i Utrecht. Den väger 5,9 ton (5 915 kg) och har diametern 2,03 och slagtonen giss. Den göts 1505 av Gerhard van Wou.[47][66]
231. ”Osanna” i norra tornet i domen i Fulda väger 5,85 ton, har diametern 2,03 meter och slagtonen giss° +1. Den göts 1953 av Friedrich Wilhelm Schilling i Heidelberg.[115]
232. ”Patrokliglocke” i Sankt Patrokli Dom i Soest i Nordrhein-Westfalen väger 5,84 ton, har diametern 2,05 meter och slagtonen ass°. Den göts 1991. I kyrkan finns också klockor från 1180, 1200, ca 1200, 1220, 1469, 1577.[116]
233. Klockan "San Sebastián" i katedralen Catedral Primada i Toledo väger 5,84 ton (5 835 kg) och har diametern 2,16 meter. Den göts av Gregorio de Barcia 1681.[26]
234. Den största klockan i domen i Esztergom i Ungern väger 5,8 ton (5 827 kg) och har en diameter på 2,2 meter (2 185 mm), Den göts av Szlezák László 1938. Den näst största klockan i kyrkan väger 5,5 ton (5 467 kg) och göts 1930 av Schaudt András.[117]
235. Den största klockan ”Pulsglocke” i Mariakyrkan i Lübeck väger 5,8 ton (5 817 kg), har diametern 2,1 meter och slagtonen gess° +8. Den göts 1951 av Friedrich Wilhelm Schilling i Heidelberg.[118]
236. Den största klockan i Sint-Janskathedraal ”Sankt Johanneskatedralen” i 's-Hertogenbosch är sedan ett fåtal år tillbaka den femtonde största klockan i Nederländerna och väger 5,75 ton har diametern 2,1 meter och slagtonen g. Den göts 1641 av Jacob Noteman.
237. ”Stephanus” i Stephansdomen i Wien i Österrike är den näst största klockan i denna kyrka och väger 5,7 ton och har slagtonen g0. Den hänger i kyrkans sydtorn med elva andra klockor och fungerar som dessa elva klockors basklocka och storklocka, alla rings med motorer. Den har slagtonen giss och göts av Pfundner 1960. Kyrkans största klocka på 21 ton hänger i kyrkans lägre norra torn och rings aldrig samtidigt med de andra klockorna (se ovan).[16][89]
238. Största klockan, basklockan (bourdon) i stadshuset i Rotterdam har slagtonen g° och diametern 2,10 och väger 5,7 ton. Den göts av Petit & Fritsen 1948 Klockspelet har sammanlagt 63 klockor.[89]
239. ”Salvatorglocke” i Mariahilfkirche i München är näst lägst i tonhöjd i München med slagtonen fiss0 (den lägsta i tonhöjd finns i Sankt Peterskirche i staden, se ovan). Den väger 5,65 ton och göts av Carl Czudnochowsky på klockgjuteriet Erdinger Glockengießerei i Erding.[119]
240. Den tidigare största klockan (nu den tredje största, sedan det kombinerade klockspelet och kyrkklockorna kraftigt utökades 1999) i Grote Kerk i Dordrecht har slagtonen g° och diametern 2,09 meter. Den väger 5,608 ton och den göts av Eijsbouts klockgjuteri 1965. Klockspelet har sammanlagt 67 klockor.
241. ”Speciosa” är sedan ett tiotal år tillbaka den femte största klockan i Köln och den tredje största i Kölnerdomen efter Kölns två största klockor i domen (se ovan). Den väger 5,6 ton har diametern 2,03 meter och göts 1449 av Johannes (Hoer[n]ken) de Vechel i Köln. Klockans slagton är a0 −2.[89][120]
242. Storklockan i nya Kaiser-Wilhelm-Gedächtniskirche väger 5,6 ton.[121]
243. ”Dzwon Piotr”, ’Petersklockan’, i Stary Lichen väger 5,6 ton (om de två större klockorna, vilka väger 14 ton och över 11 ton, se ovan). Den göts av klockgjuteriet Felczyńskich i Przemyśl.[122] Tyska kyrkan, StockholmGöteborgs domkyrka från väster

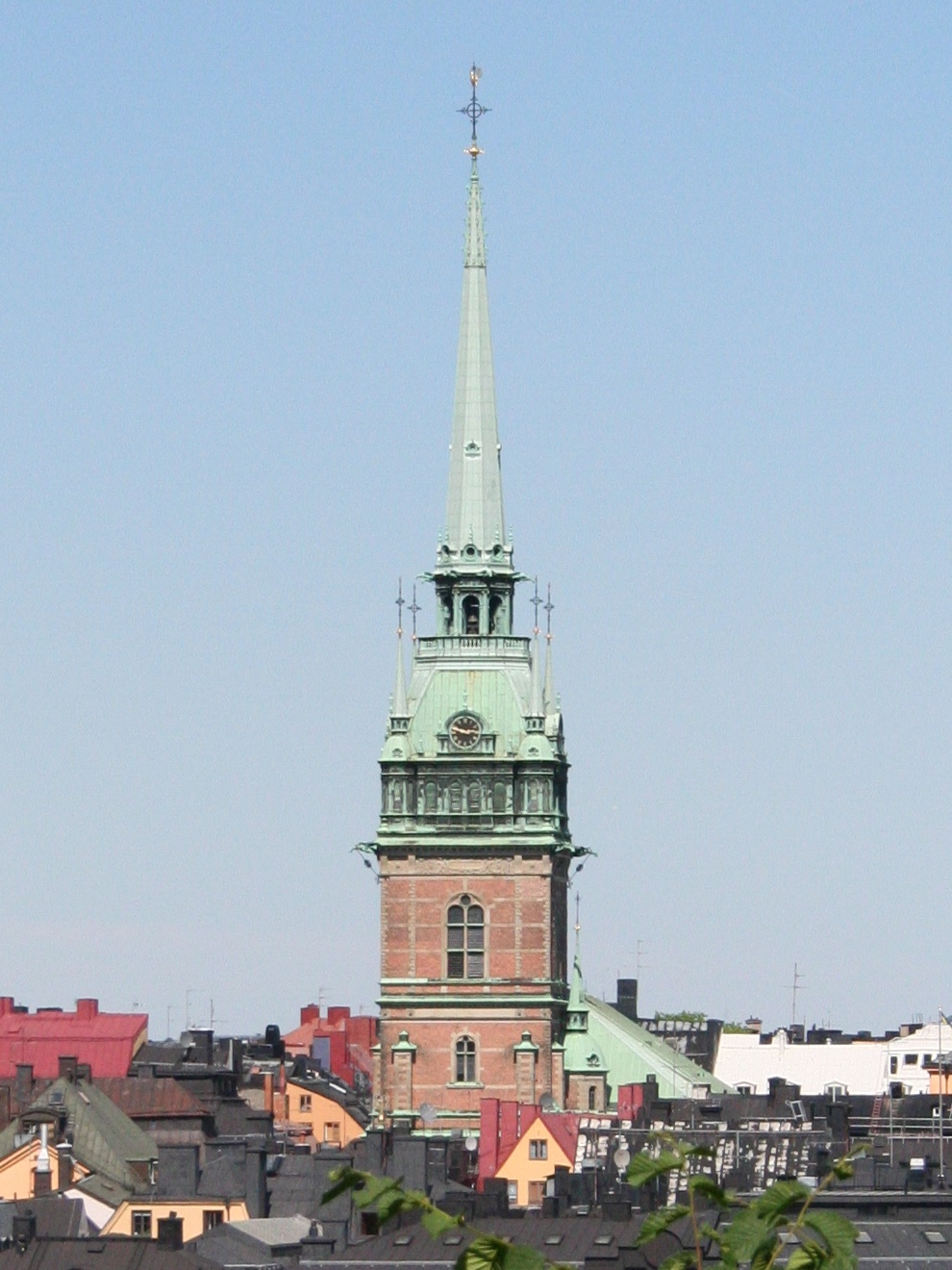
Tyska kyrkan, Stockholm

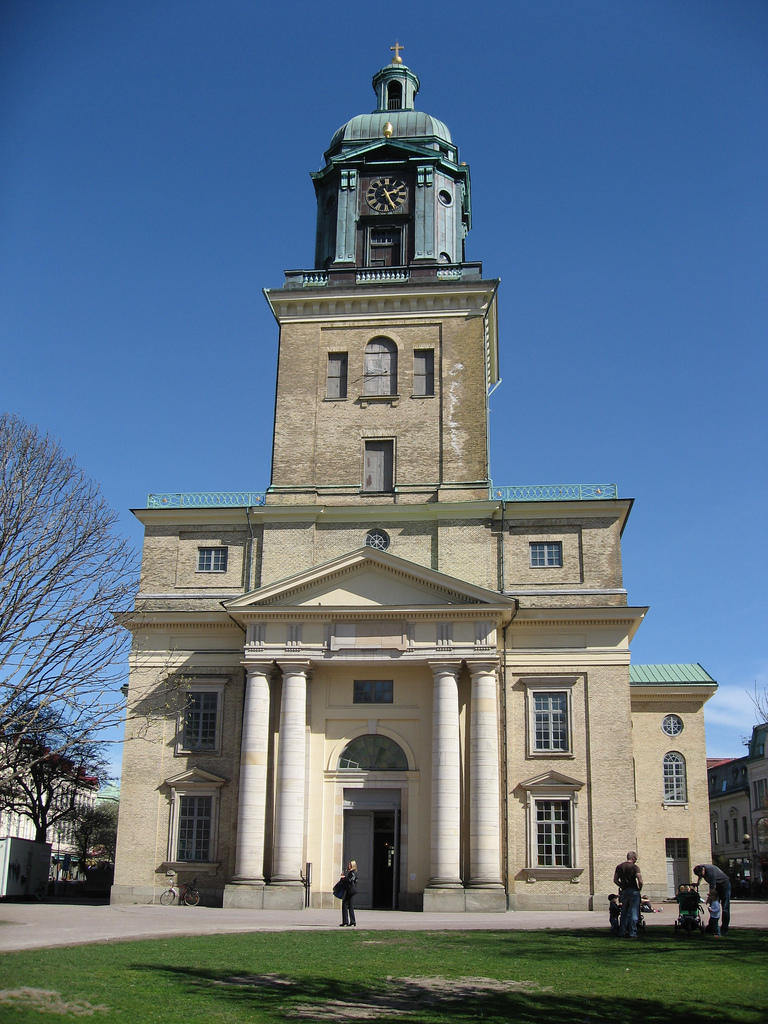
Göteborgs domkyrka från väster

244. Näst största klockan "Benedikt" av sammanlagt nio kyrkklockor i Sankt Willibrords basilika i Echternach, Luxemburg, väger 5,53 ton och göts 1999 av klockgjuteriet Mark. Benedikt har en diameter på 2 meter och slagtonen giss. Den hänger i kyrkans nordvästra torn tillsammans med storklockan Willibrord (om den, se ovan).[89]
245. Klockspelets basklocka i Chambéry i Savojen i Frankrike ävger ~5,5 ton och göts 1992 av klockgjuteriet Paccard.[89]
246. Största klockan i St. Eusebiustoren "Sankt Eusebiustornet" i Grote Kerk i Arnhem väger 5,5 ton har diametern 2,09 meter och slagtonen g°. Den göts av Petit & Fritsen 1964 och blev då basklocka i ett 49-klockors klockspel, men är nu vanlig kyrkklocka.[89]
247. Basklockan i ett 49-klockors klockspel i Abdijtoren "klostertornet" (vid ett kloster) också kallat "Lange Jan" "långe Jan" i Middelburg, Nederländerna väger 5,5 ton och har diametern 2,09 meter och slagtonen g°. Den göts av Van Bergen 1955.[89][108]
248. Näst största (andra) klockan, i klockspelet i universitetsbiblioteket i Leuven i Brabant, Belgien, väger ~5,5 ton. Den göts 1928 av Gillett & Johnston.[89]
249. Storklockan "Bavo" i Sankt Baafskatedralen (Sint-Baafskathedraal) i Gent i Belgien, väger ~5,5 ton och göts 1636. Den har tidigare också varit ett klockspels basklocka, nu enbart en vanlig kyrkklocka, den största av sammanlagt sju sådana i kyrkan.[89]
250. Storklockan i Tyska kyrkan i Stockholm väger cirka 5,5 ton[81][84] (troligen förutom kläppen) och har diametern 2,08 meter.[83] Den är den näst största klockan i Sverige och något större än storklockan i Göteborgs domkyrka här nedan.
251. En 1924 sprucken storklocka i Göteborgs domkyrka på 5,38 ton utan kläpp göts 1923 och ersattes strax därefter (se nedan).[83][123]
252. Storklockan i Göteborgs domkyrka väger 5,55 ton (inklusive kläppen på 270 kg, utan kläpp väger den 5,28 ton) och har diametern 2,01 meter, höjden 2,05 meter och har slagtonen giss.[84][124] Den göts 1925 av M & O Ohlssons klockgjuteri i Ystad och ersatte då en klocka som göts av samma klockgjuteri 1923 och som sprack och vägde 5,38 ton utan kläpp. Denna ersatte i sin tur en storklocka på 6 ton från år 1815 och som sprack 1907 (listas ovan). I mellanperioden mellan 1907 förekom också ett misslyckat exemplar som fick kasseras och där metallen sedan såldes.[123][125]
253. Den näst största klockan i domen i Esztergom väger 5,5 ton (5 467 kg) och göts 1930 av Schaudt András (om den största se ovan).[117]
254. "Große Glocke" "Stora klockan" i Stadtkirche (Marienkirche) i Wittenberg i Sachsen-Anhalt, Tyskland väger ~5,5 ton och har diametern 2 meter och slagtonen h0–5. Den göts 1635 av Jacob König från Erfurt och hänger ensam i kyrkans norra torn, medan övriga tre klockor hänger i sydtornet.[126]
255. ”Great Tom” i mittornet i katedralen i Lincoln väger idag 5,49 ton och kan vara namngiven efter klockan i Oxford (se ovan, Oxford tillhörde en gång Lincolns biskopsstift). Den har den slagtonen a och en största diameter på 6,55 meter (6 553,2 mm omräknat till metersystemet) och höjden 1,83 meter (1828,8 mm). Den låga höjden i förhållande till diametern är typisk för slagklockor som inte rings som ringklockor vid klockringningar. Great Tom hänger tillsammans med fyra mindre slagklockor i tornet och göts om av Thomas Hears på klockgjuteriet Whitechapel Bell foundry 1834. Ursprungligen hängdes den upp för att ringas, men blev efter omgjutningen slagklocka istället, på grund av skakningarna och påfrestningarna på tornet av ringningen. Great Toms föregångare var ursprungligen medeltida, men den göts 1610 och hängdes då upp 1611. Den vägde någonstans mellan 3965,7581 kg och 4 488 kg enligt en äldre uppgift – Se vidare i artikeln De största klockorna i Storbritannien.
256. ”Frieden-Christi-Glocke” ’Kristi frids- (eller freds-)klockan’ är den största klockan i domen i Minden och är gjuten 1993 av Hans August Mark i Brockscheid. Den väger 5,5 ton (5 495 kg) och 2 meter (2003 mm) i diameter och har slagtonen giss0+2.[127]
257. Den tredje största klockan i klockspelet i Kongresshalle i Berlin väger 5,44 ton och göts 1987 av Eijsbouts.[89]
258. ”Great Bede”, sedan 1901 uppkallad efter helgonet Beda venerabilis, finns i klosterkyrkan Basilica of Saint Gregory the Great i det katolska benediktinerklostret Downside Abbey i Stratton-on-the-Fosse i grevskapet Somerset, sydväst om staden Bath. Great Bede väger 5,4 ton, har slagtonen g och köptes och installerades 1901 från Beverley Minster (se om Beverley Minsters klocka ”Great John” ovan), där den fått namnet Great Bell och gjutits år 1900 av klockgjuteriet Taylor. Great Bell, vägde antagligen 5,74 ton (enligt andra uppgifter mer) och klockans reducering i vikt kan bero på en kraftig omstämning av klockan då ett par hundra kg svarvades bort. Den hade tidigare slagtonen giss (420,5 Hz). En betydligt mindre klocka ringer ofta tillsammans med Great Bede i klosterkyrkans torn och båda rings med elektrisk motor. – Se vidare i artikeln De största klockorna i Storbritannien.
259. Klockspelets basklocka, i beffroin i Brygge i Västflandern, Belgien, väger 5,38 ton (5 381 kg) och göts 1742-1748 av J. du Mery.[89]
260. Den näst största klockan "Frauen- oder Dechantglocke" i klostret Stift Sankt Florian i Sankt Florian i Oberösterreich, Österrike, väger 5,4 ton (5 376 kg), är 1,65 meter (1648 mm) i diameter och göts 1810 av Martin Fitler. Den har slagtonen h°.[59]
261. "Santa Maria", "la Mayor", "la Gorda" eller "de golpe" är största klockan i Sevilla och hänger i katedralen i Sevilla Catedral de Santa María de la Sede. Den väger 5,36 ton (5 362 kg) och har diametern 2,1 meter. Den göts 1588 av klockgjutaren Balavarca.[26][89]
262. ”Maximilianus Josephus” eller ”Kaiserglocke” ’kejsarklockan’ i domen i Speyer väger 5,35 ton, är 2,08 meter i diameter och har slagtonen g0. Tillsammans med de tre övriga största klockorna av totalt nio i kyrkans klocktorn är denna storklocka gjuten 1822 av Peter Lindemann från Zweibrücken.[128]
263. ”Dreifaltigkeitsglocke” ’Trefaldighetsklockan’ i Eichstätter Dom i Eichstätt väger 5,3 ton och har diametern 1,93 meter och slagtonen a° +1. Den göts 1976 av klockgjutaren Stumpf, i klockgjuteriet i Heidelberg.[129]
264. Den tredje största klockan ”Stürmerin” i domen i Passau väger 5,3 ton, göts 1733, och har slagtonen a°. Den hänger ensam i en av de två klockvåningarna i sydtornet (i den andra hänger domens största klocka) övriga klockor hänger i det norra tornet. Mer om klockorna i domen i Passau finns i punkten om domens största klocka ovan. Domens näst största klocka listas också ovan.[130]
265. Största klockspelsklockan, basklockan ”Gabriel” i katedralen i Antwerpen väger 5,3 ton och göts 1459 av J.W.Hoerken.[89]Bambergs domkyrka i Bamberg, Tyskland

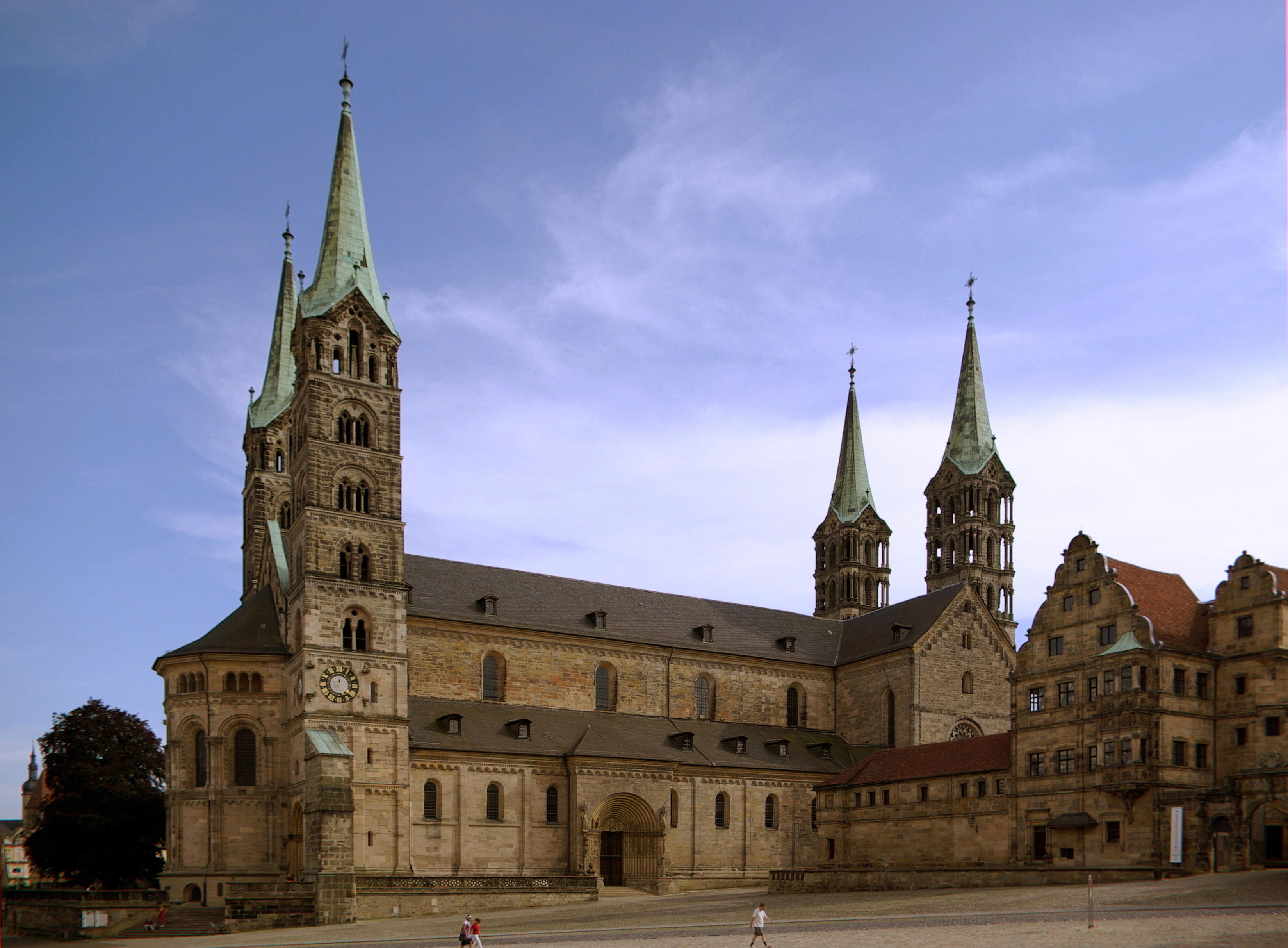
Bambergs domkyrka i Bamberg, Tyskland

266. ”Hosanna” eller ”Salvatorglocke” är den största av sammanlagt åtta klockor klostret Erzabtei Sankt Ottiliten ”Ärkeabbotdömet Sankt Ottiliten”. Den väger 5,25 ton och har diametern 2,18 meter och slagtonen fiss0 +1. Denna stora klockensembles större klockor räknas som lägst i tonhöjd i hela Sydtyskland och också i Augsburgs stift. De göts allihop av Karl Czudnochowsky från Erding. Sju av klockorna är på vanligt vis gjutna av brons 1950, medan storklockan Hosanna är gjuten av 1949 av euphon, en koppar- och zinklegering, som ger extra bra klang och hållbarhet (uppfinning under 1900-talet). Alla klockorna hänger i klockstolar av stål på raka stålklockstockar.[131]
267. ”Great Tom” är Sankt Pauls-katedralens näst största klocka efter Storbritanniens största klocka ”Great Paul” (se ovan) och hänger också i samma torn som Great Paul, i katedralens nordvästra torn. Innan Great Paul göts 1881 var den katedralens största klocka. Great Tom fungerar idag som timklocka och hänger därför idag orörlig. Den gavs 1698 åt katedralen av kung Vilhelm III av England och hängde tidigare i det medeltida Westminsterpalatset. Great Tom göts om 1716 och av Richard Phelps och göts även om åren 1708 och 1709 1710? och har slagtonen aiss. Den väger sedan omgjutningen 5,2 ton och vägde tidigare mindre än fem ton, eftersom mer metall tillfördes 1716. – Se vidare i artikeln De största klockorna i Storbritannien.
268. Storklockan ”Heinrich”, i Bambergs domkyrka, väger 5,2 ton, har diametern 1,8 meter (1799 mm) och slagtonen ciss1+9. När den göts är okänt men inskriften på klockan är från 13 augusti 1311. Klockan Kunigunde i domen väger cirka 3,6 ton, har diametern 1,59 meter och kan vara så gammal som från år 1185.[132]
269. ”Korbiniansglocke” i domen i Freising väger cirka 5,2 ton och har diametern meter och slagtonen 0. Den göts 1724 av hovklockgjutarna Johann Matthias Langenegger och Anton Benedikt Ernst från München.[133]
270. Den tidigare näst största klockspelsklockan i Manchesters stadshus vägde omkring 5,08 ton (~11 200 +/-56 skålpund, 11 200 skålpund = 5 080,2 kg). Den göts av klockgjuteriet Taylor och skrotningsvikten 1936 var 11 193 skålpund. Metallen användes för att gjuta det nya klockspelet i samma hus. I Manchesters stadshus finns idag en större klocka, ”Great Abel” (se ovan). – Se vidare i artikeln De största klockorna i Storbritannien.
271. ”Kaiserglocke”, i klosterkyrkan i stadsdelen Gries i Bozen (Bolzano), väger 5,028 ton och har slagtonen ass.[134]
272. Den största klockan ”Benno- und Marienglocke” i Sankt Bennokirche i München väger över 5 ton och hänger ensam i kyrkans sydvästra torn, medan övriga sex klockor hänger i det nordvästra tornet. De tre största och de båda minsta göts av Johann Hahn i Landshut på 1950-talet, de övriga två göts av Ulrich Kortler 1894.[135] Storkyrkan i StockholmSanta Maria del Fiore i Florens

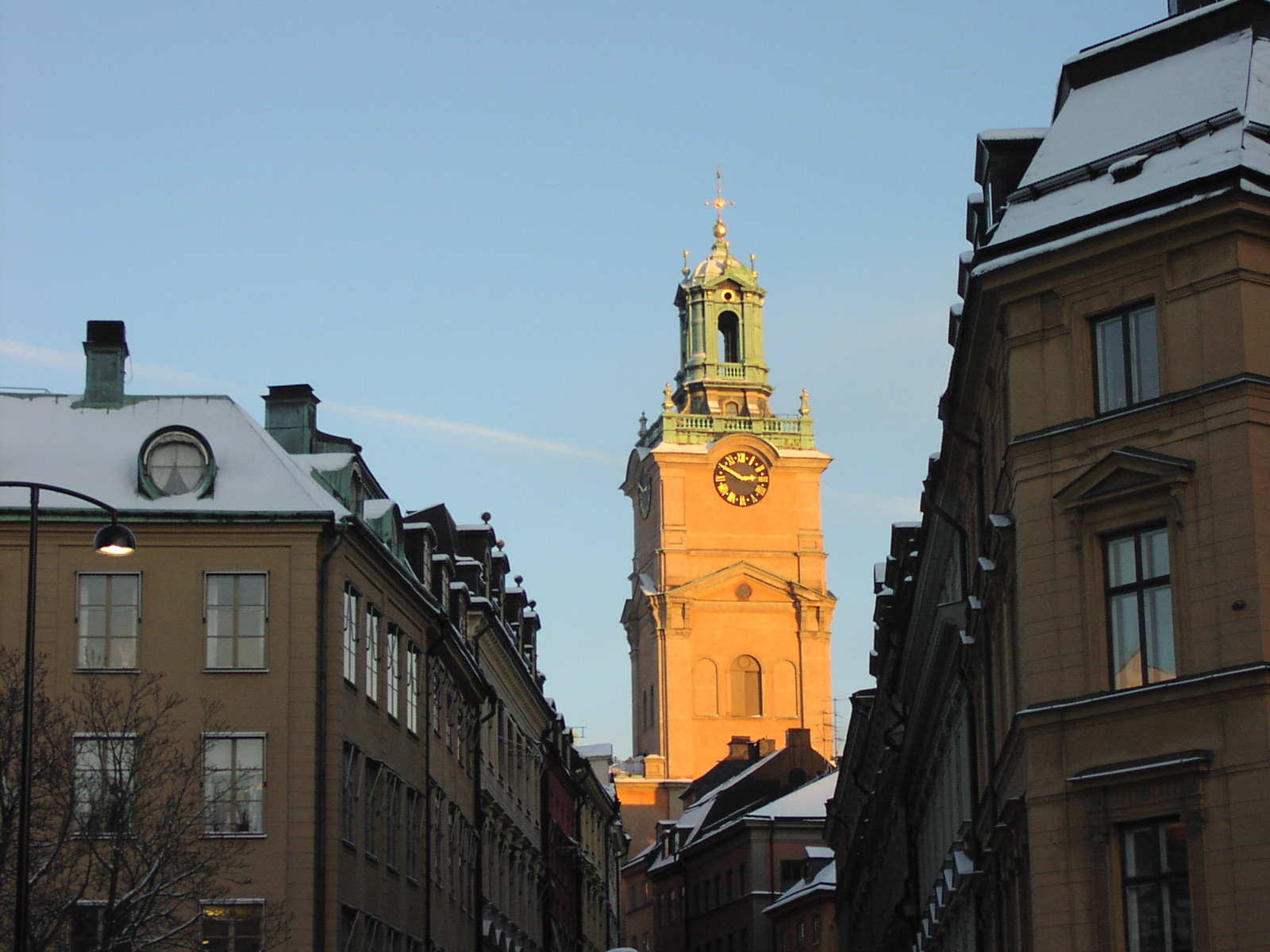
Storkyrkan i Stockholm

Santa Maria del Fiore i Florens

273. Näst största klockan i kyrkan Hauptkirche Sankt Nikolai (”Sankt Nikolai huvudkyrka) i Hamburg väger 5 ton och har diametern 1,9 meter och slagtonen a°. Den är tillsammans med den största klockan i kyrkan (se ovan) gjuten 1962 av Friedrich Wilhelm Schilling in Heidelberg.[136]
274. Storklockan i Storkyrkan i Stockholm väger 5 ton enligt Nordisk Familjebok.[137] och har slagtonen a°.[85] Denna klocka är omgjuten av klockgjutaren Jurgen Putensen år 1638.[137] Denna klockan var från början gjuten på 1500-talet men sprack under Gustav II Adolfs själaringning, då även den näst största klockan sprack. Enligt en källa väger den 6 ton,[138] Tre källor talar emot det. Ingvar Rohr och Eric Larsson talar om att Tyska kyrkans storklocka på 6 ton är näst största klocka i landet och Ingvar Rohr anger diameter på klockan i Tyska kyrkan. Båda anger också Göteborgs domkyrkas storklocka på 5,5 ton (inklusive kläppen) som tredje största klocka i landet.[83][84] Nordisk Familjebok anger också vikten på Storkyrkans storklocka (5 ton, som angetts ovan).[137]
275. ”Campanone” eller ”Santa Reparata” i kampanilen vid katedralen Santa Maria del Fiore i Florens väger 5 ton och har diametern 2 meter och slagtonen a°. Den göts 1705 av Antonio Petri.[139]